# Hôtel de ville de La Rochelle
L'hôtel de ville de La Rochelle est le bâtiment qui héberge depuis 1298 la mairie de La Rochelle, dans le département français de la Charente-Maritime en région Nouvelle-Aquitaine.
Il est le plus ancien hôtel de ville français encore en fonction. Entre 1628 et 1748, le bâtiment est la résidence du Gouverneur de l'Aunis et de la Ville avant de redevenir la maison de la ville. Il est classé au titre des monuments historiques depuis le 27 décembre 1861. Largement détérioré, le bâtiment subit, à la fin du XIXe siècle, une lourde restauration, mêlant restauration à l'identique, transformation et extension de bâtiment.
Un incendie d'origine électrique a le 28 juin 2013 ravagé les toitures et charpentes de la partie historique du bâtiment, dont la restauration s'est achevée fin 2019.

## Le pouvoir communal
La commune de La Rochelle bénéficie dès sa création d'une large autonomie. Le duc Guillaume X d'Aquitaine affranchit la ville des tutelles féodales, faisant de son port un port libre. Privilèges et libres franchises sont confirmés et étendus par les successeurs, le roi des Francs, Louis VII, puis celui d'Angleterre, Henri II, à la suite des mariages de sa fille, Aliénor d'Aquitaine. Grâce au commerce avec l’Angleterre et le nord de l’Europe, la ville devient rapidement un port commercial de premier plan.
En 1199, Aliénor d'Aquitaine octroie à la ville une charte communale.

« ...La commune ne sera comptable qu'à elle-même des deniers publics ; Elle pourra contraindre les habitants de la ville et de la banlieue à travailler aux fortifications de la place ; Le maire aidé de ses échevins jugera à mort, à charge d'appel, devant le juge du roi ; Les serfs et les étrangers seront soumis à la juridiction communale en cas de flagrant délit ; Le seul crime de lèse-majesté est ôté de la connaissance du maire et des échevins. Ils auront la police de la ville »

— Emile Couneau, La Rochelle disparue
Outre ces dispositions administratives, le maire se trouvait à la tête d'un gouvernement absolument indépendant. Ses pouvoirs étaient presque aussi étendus que ceux d'un souverain. Il commandait aux armes de terre et de mer, organisant et commandant les milices. Il contrôlait les poids et mesures des marchandises assujetties à des droits fiscaux. Il battait monnaie et restait comptable des deniers publics. Il n'avait à rendre compte de sa gestion qu'au Corps de ville, dont il était le chef, mais qui pouvait devenir son juge en cas d'abus de pouvoir. Ces actes étaient contrôlés par les pairs. Le maire ne pouvait pas prendre ses décisions en dehors de l’Échevinage.
Seule la présence du château Vauclair rappelle l'autorité féodale. Il fut construit par le roi Henri II d'Angleterre, époux d'Aliénor d'Aquitaine, et duc d'Aquitaine par sa femme, vers la fin du XIIe siècle. Les Rochelais comprirent rapidement tous les avantages des libertés et privilèges qu'ils avaient acquis et le danger que représentait cet imposant symbole de pouvoir.
La Rochelle passa dans le domaine royal en 1224. Elle devint possession anglaise en 1360 avec le traité de Brétigny. En 1372, la ville est assiégée par le roi de France Charles V. Les Rochelais, souhaitant redevenir français, réussirent à prendre par la ruse le château royal des mains d'une garnison anglaise. Cependant, ils négocièrent le prix de leur soumission et arrachèrent au roi de France des privilèges étendus dont l’inaliénabilité de la ville à la couronne de France, la promesse de la destruction du château royal et l'interdiction faite d'en ériger un nouveau. Cette interdiction fut tenue, non sans mal, jusqu'à l’érection du Fort Louis en 1622, situé à une portée de canon de la ville. La démolition du château Vauclair, dernier symbole du pouvoir royal sur la ville, fut entamée le lendemain de l'entrée du roi dans la ville. La ville continua à prospérer à l'intérieur de ses remparts. Le château royal, ayant disparu, la ville se dota de son propre symbole. L’échevinage devait montrer à tous la prospérité de la ville, ses libertés et ses privilèges qu'elle entendait préserver à n'importe quel prix n'ayant dans la dite ville ni comte, ni vicomte, ni châtelain que le roi.

## Histoire

### L'échevinage

Plan de masse de la maison de ville à la veille de 1628.
Le mur d'enceinte
Le pavillon nord
La grande galerie
Le bâtiment des Échevins
L'escalier d'honneur
La fontaine de la caille
Autres bâtis

En 1298, l'échevinage s'installe dans cinq maisons et un verger, formant un ensemble correspondant à l'emprise de l'actuel hôtel de ville. L'édifice abritant le corps de ville construit à la place des habitations fut détruit par un incendie. On entreprend sa reconstruction de 1486 à 1492 par l'édification du mur de clôture nord, le mur ouest étant achevé en 1498. Cette muraille crénelée et flanquée de tourelles symbolisait la prospérité commerciale et son désir d'indépendance. Cependant, la reconstruction du reste de l'édifice ne commença que vers le milieu du XVIe siècle. Le reste de l'édifice resta délabré au point que le corps de ville eut l'habitude de se réunir dans d'autres lieus comme en 1515, où le conseil se réunissait au couvent des Augustins et, en 1542, près de la rue Chaudrier.
La reconstruction de l'hôtel de ville reprend par la construction du Pavillon Nord.
À partir de 1568, date de la destruction de l'église Saint-Barthélémy, l’élection du maire se déroula à l'hôtel de ville.
L'ouverture de l'assemblée générale des églises réformées se tient à l'hôtel de ville, le 14 novembre 1588, en présence du roi de Navarre, nommé président par élection et suffrages pris des provinces. Le président, pendant son discours, montra les enseignes appendues dans le salon et qu'il avait enlevé à l'ennemi catholique.
La grande galerie est commencée à partir de 1595. Tout le corps du bâtiment, avec sa galerie au rez-de-chaussée et ses combles, est achevé en 1606. L'année suivante, le corps de ville acquit, au sud-est du corps principal, une maison donnant sur la rue des gentilshommes, le bâtiment des Échevins.

Le 2 mars 1622, on ajoute au salon, 
« pour estre gardés et conservés en mémoire honorable dudit exploict. »
, les drapeaux ou guidons enlevé aux royalistes par Benjamin de Rohan seigneur de Soubise lorsqu'il s'est rendu maître des Sables-d'Olonne et de plusieurs petites places du Bas-Poitou.

### La maison du Gouverneur

Plan de masse de la maison du gouverneur,.
Le mur d'enceinte
Le pavillon nord
La grande galerie
Le bâtiment des Échevins
L'escalier d'honneur
Les appartements du Gouverneur
La fontaine de la caille
Autres bâtis

À la suite de la défaite de 1628, Louis XIII supprima le corps de ville et confisqua la maison de ville pour la transformer en maison du roi. Le 22 mai 1631, fut publié en l'audience présidiale le don fait par le roi de la maison de ville à monsieur le cardinal de Richelieu et autres gouverneurs de La Rochelle. Dès lors, la maison de ville devint la maison du gouverneur. Pour permettre de loger le gouverneur, on étend l'emprise de l'ancienne maison de ville à trois habitations contigues.

### L’hôtel de ville
- Le mur d'enceinte
- Le pavillon nord
- La grande galerie
- Le bâtiment des Échevins
- L'escalier d'honneur
- Le bâtiment de Juste Lisch
- Autres bâtis

Une première mairie fut rétablie en avril 1694. Cette mairie était un office de mairie au coût élevé imposé aux trésoriers de France. Le 5 février 1718, Louis XV détacha la mairie du bureau de finance, constitua un corps de ville et rendit la mairie élective. Privé de l’échevinage, le bureau des finances, puis le corps de ville, se réunissait dans la maison Henri II. En 1748, la maison du gouverneur n'était plus adapté à son rôle de résidence du Gouverneur et le gouverneur préféra négocier avec le corps de ville son échange au profit de l'hôtel Jouin de la Tremblaye,. Le bâtiment fut acquis par la ville pour 60 000 livres auprès de M. Tremblay. Le vieil échevinage est alors récupéré par la ville et redevint l'Hôtel de ville de La Rochelle.
Il est classé au titre des monuments historiques le 27 décembre 1861,. À la suite de ce classement, Juste Lisch établit des projets de restauration et d'agrandissement, réalisés de 1872 à 1877, sous la surveillance de Massiou, architecte de la Ville. On entreprit la reconstruction de l'escalier d'honneur, la restauration de la galerie des statues et de la grande galerie. Les fragments des restaurations furent déposés dans des musées, la plus importante partie (une Lucarne et une niche avec blason) se trouvant dans les collections lapidaires du Musée d'Orbigny Bernon,, le reste, soit une porte palière du XVIIe siècle et des caissons de la grande galerie se trouvent dans le jardin du Musée des beaux-arts de La Rochelle,.

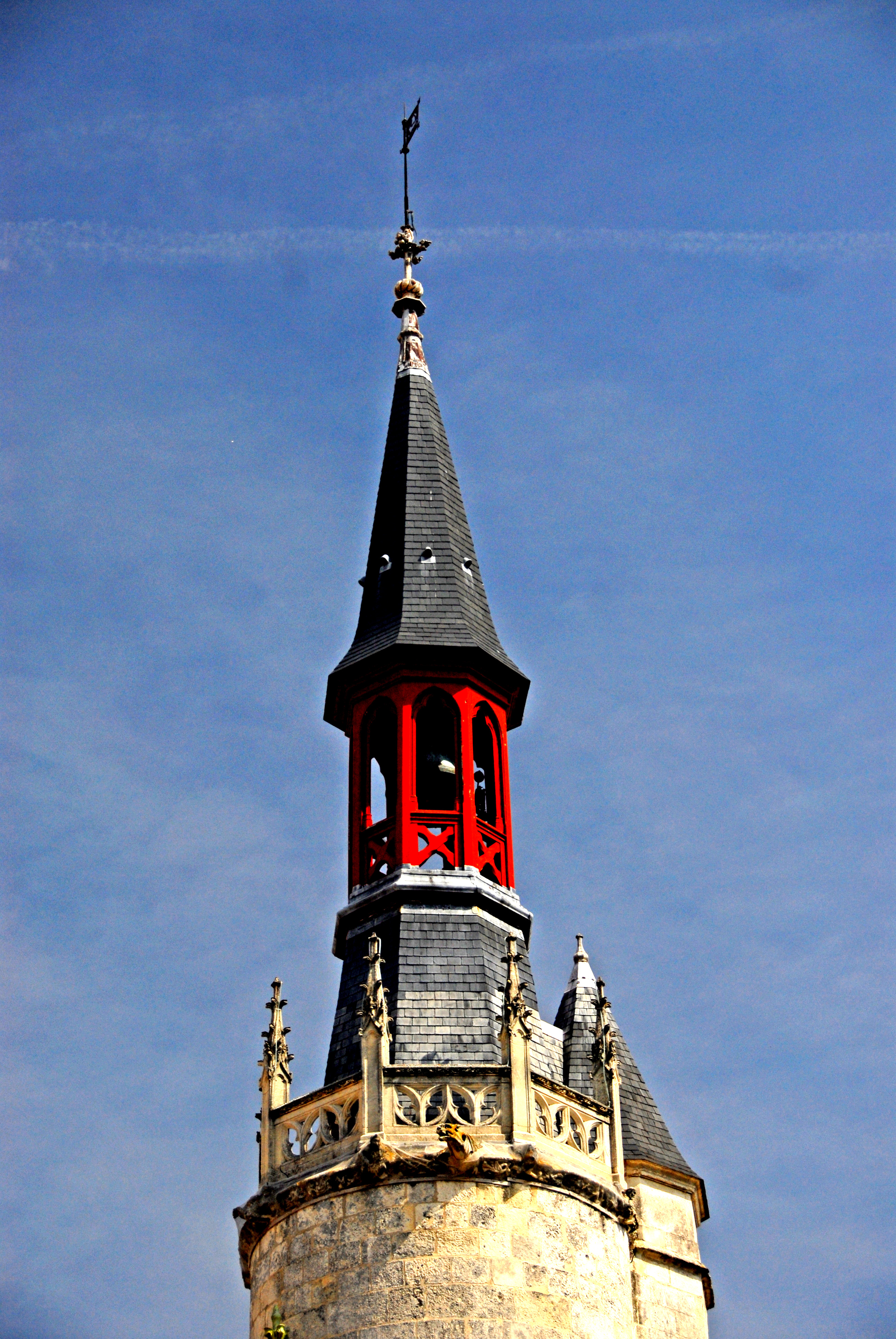
Beffroi de la tour, réalisée en 1879.

En 1878, on décida de surélever le toit de la tour nord par l'ajout d'un beffroi avec campanile et cela malgré le fait que rien ne puisse attester l’existence d'un tel élément dans l'histoire du monument. Dans l'histoire de la ville, le premier beffroi « communal » était situé au sommet de la porte de Mallevault, puis il fut transféré au sommet de la porte de la Grosse Horloge en 1478.
À la même époque, Juste Lisch édifia, à la place de la maison abritant le logement du gouverneur, le bâtiment sud, destiné à abriter une partie des services administratifs. Cette extension, composée de plusieurs corps de bâtiment, commença par la façade côté cour intérieure en 1874 pour s'achever en 1885.
En 1904, le crénelage du mur d'enceinte fut réparé.

#### Le projet non réalisé

Plan de masse de l'hôtel de ville en 1906.
Le mur d'enceinte
Le pavillon nord
La grande galerie
Le bâtiment des Échevins
L'escalier d'honneur
Le bâtiment de Juste Lisch
Autres bâtis

Projet de Juste Lisch, non réalisé.
Le mur d'enceinte
Le pavillon nord
La grande galerie
Le bâtiment des Échevins
L'escalier d'honneur
Le bâtiment de Juste Lisch
Autres bâtis

L'édifice se révèle insuffisant pour les besoins de l'administration municipale au XIXe siècle. Profitant de la restauration du monument, on décide alors la reconstruction du pavillon sud abritant les anciens appartements du gouverneur. Initialement le projet de Juste Lisch était ambitieux pour cet agrandissement. L'architecte projetait d'étendre l'hôtel de ville sur le reste de l'îlot avec la création côté place de la Caille d'une façade monumentale. Faute d'argent, seule une partie du programme a été réalisée et les bâtiments entre la place de la Caille et l'hôtel de ville furent épargnés,. L'extension s’étend de la rue de l'hôtel de ville jusqu'à la rue des gentilshommes et se limite à la largeur de l'ancien logement du gouverneur.
En 1909, Albert Ballu reprend le projet de Lisch d'extension de l'hôtel de ville sur la place de la Caille, mais faute de moyens la municipalité y renonce et achète peu à peu les maisons de l'îlot. Après de multiples travaux, certains services furent implantés dans les étages de ces bâtiments. Aujourd'hui, les services de la ville se sont étendus dans les étages des bâtiments et ne communiquent que par un dédale de couloirs et d'escaliers.

#### L'hôtel de ville moderne

Plan de masse de l'hôtel de ville de nos jours.
Le mur d'enceinte
Le pavillon nord
La grande galerie
Le bâtiment des Échevins
L'escalier d'honneur
Le bâtiment de Juste Lisch
Maisons acquises pour l'agrandissement de l'hôtel de ville
L'annexe de Pierre Grizet
La statue de Jean Guiton
Autres bâtis

En 1938, toujours à l'étroit dans ses murs, l'architecte de la ville, Pierre Grizet édifie au nord, hors de l'îlot, une annexe pour les services d'hygiène,,,. Encore aujourd'hui, une grande partie des services de la ville sont abrités dans l'ancien arsenal de la ville ou disséminés à travers la ville. L'hôtel de ville n'abrite en ses murs que les principaux services.

### Restauration

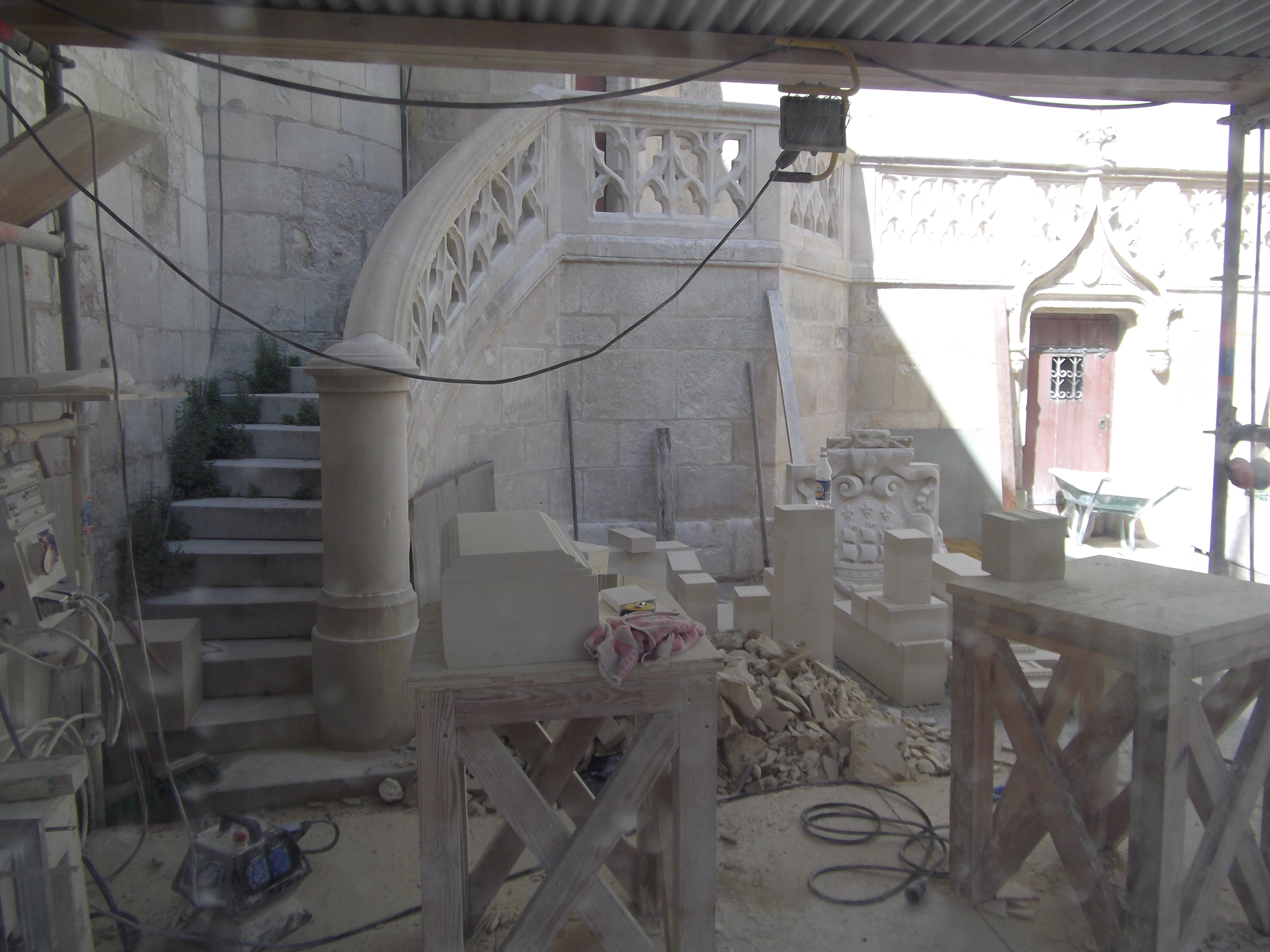
Restauration en cours du Pavillon Nord et de l'escalier d'honneur.

Au début du XXIe siècle, des morceaux de pierre commençaient à tomber de la façade et un balustre de l'escalier d'honneur se brisa. Après des études poussées, on répertoria trois types de pierre (Originaire de Crazannes, de Vilhonneur et de Saint-Même) constituant les murs de l'hôtel de ville symptomatique d'un édifice maintes fois remanié. Souffrant du même mal que la cathédrale Saint-Louis de la Rochelle, les carottages des pierres ont révélé une détérioration de la roche due au sel, présent dans les embruns mais aussi par capillarité, et à la pollution de l’air. À cela, il faut ajouter l’action du ruissellement et de la stagnation des eaux, la corrosion d’éléments métalliques à l’intérieur des maçonneries, l’effet néfaste de pierres de porosités différentes. Cette détérioration de la pierre peut aussi s'expliquer par le nettoyage par sablage, réalisé lors de la restauration de 1960 à 1979 avant qu’il ne soit jugé trop agressif en restauration.
Les travaux se sont déroulés en quatre étapes :
- la muraille Ouest du pavillon et escalier ;
- l'enceinte rue de la Grille, tour de l’horloge et pavillon ;
- l'enceinte côté place de l’Hôtel de Ville et la tour[25] ;
- les murailles Ouest et Nord des ailes.

Tandis que certaines parties seront dessalées avec des compresses d’eau, d’autres seront brossées, hydrogommées ou encore resculptées à l’identique puis remplacées. Après la réfection des balustrades de l’escalier débutée en octobre 2008, s’ensuivra celle des quatre façades (2009 à 2012). On estime les travaux à 60 000 € pour les travaux sur les balustrades et 2 000 000 € pour la restauration des murailles, gargouilles et autres ornementations,.

### Incendie de 2013
Le 28 juin 2013 à 13 h 45, l'alarme incendie retentit une première fois, puis une seconde fois un quart d'heure plus tard avec une coupure de courant. Une fumée épaisse commence à se détacher de la toiture de l'hôtel de ville. Le feu se situe au second étage, au-dessus de la grande salle. Il se propage à l'ensemble des toitures de la partie historique du monument. En milieu d'après midi, la charpente du corps principal s’effondre sur le plafond de la grande salle. L'incendie, bien que circonscrit, n'est éteint que le lendemain matin vers 5 h 15. Le bâtiment est largement endommagé par les flammes, mais également par l'eau utilisée par l'intervention d'une soixantaine de pompiers au plus fort du feu.
Une partie des œuvres d'art, dont des éléments du cabinet de Jean Guiton, est sauvée par les pompiers et le personnel de la mairie. Les autres œuvres d'art comme les tapisseries du cabinet Jean Guiton ou le tableau d'Henri IV sont déposées dès le lendemain de l'incendie et évacuées vers le Musée des beaux-arts de La Rochelle. Situées dans les combles de l'hôtel de ville, les archives récentes de la ville sont détrempées. Tout comme les œuvres endommagées, elles le sont essentiellement par l'eau utilisée pour éteindre l'incendie, mélangée avec des éléments comme la suie. Elles partent toutes pour les ateliers de restaurations, pour être nettoyées.
À la suite de l'effondrement de la toiture sur le plafond de la grande salle ainsi que de l'intense chaleur, la façade de la grande galerie « a pris du ventre » et se serait vraisemblablement effondrée si l'échafaudage servant à sa restauration ne l'avait retenue,. Aussi, le bâtiment devrait pouvoir être sauvé moyennant des travaux de restauration de plusieurs années et s'élevant à plusieurs dizaines de millions d'euros,.
Les travaux de restauration menés par l’architecte en chef des monuments historiques Philippe Villeneuve, ont permis un réaménagement intérieur, dans la partie non classée, afin notamment de faciliter l'accès aux personnes à mobilité réduite. De même, les combles accueillent désormais la salle du Conseil Municipal, libérant ainsi la Salle des fêtes. La réouverture de l'hôtel de ville a eu lieu en décembre 2019 (pour sa partie historique), célébrée par trois jours de festivités.

## Éléments architecturaux extérieurs
L'hôtel de ville de La Rochelle est composé d'un corps de logis de style Renaissance protégé par un mur d'enceinte de style gothique flamboyant, avec tours, chemin de ronde à créneaux et mâchicoulis et gargouilles érigé à la fin du XVe siècle.

### Le mur d'enceinte

Vues du mur d'enceinte
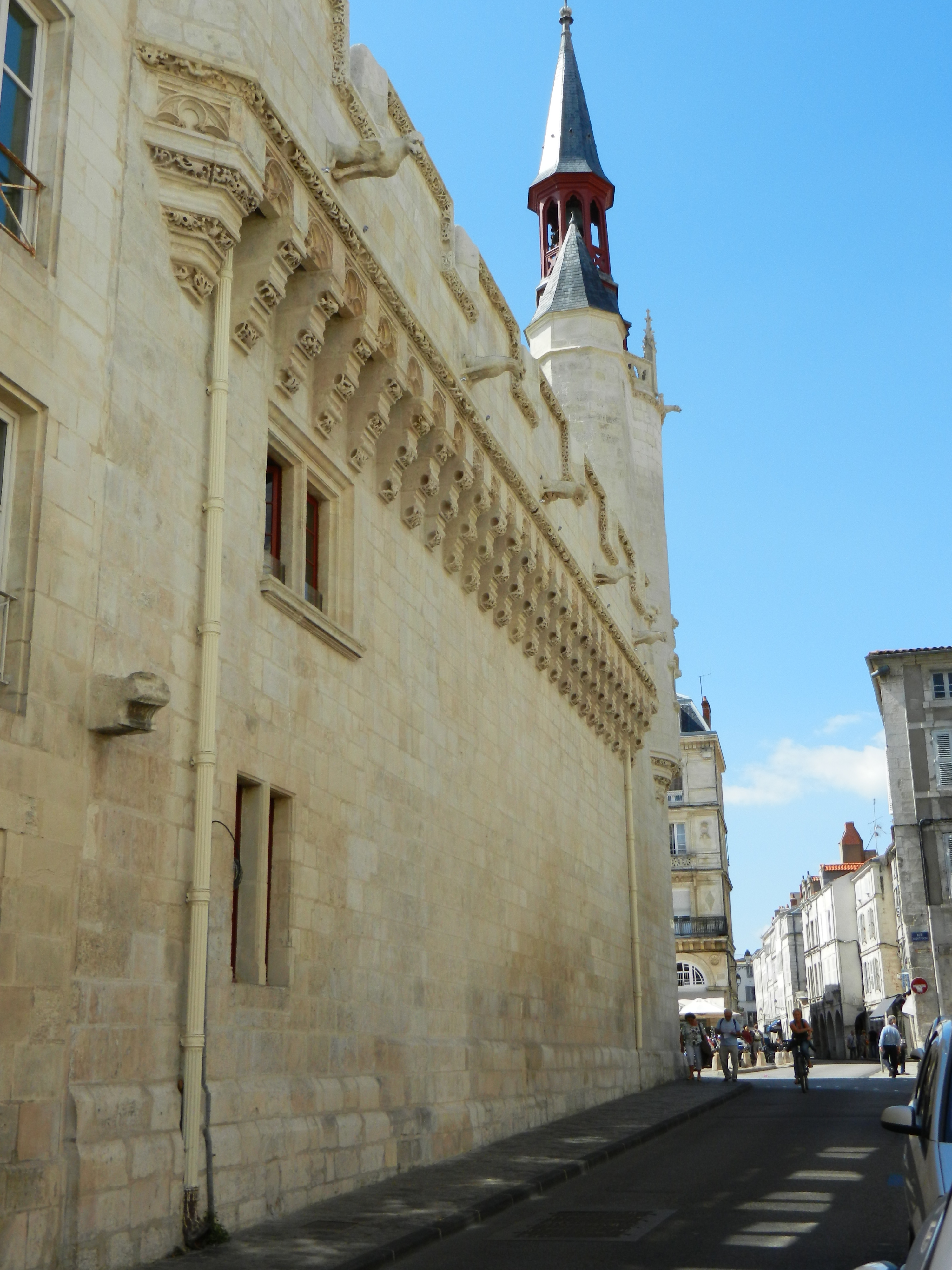
Mur d'enceinte, côté rue de la grille.
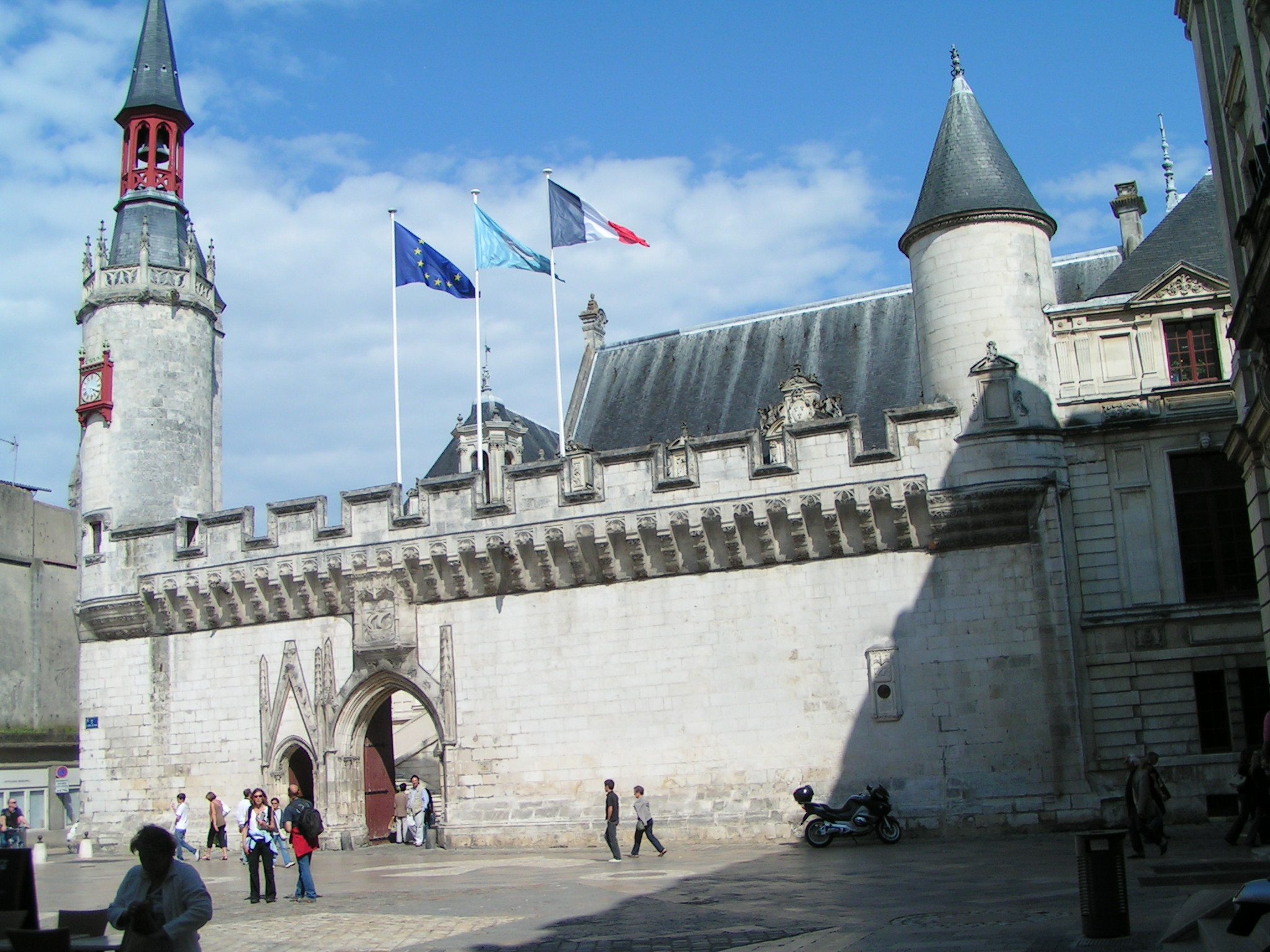
Ensemble du mur d'enceinte, datant du XVe siècle.
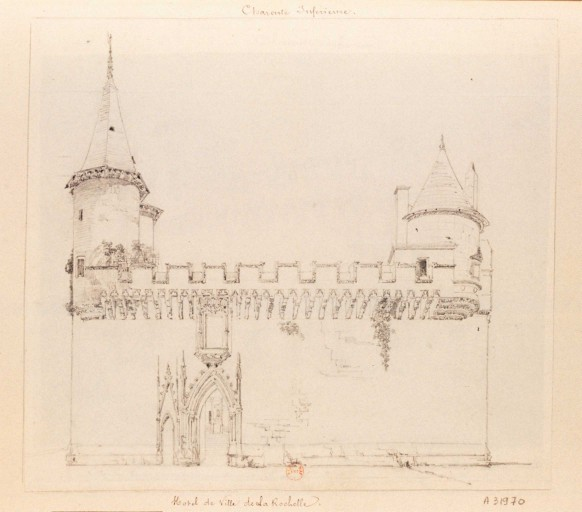
Esquisse du mur d'enceinte en l'état qu'il était avant sa restauration du XIXe siècle. Dessin d'Hippolyte Destailleur, BNF.
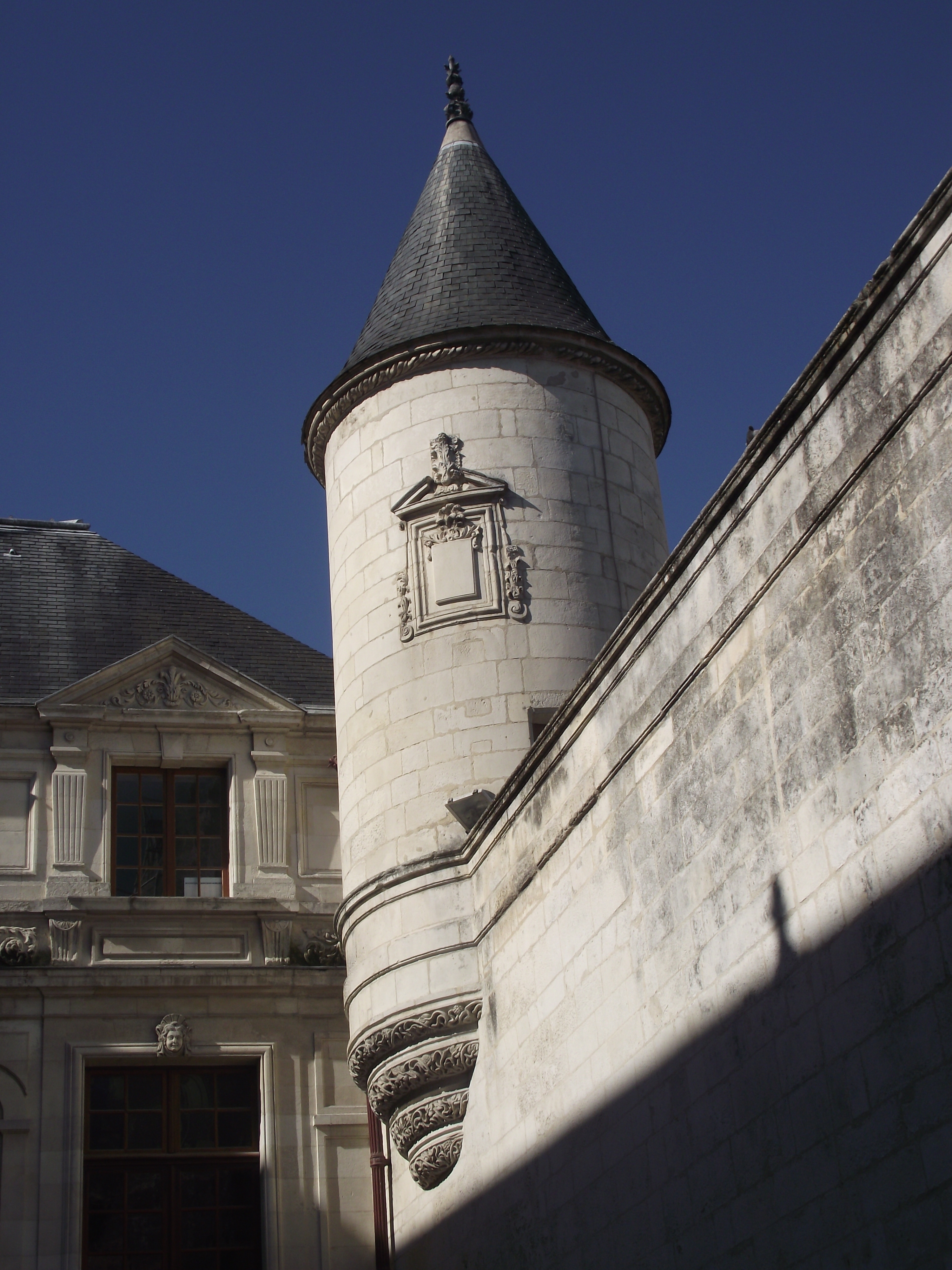
Vue depuis la cour d'honneur de la tourelle Sud du mur d'enceinte.

#### La tour beffroi

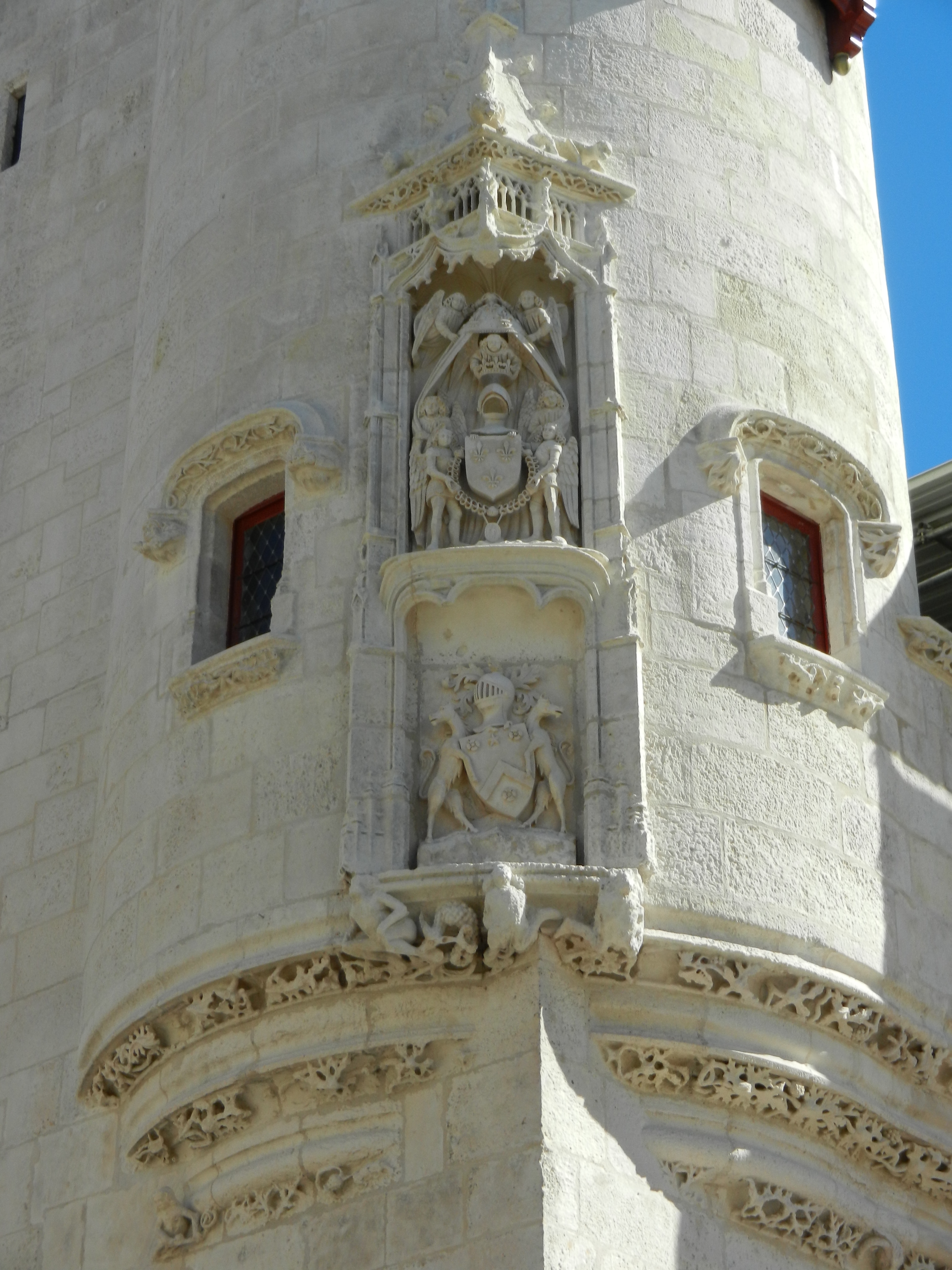
Détail des blasons ornant la tour beffroi.

Lors de la restauration de l'édifice par l'architecte Juste Lisch, on décida de surélever la tourelle nord, par un campanile pour créer un beffroi,. La tour comporte, dans sa partie basse, des blasons qui ont été recréés suivant les plans laissés par Claude Masse datant de 1716. Logé dans un cartouche gothique, le blason supérieur représente les armes de la Monarchie avec le cordon de l'ordre de Saint-Michel entouré de deux anges, le second, plus bas, représente suivant Claude Masse : « Les armes de quelques seigneurs de ce temps là ». On l'attribue à la famille des Voutron dont sont issus deux maires au XVIe siècle.
Le beffroi de la tour a subi une importante restauration entre novembre 2002 et mai 2003. L'air marin, les moisissures et l'âge avaient eu raison du bois des charpentes, jusqu'à la chute de boiserie de l'horloge. L'ensemble du beffroi a dû être reconstruit et fut réinstallé le lundi 19 mai 2003. La cloche, située dans le campanile (descendue pour l’occasion) ne porte pas de nom n'ayant pas reçu le baptême réservé aux cloches des églises. Seule la marque de son fabricant figure sur le bronze : « N. Lachal me fecit », ainsi qu'une devise moulée par le fondeur tout autour de l'objet.

Vues de la tour beffroi
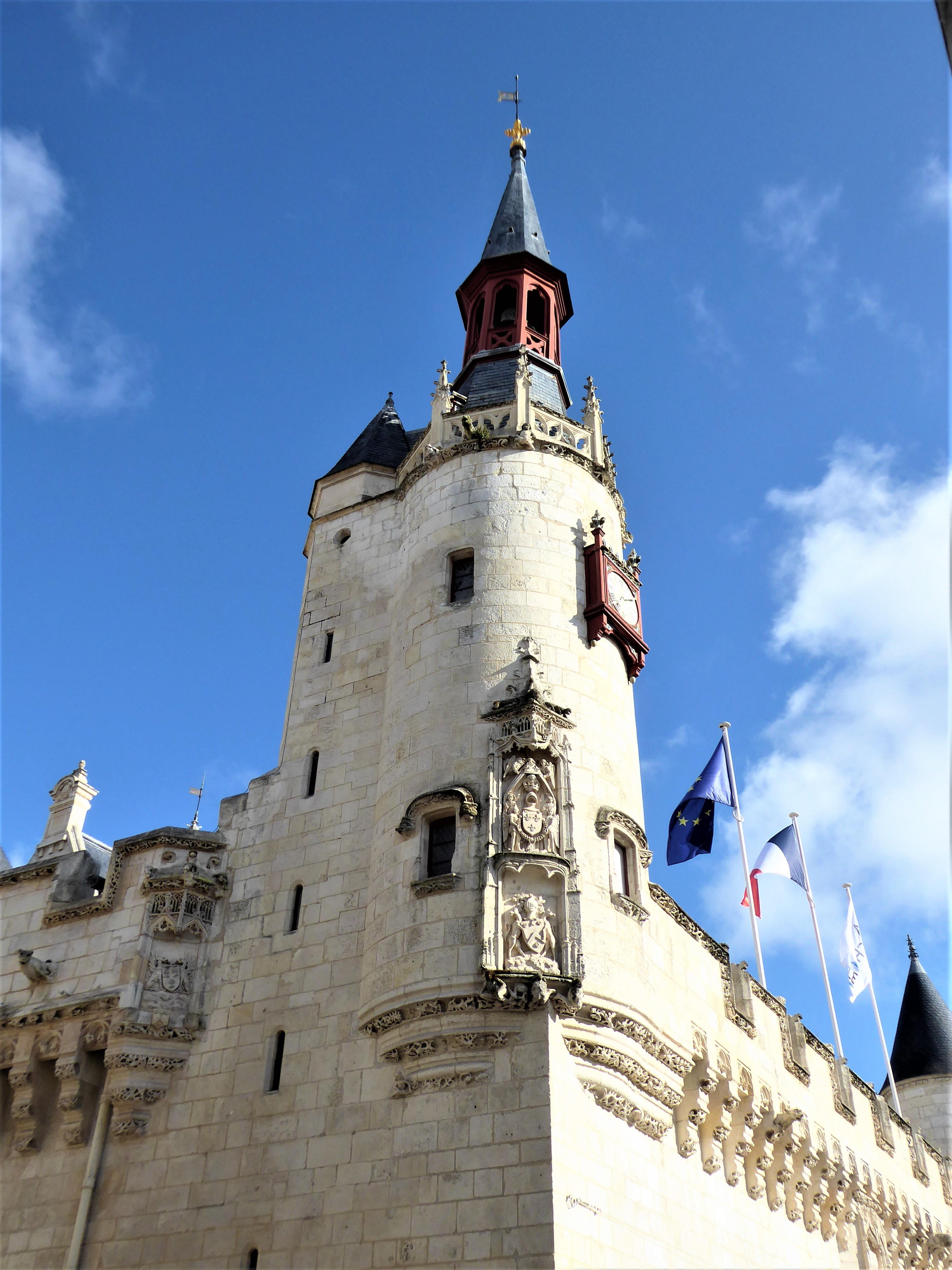
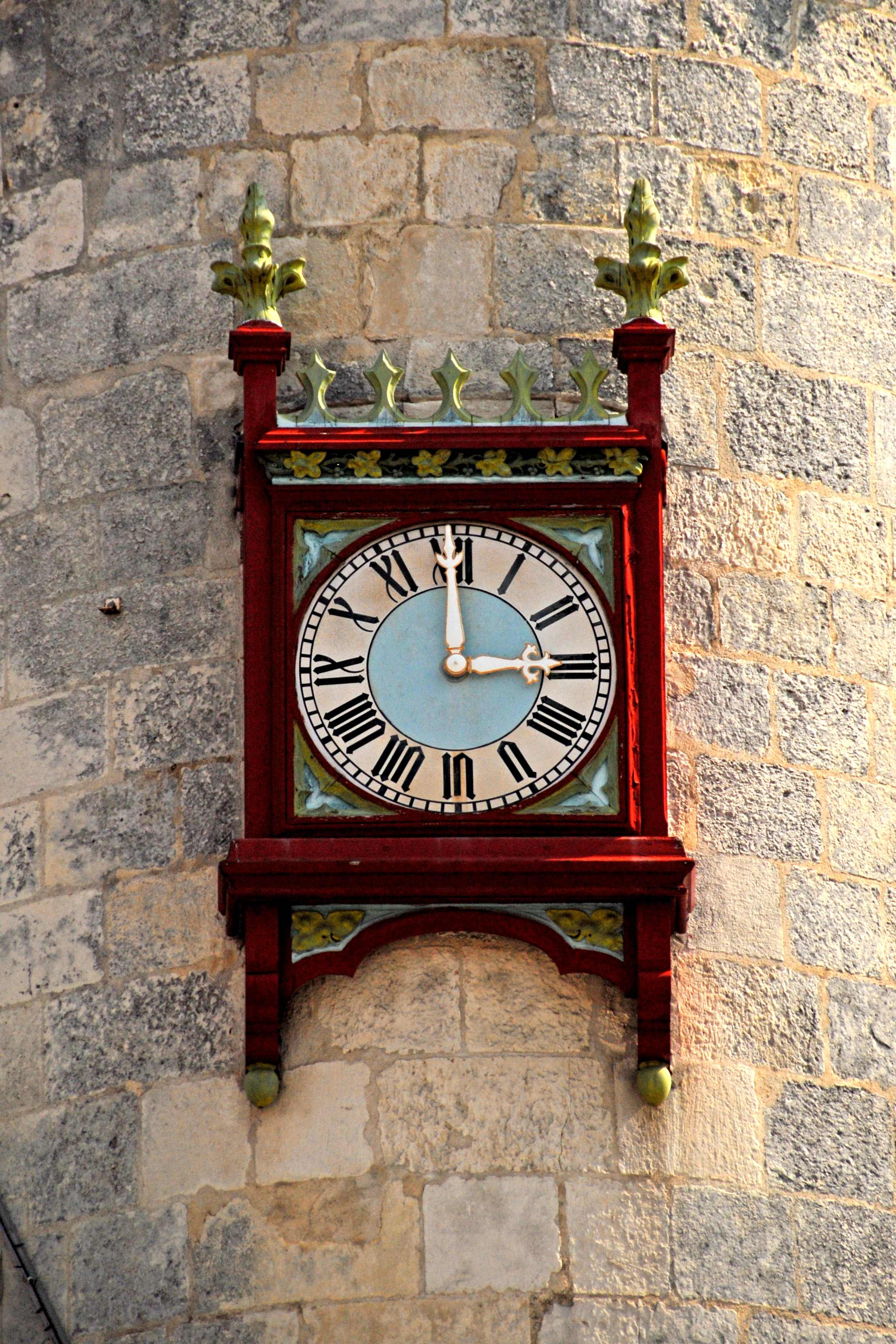
Cadran de l'horloge du beffroi.
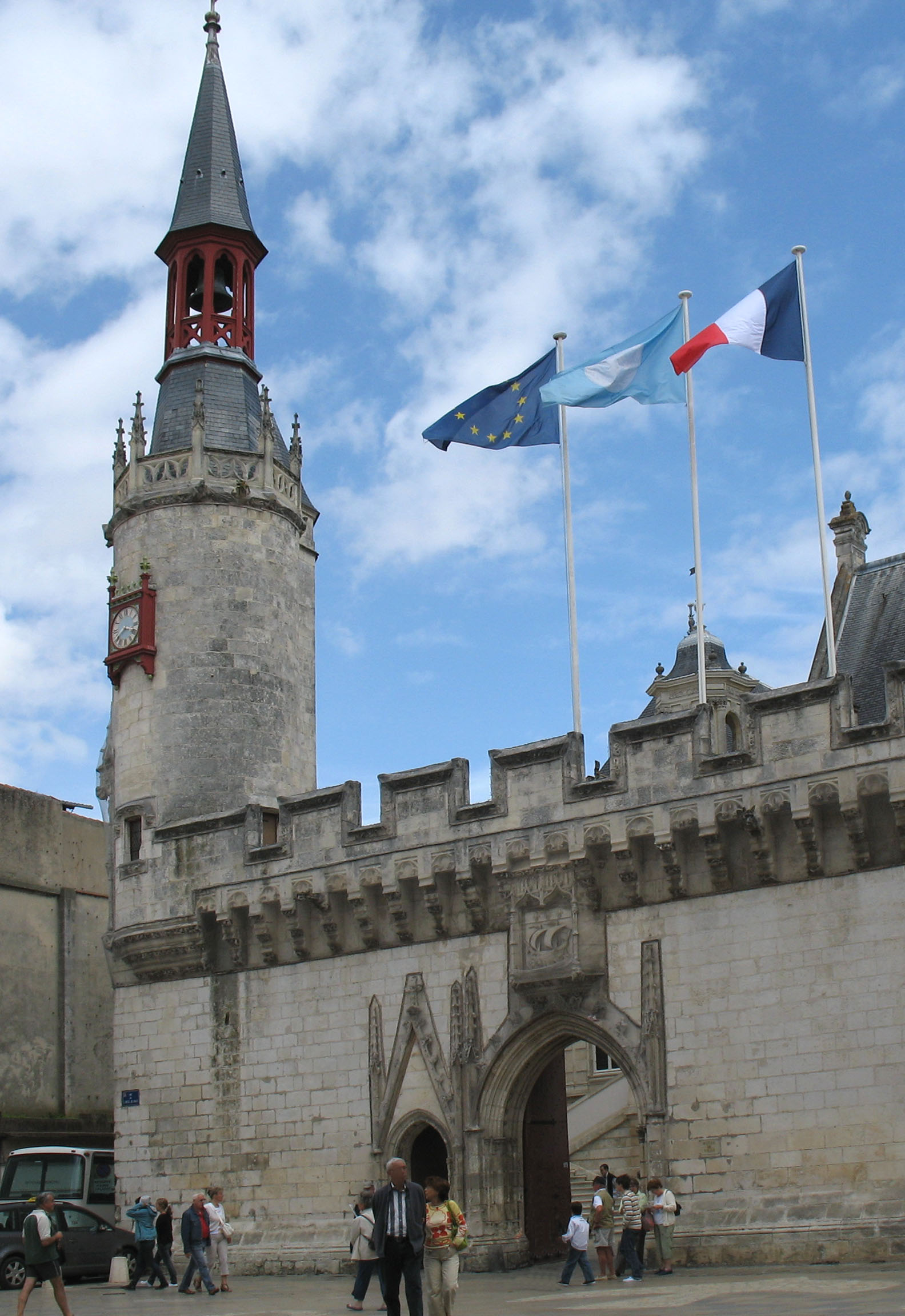
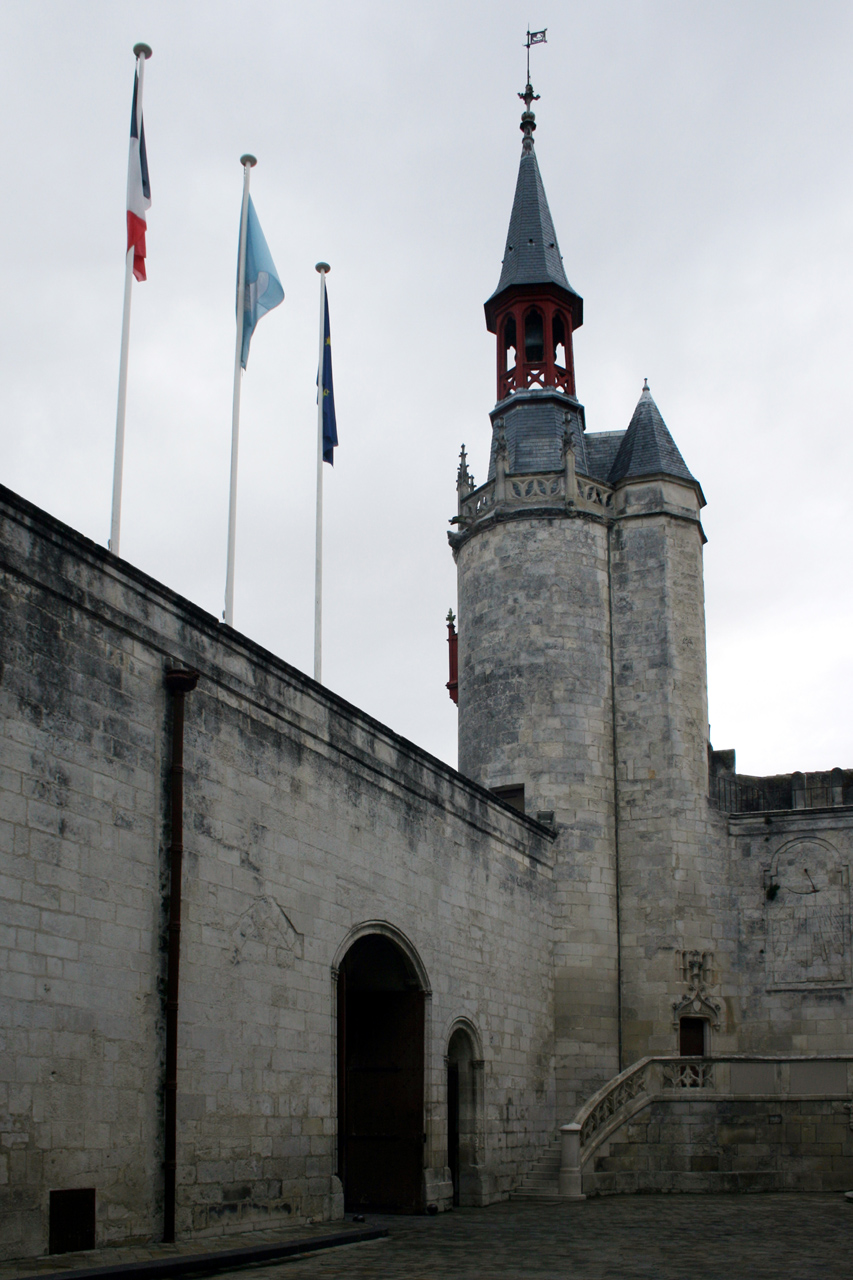
Vue depuis l'intérieur de la cour d'honneur de la tour beffroi.

#### Le portail d'entrée
À l'occasion de la restauration, le blason du cartouche gothique, situé en clé de voûte de la grande porte, fut reconstitué. Le portail d'entrée comporte un riche décor de style gothique flamboyant comportant des pinacles, des choux frisés et quelques figures représentant de petits animaux et un visage humain.

#### La stèle à la mémoire de Léonce Vieljeux
Sur le mur d'enceinte, se trouve une stèle inaugurée le 23 juillet 1948 par le général de Gaulle qui rappelle le sacrifice de Léonce Vieljeux, maire de la Rochelle de 1930 à 1940. Lors de l'entrée des Allemands à La Rochelle le 23 juillet 1940, un lieutenant allemand se présente à lui afin de hisser le drapeau à croix gammée du Troisième Reich sur l’hôtel de ville. Le maire lui répond alors qu’il est colonel (de réserve) et n’a aucun ordre à recevoir d’un officier subalterne, fut-il d’une armée victorieuse. Au mois de septembre, il refuse encore d'afficher la propagande anti-anglaise si bien que le 22, il est suspendu de ses fonctions. Arrêté le 14 mars 1944, il est exécuté au camp de concentration de Natzwiller-Struthof dans la nuit du 1er au 2 septembre 1944 à l'âge de 79 ans,.
|  |  |  |

### La cour intérieure
La porte de forteresse s'ouvre sur une cour intérieure marquée par l'influence de la Renaissance et de l'Antiquité, avec un escalier monumental, un campanile et un dôme occupé par une statue d'Henri IV en faïence émaillée, ainsi que de nombreuses colonnes et une décoration chargée.

#### Le pavillon nord

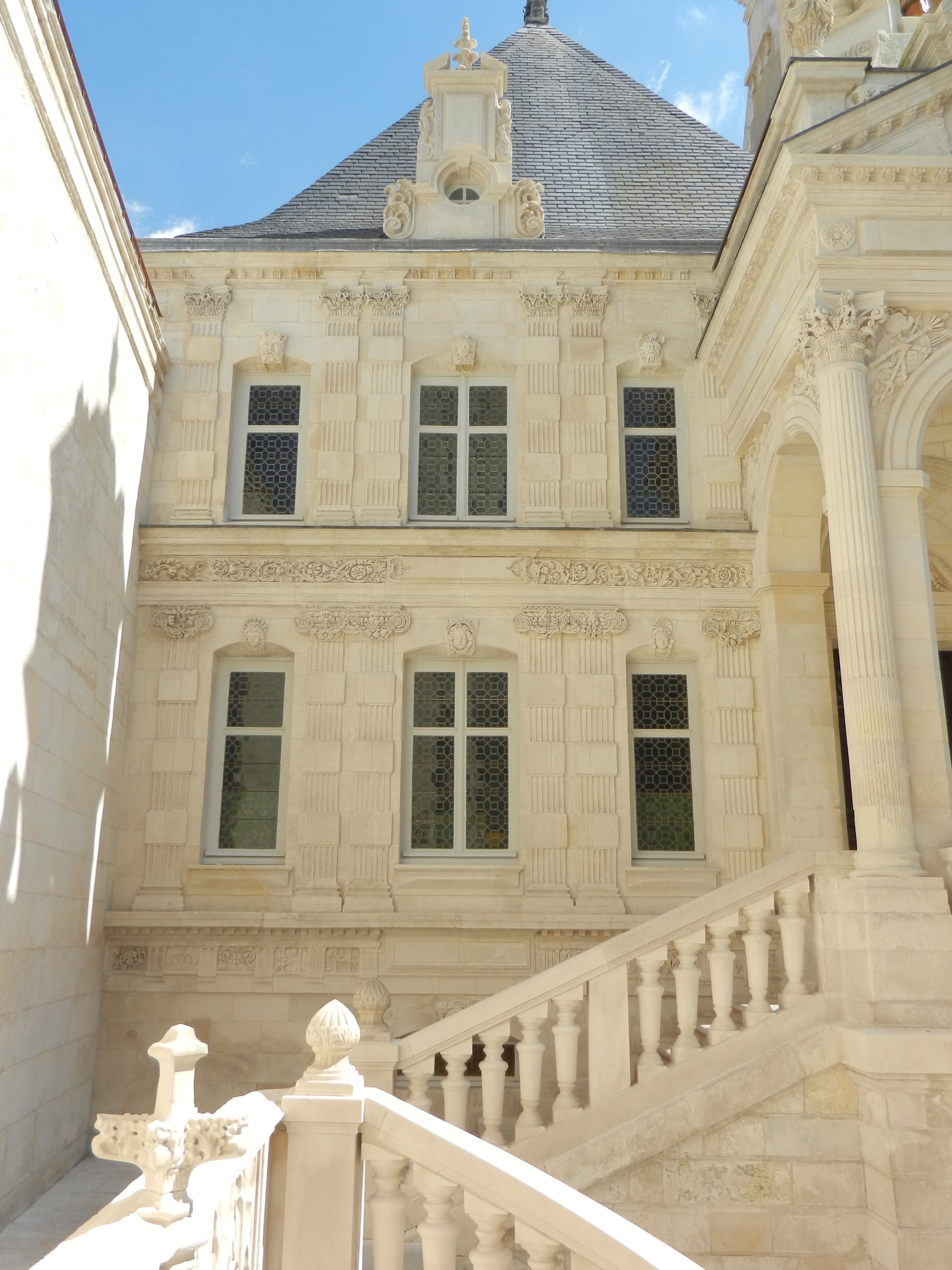
Pavillon Nord.

Une fois le mur d'enceinte réalisé, la reconstruction des corps de bâtiment intérieurs à l'enceinte n'a pas suivi. Le bâtiment dit Pavillon est édifié vers 1550 et serait attribué, sans preuve certaine, à Léonard de la Réau, architecte de Fontenay-le-comte.
La décoration de ce pavillon tranche avec le reste de la cour. Contrairement aux autres corps de bâtiment, le pavillon arbore une décoration sobre. D'une taille comparable à une maison particulière, il possède des caractéristiques semblables aux maisons de la rue des Merciers qui datent de la fin du XVIe, début XVIIe siècle, comme l'association d'une grande fenêtre centrale et deux petites latérales. La clé des linteaux des fenêtres est décorée de têtes d'enfants au premier étage et de satyres. La façade de style Renaissance forme une composition tripartite associant l'ordre dorique au rez-de-chaussée, ionique au premier étage et corinthien au troisième, l'ensemble étant orné de pilastres cannelés et bagués. Paradoxalement, lors de la restauration de la fin du XIXe siècle, le premier niveau de la façade est occulté par l'aménagement de l'escalier de Juste Lisch, ce qui nuit à l'unité de la façade que l'on peut contempler de nos jours.

#### Escalier d'honneur

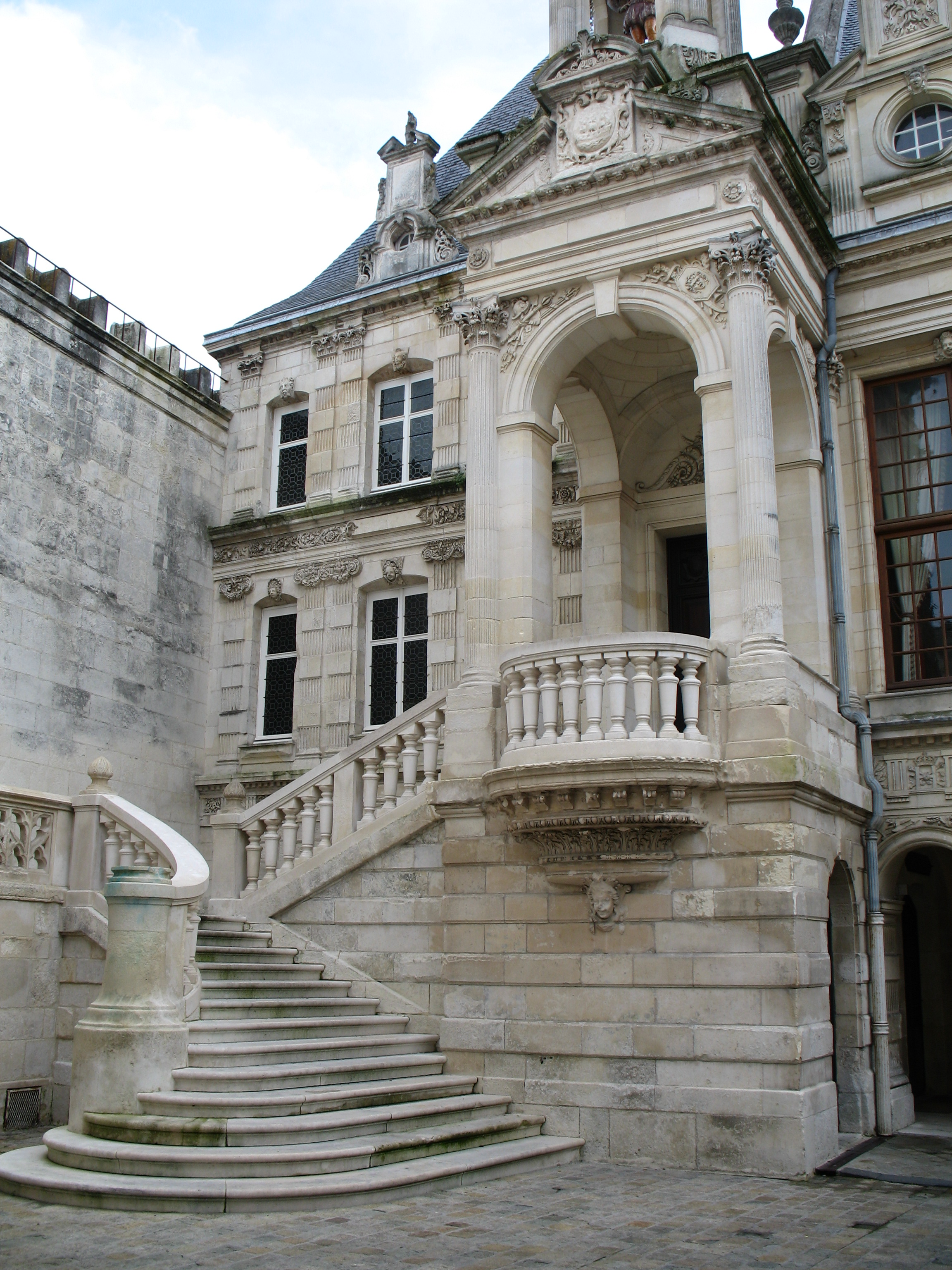
Escalier d'honneur datant de 1877.

L’escalier d'honneur actuel est la troisième version. L'escalier primitif était en fer à cheval surmonté d'un baldaquin. L'ingénieur Claude Masse disait de cet escalier « C'est une espèce de fer à cheval mal construit et trop raide... ». En 1612, on installe sous le baldaquin une statue du « bien bon ami des Rochelais »,, Henri IV. Cette statue, en terre cuite, peinte, représente Henri IV grandeur nature, en costume de guerre, revêtu d'une cuirasse, la tête nue, la main gauche sur la garde de son épée, et la droite appuyée sur un bâton de commandement,. Outre la statue détruite lors de la Révolution, l'escalier s'écroula en 1812. En 1815, il est rebâti, par Antoine Brossard, architecte de la commune. De style néoclassique, il s'harmonise mal avec le reste de la façade de style Renaissance et occupe un large espace de la cour. Un nouvel escalier est conçu par J. Lisch plus en harmonie avec la façade de style Renaissance qui est réalisé au cours de la restauration du bâtiment à la fin du XIXe siècle.
Beaucoup plus petit et implanté devant le pavillon Nord, il permet un agrandissement de la façade principale avec l'ajout de deux nouvelles travées. L'escalier de l'architecte Juste Lisch comporte un baldaquin où est installée une statue du roi Henri IV en faïence polychrome de Théodore Deck.

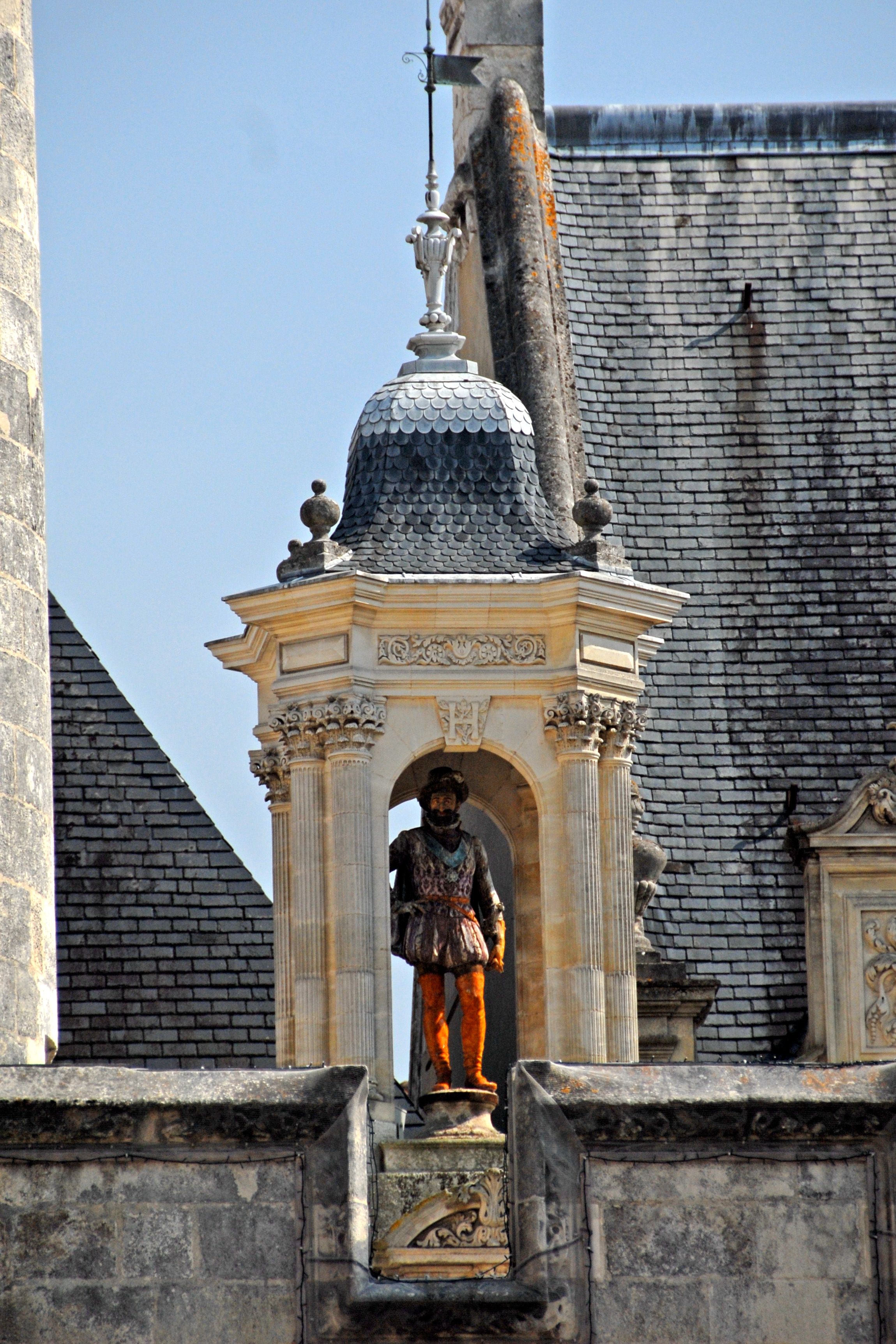
Vu du baldaquin de l'escalier d'honneur.
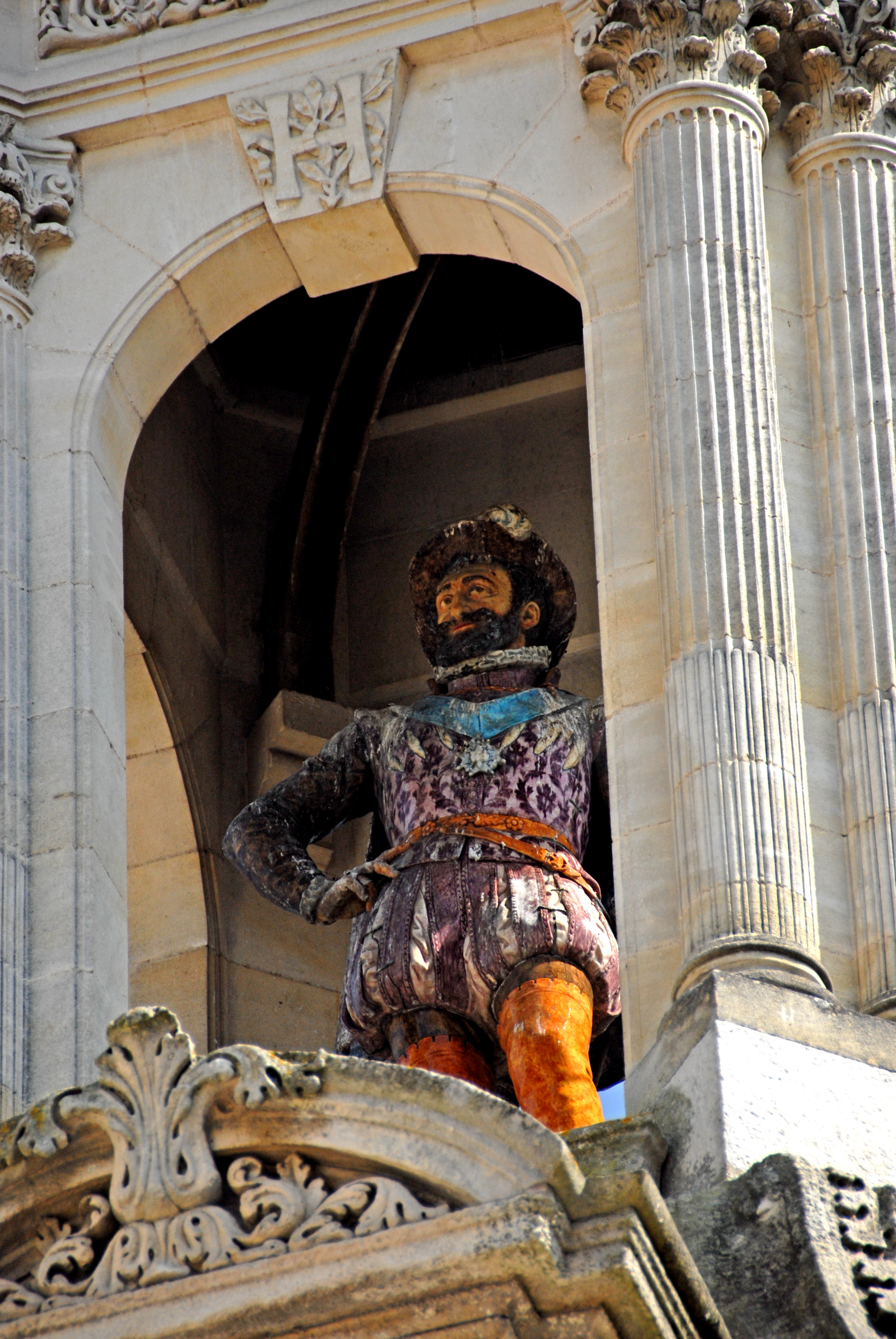
Statue du bien bon ami des Rochelais, le Roi Henri IV.
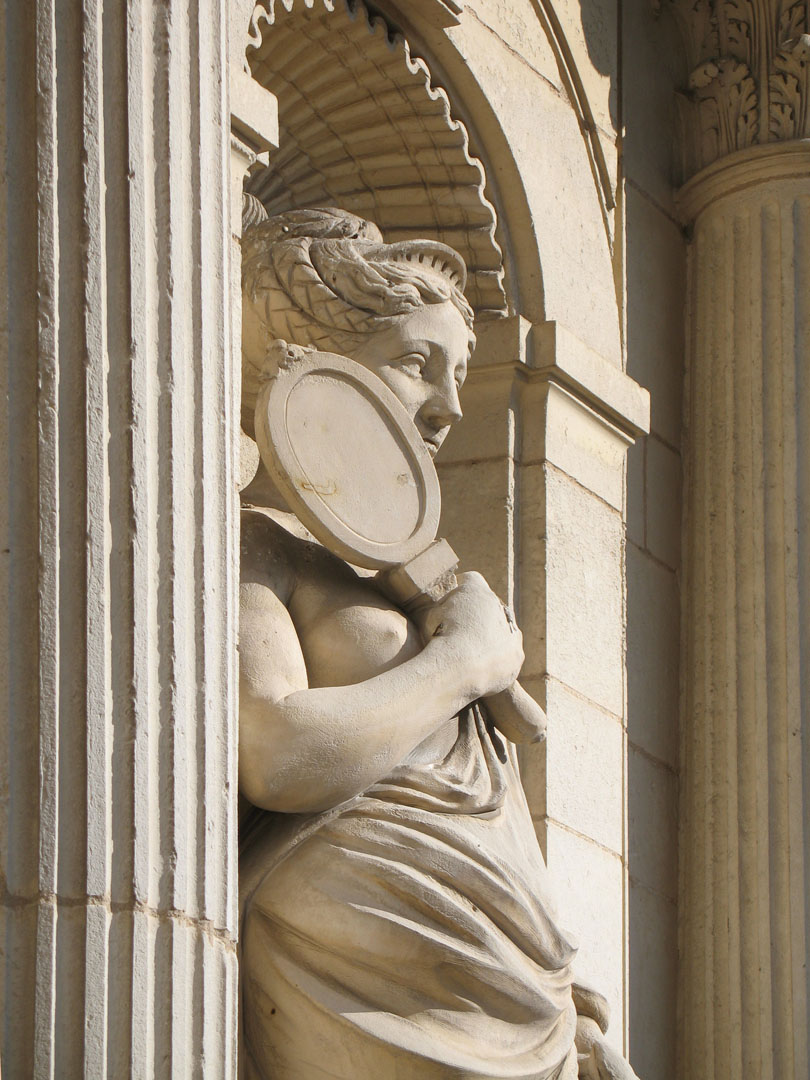
Statue de la Prudence.

#### La grande galerie

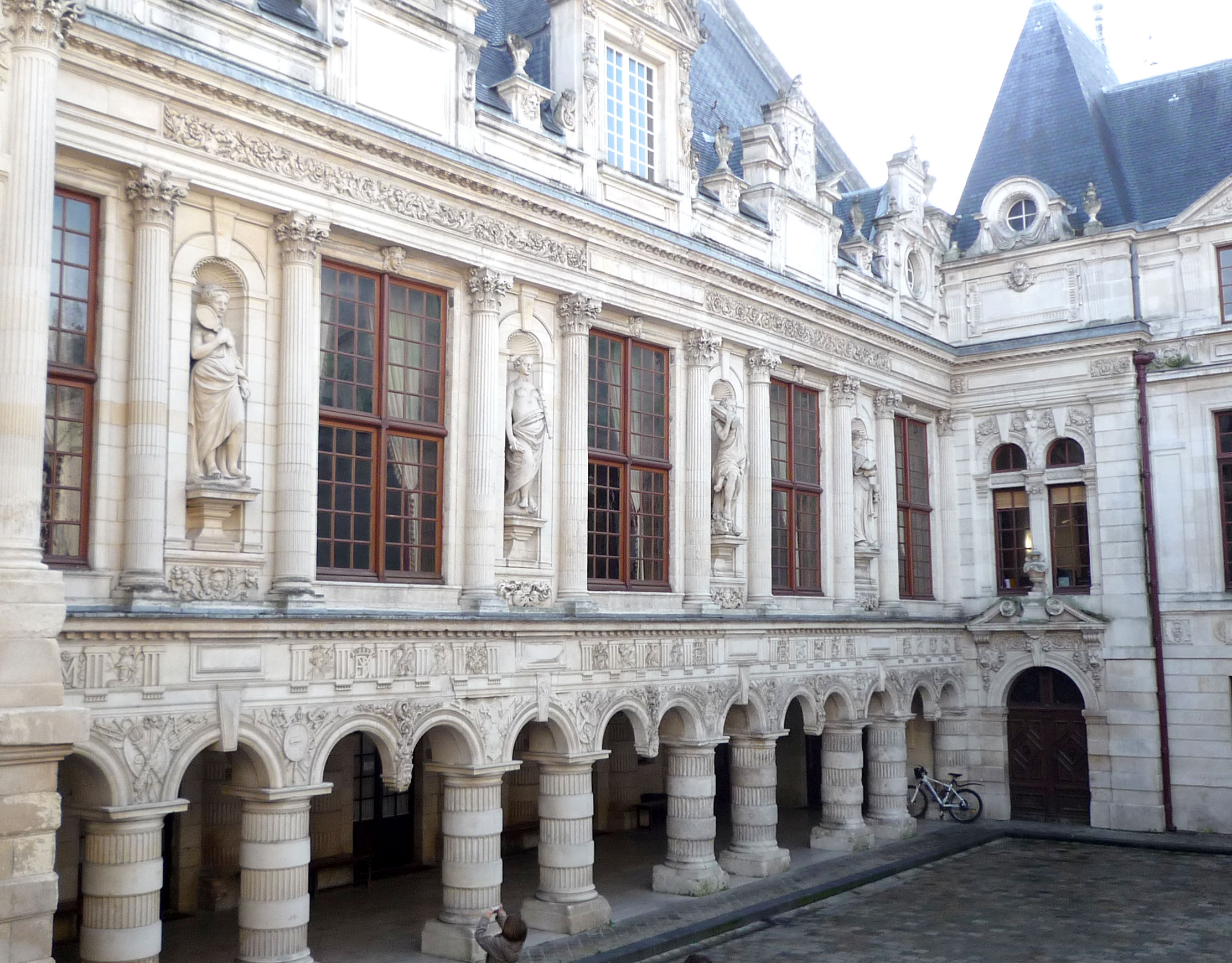
Cour Renaissance.

Après avoir acquis une masure en 1591, la grande galerie est commencée en 1595 sous le maire Jacques Thévenin dont les annalistes disent que « Jacques Thévenin commença le bastiment qui est en la maison commune et eschevinage de la dite ville pour agrandir l'antien, et n'y a que les fondements faictz qui sont élevés de quinze pieds ». La galerie est achevée en 1605 sous la mairie de Barbot.
La façade est ornée des armes de La Rochelle et de celles d'Henri IV, ainsi que de nombreuses statues, et ciselures.

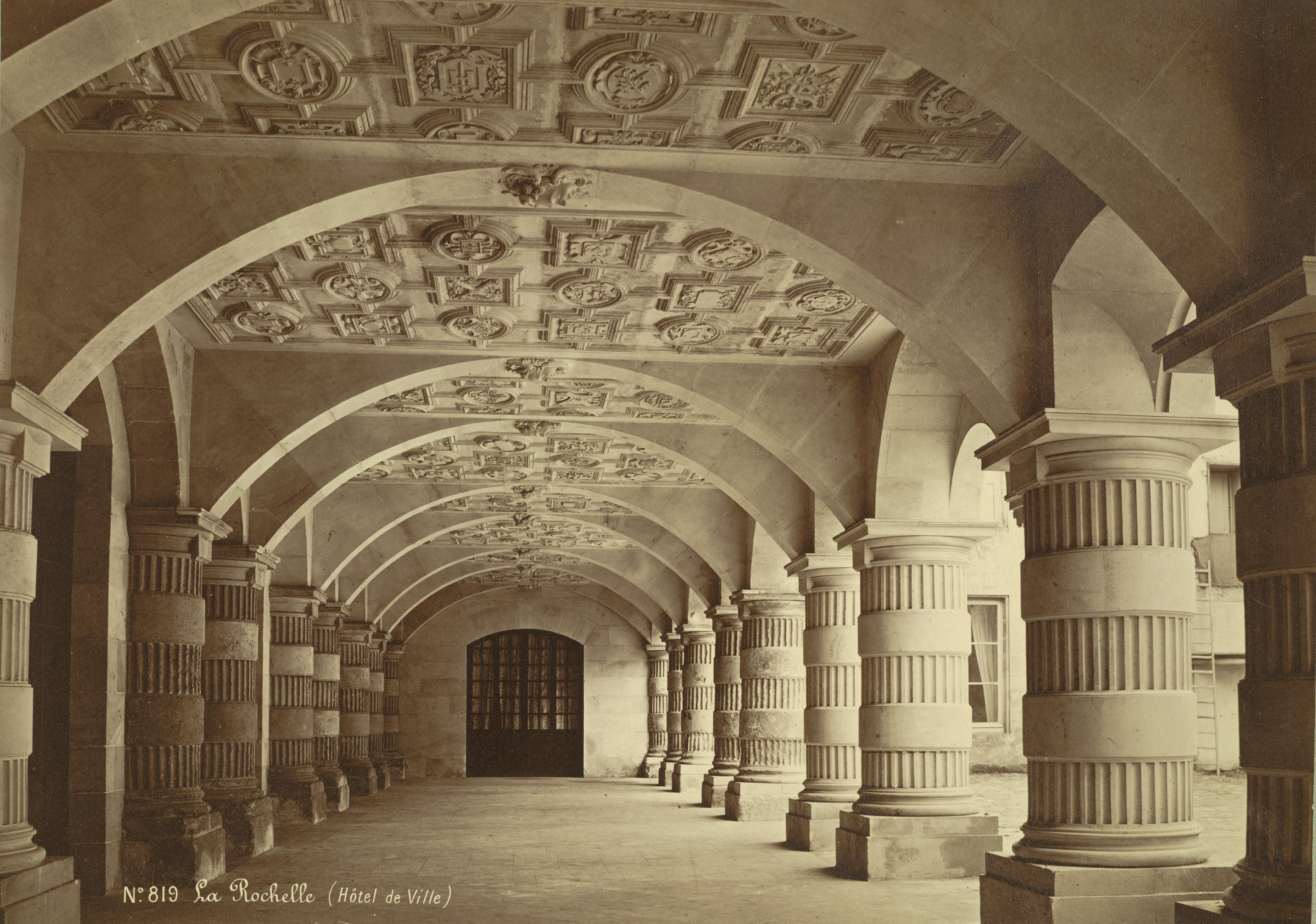
Galerie.

Au rez-de-chaussée se trouve une galerie formée de neuf arcades, cintrées ou géminées et richement décorées, reposant sur huit piliers et deux pilastres, et dont le plafond contient des cartouches variés, dont les monogrammes d'Henri IV et de Marie de Médicis. Au-dessus, se trouvent les statues des vertus cardinales dans quatre niches encadrées de colonnes corinthiennes.
Le premier étage occupe la grande salle d’apparat de l'hôtel de ville.

Détails de la grande galerie
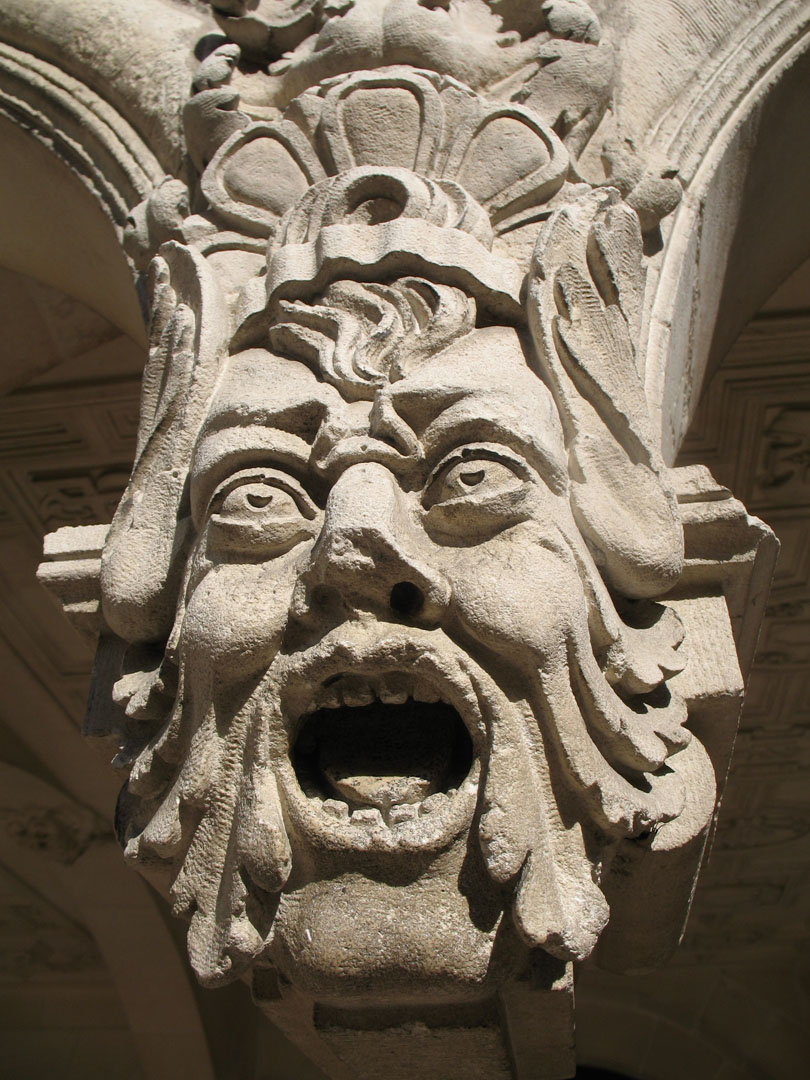
Pointe d'un arc (détail).
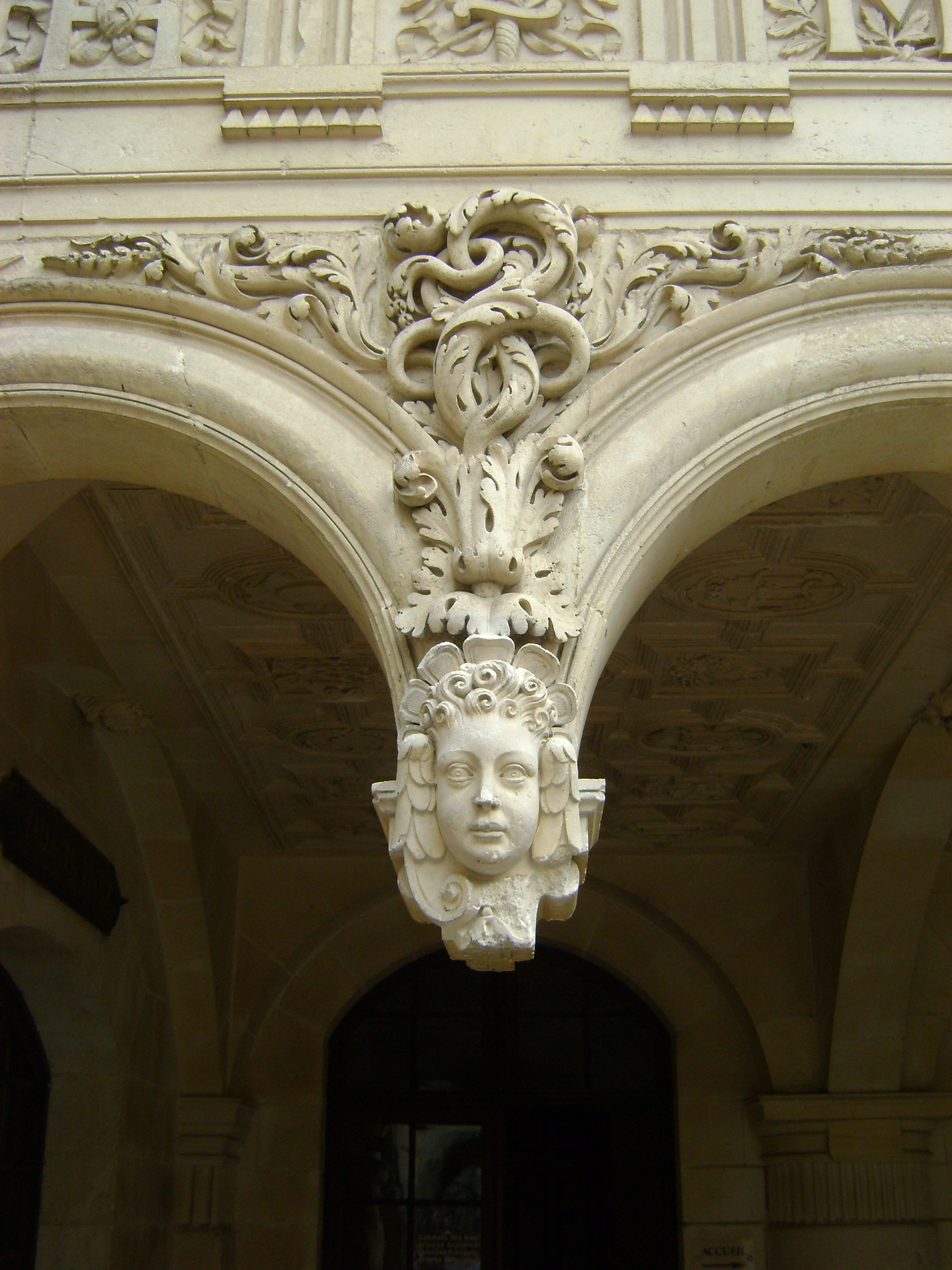
Une des clés pendantes du portique.
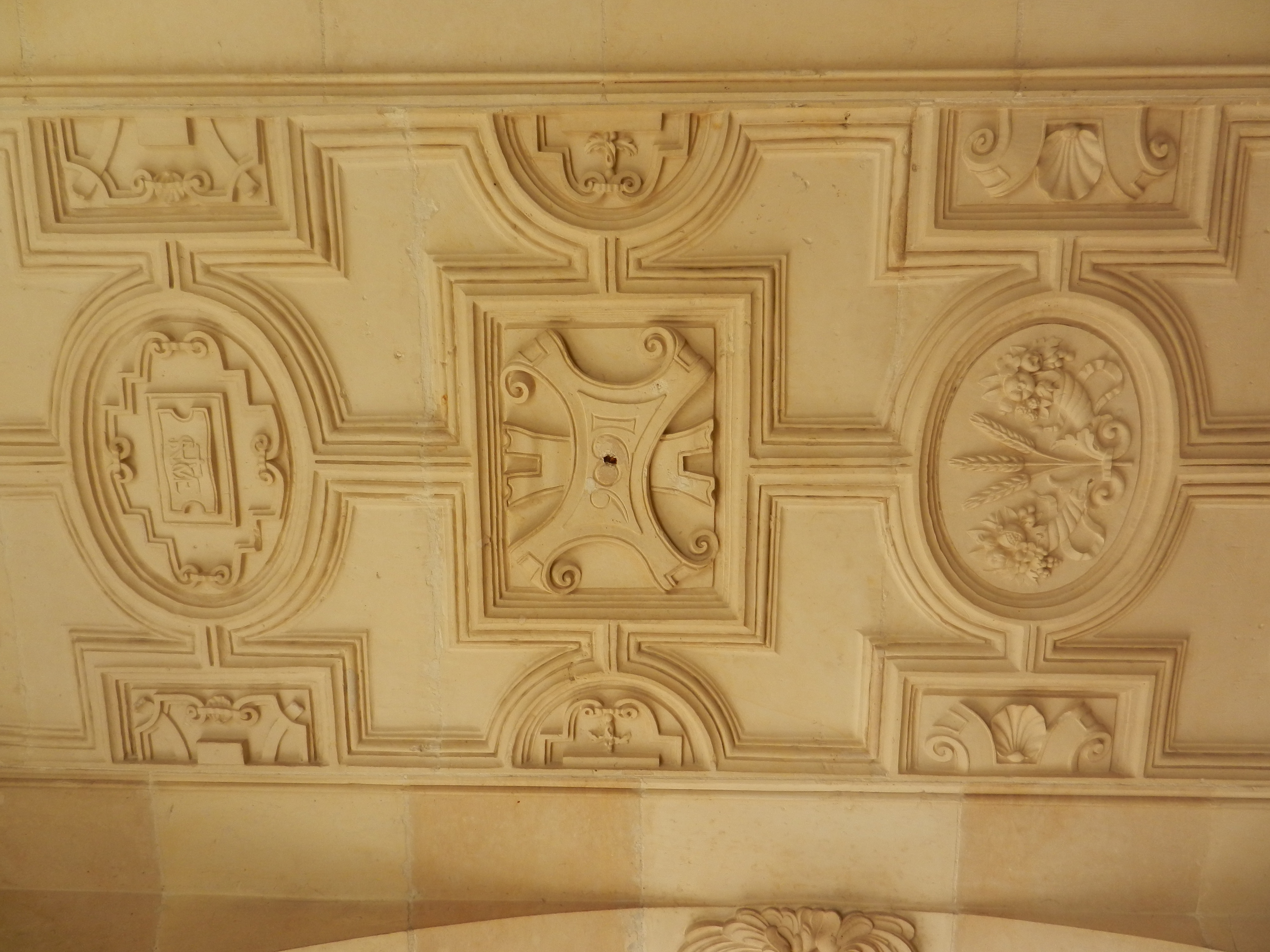
Détail d'un des caissons du plafond de la grande galerie
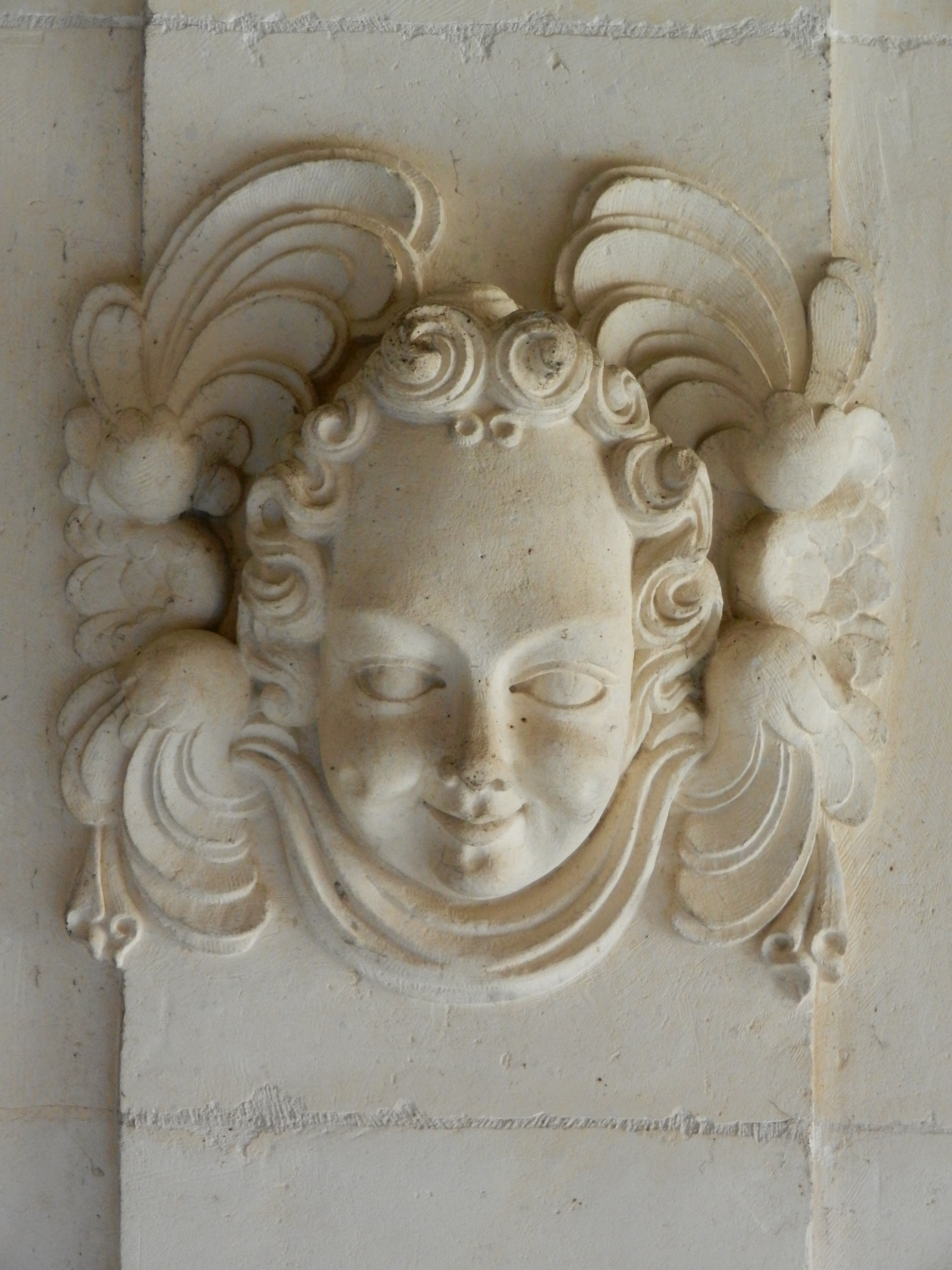
Clef d'une des voûtes de la grande galerie

#### La galerie des statues
Les statues de l'hôtel de ville sont au nombre de neuf. Quatre représentent des vertus et se situent sur la façade de la grande galerie. Les cinq autres statues représentent des allégories et sont positionnées sur les façades du bâtiment de Juste Lisch.
- La Prudence avec ses attributs le miroir et le serpent.
- La Justice portant le rouleau de la Loi et le sceptre du roi.
- La Force brisant la colonne et écrasant le lion
- La Tempérance versant de l'eau dans le vin

La façade est réalisée en 1605-1606 et on y installe, trois des quatre statues, figurant les Vertus cardinales. Les statues de La Justice, de La Force et de La Tempérance sont de cette époque et ont été largement restaurées entre 1872 et 1877 par le sculpteur parisien Libersac. La quatrième, la Prudence, est tout entière l’œuvre de ce dernier et date de cette époque. La statue prit place dans la travée édifiée à la suite de la deuxième reconstruction de l'escalier,.

Vues des statues de la cour intérieure
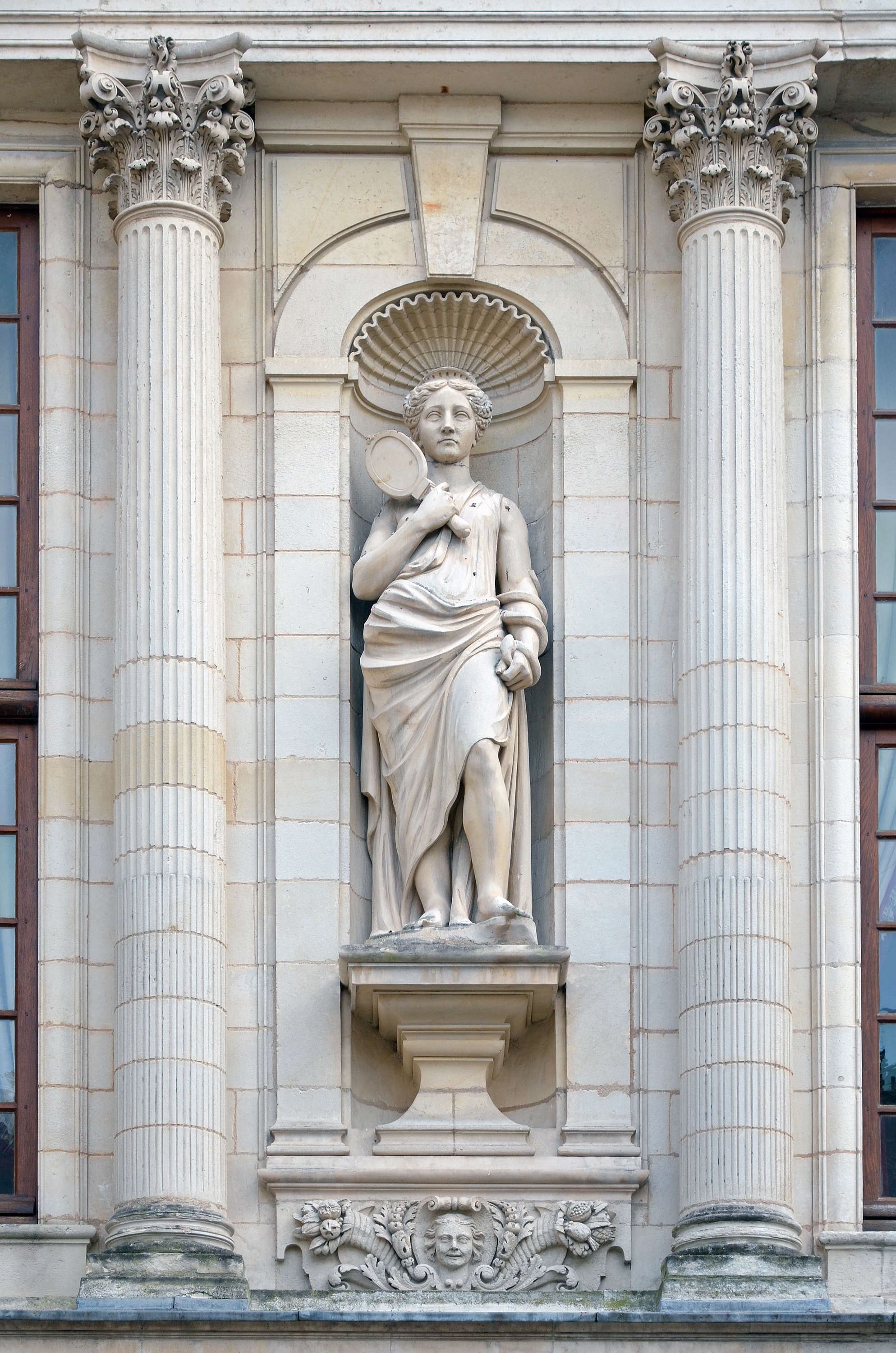
Statue allégorique de La Prudence.
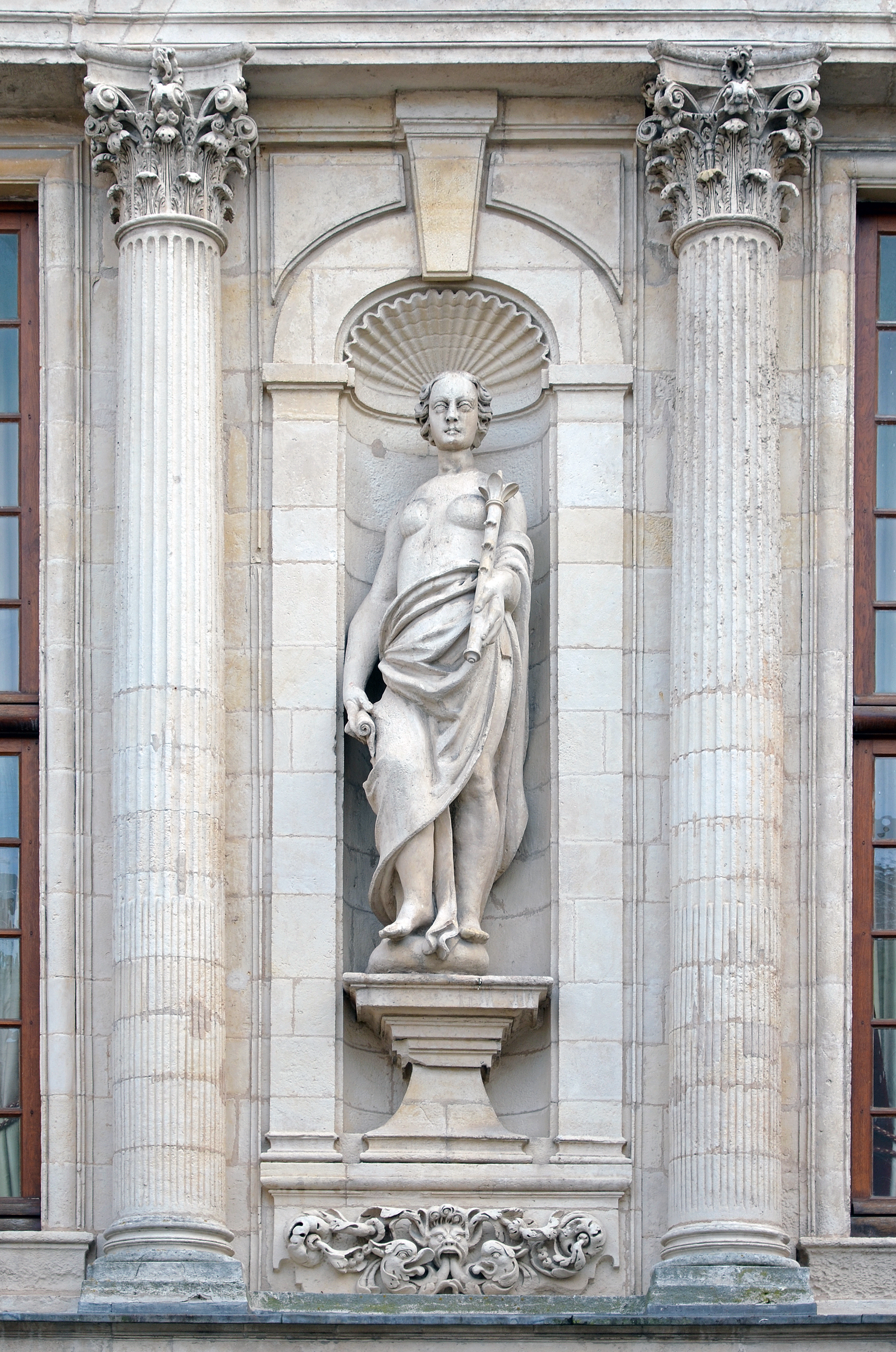
Statue allégorique de La Justice.
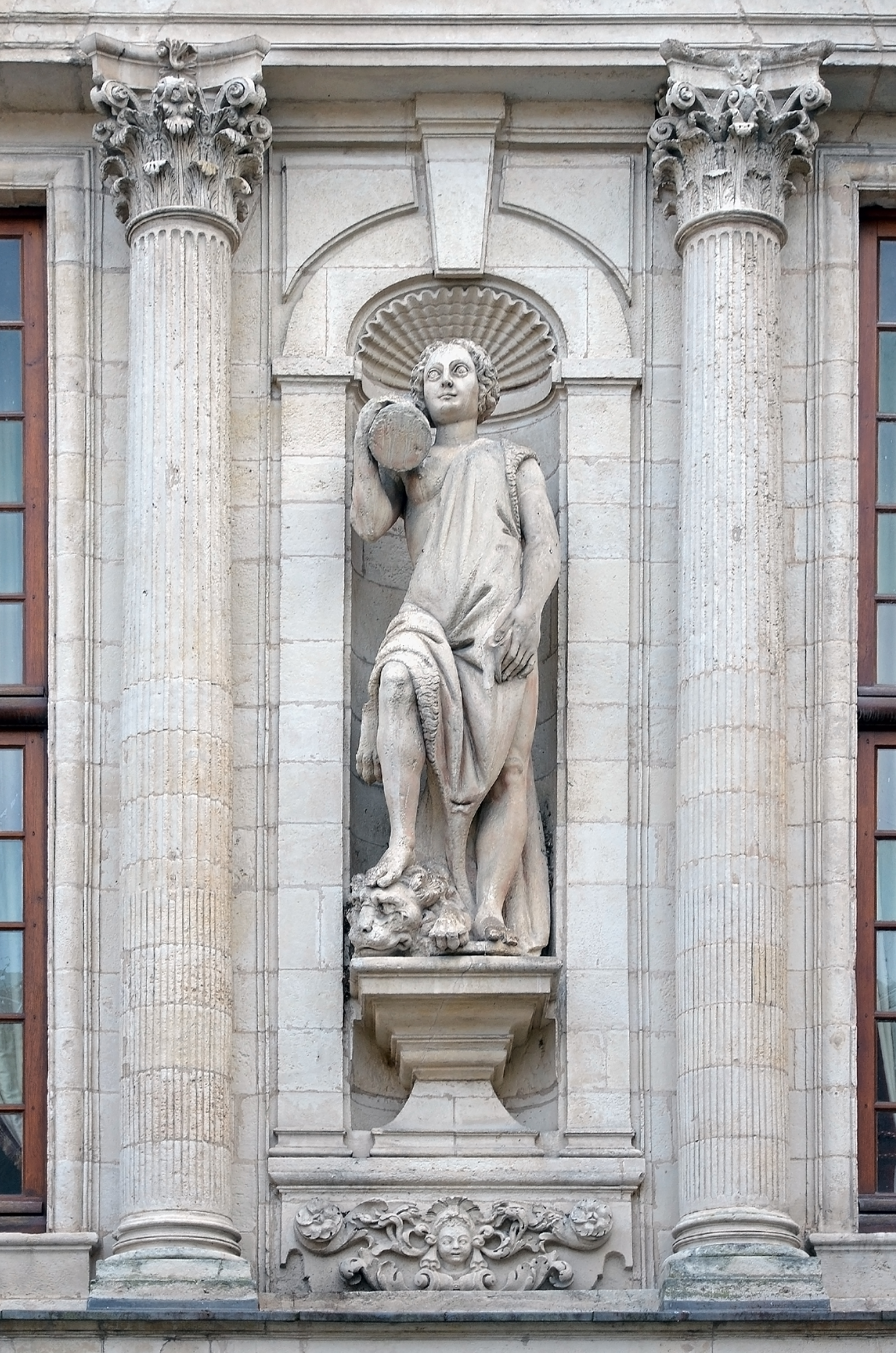
Statue allégorique de La Force.
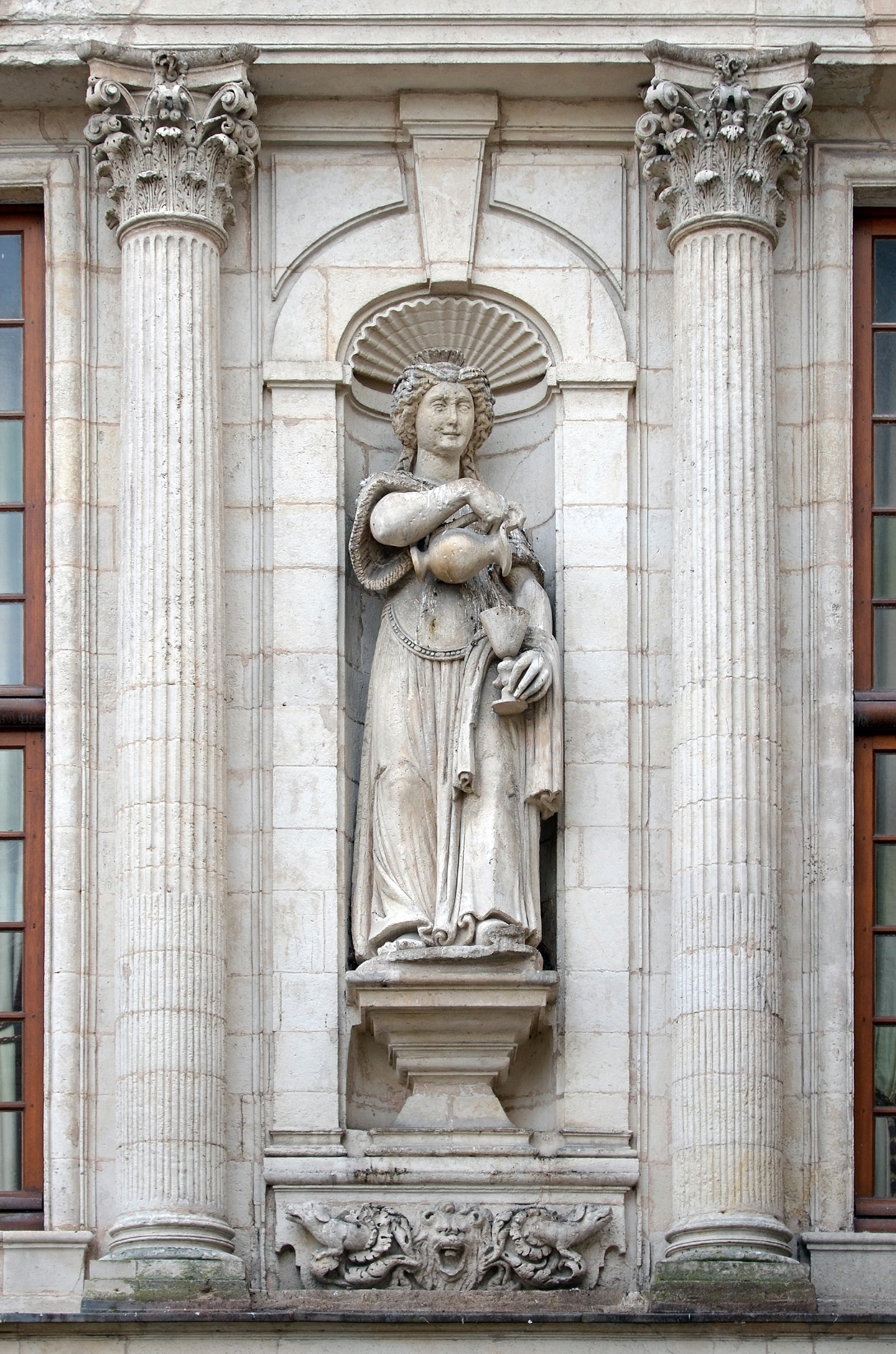
Statue allégorique de La Tempérance.

### Le bâtiment des Échevins

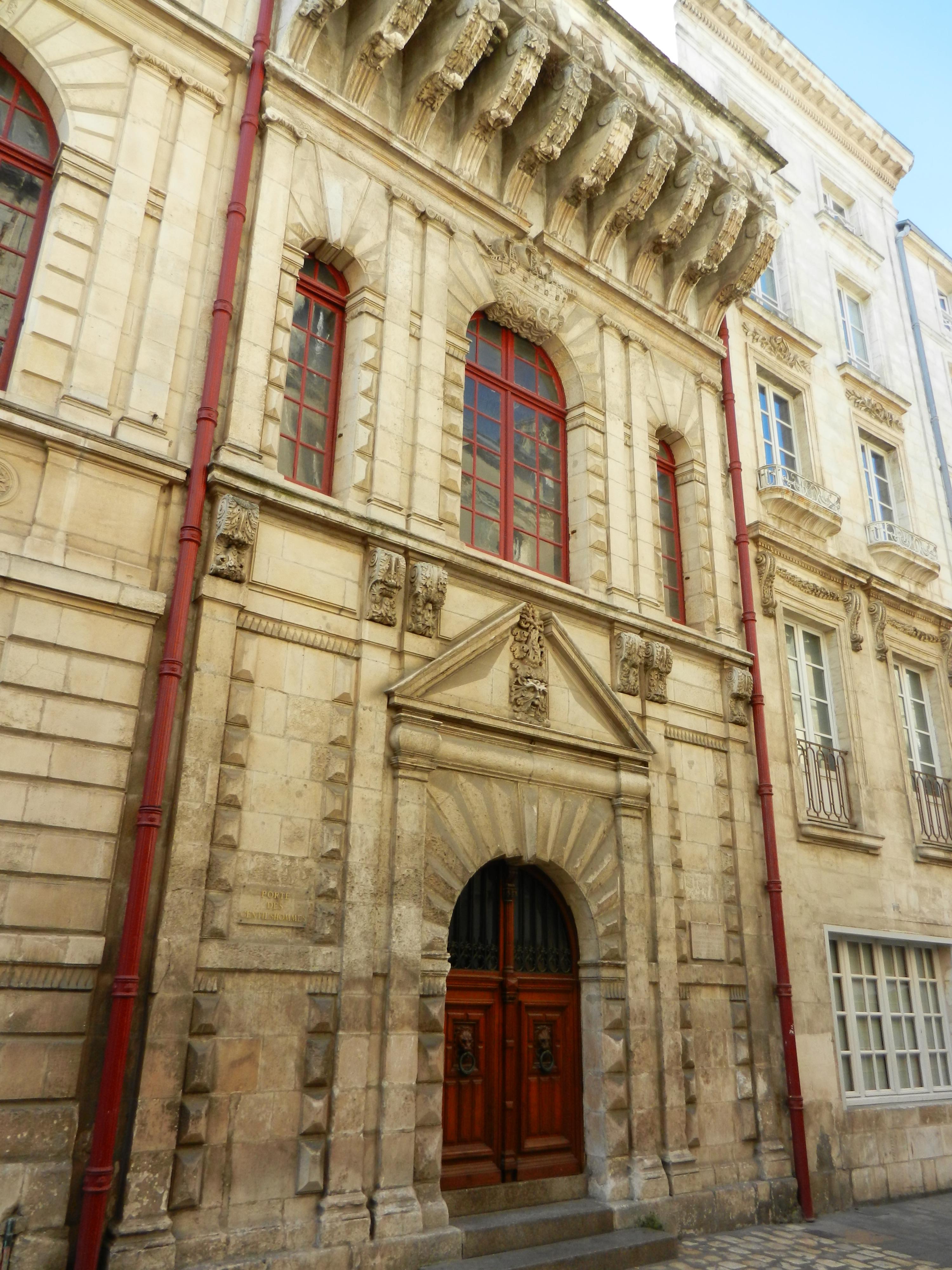
Façade du bâtiment des échevins avec sa porte dite Porte des Échevins

Lorsque le bâtiment occidental est achevé, le corps de ville acquiert une maison donnant sur la rue Doriderie, et poursuit les travaux par une façade richement décorée. La fenêtre de l'étage est ornée de vaisseaux figurant sur les armes de la ville. Les membres de l'échevinage, auxquels l'usage de la nouvelle porte est réservé, donnent son nom définitif à la rue des gentilshommes. Par les lettres du roi Charles V datés de 1372, la noblesse est reconnue aux maires de La Rochelle, les nouveaux élus sortaient par cette porte et devenaient gentilshommes par la noblesse attachée à la fonction,.
Aujourd'hui le premier étage du bâtiment est occupé par le cabinet Jean Guiton qui regroupe des souvenirs de l'histoire de la ville.

### Le bâtiment de Juste Lisch

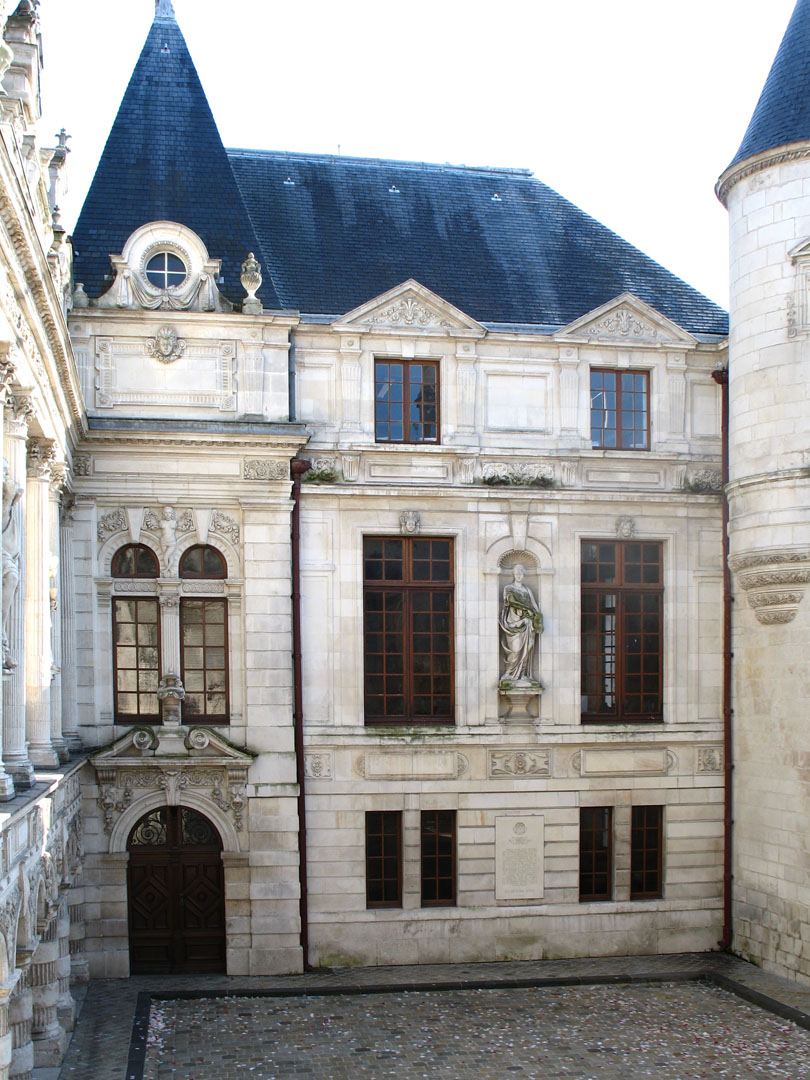
Pavillon Sud, datant du XIXe siècle réalisé par l'architecte Juste Lisch. On peut remarquer la statue dite de La Loi au première étage, ainsi que la stèle au rez-de-chaussée.

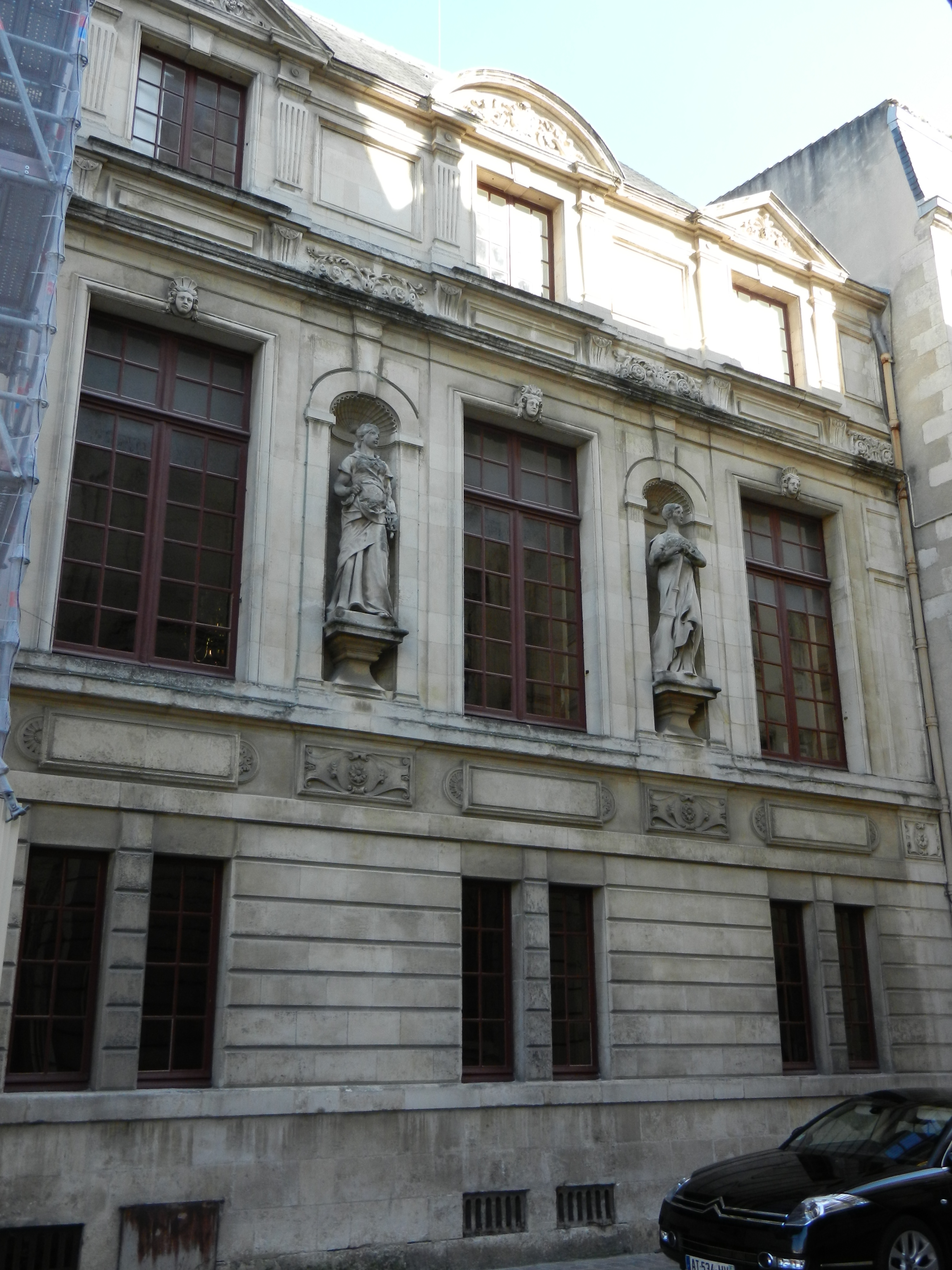
Façade Nord-ouest du pavillon Sud. La façade est ornée par les statues dite de L'Agriculture et de La Navigation.

Le pavillon Sud est un bâtiment de la fin du XIXe siècle réalisé par Juste Lisch à l'emplacement des deux maisons qui servaient de logement au gouverneur,. Ces deux bâtiments d’habitation étaient très ordinaires. Ils s'étendaient de la rue de l'hôtel de ville jusqu'à la rue des gentilshommes, leur reconstruction a permis de créer une plus grande harmonie avec les façades de la grande galerie et celle du bâtiment des échevins.
La partie nord comprend le bureau du maire, au premier étage, et la salle des mariages au rez-de-chaussée, ainsi qu'un escalier de communication. La partie centrale est occupée par l'antichambre au premier étage, la salle permet la communication entre la grande salle, la partie nord et la salle du conseil. Le rez-de-chaussée est occupé par l'accueil. La partie sud est occupée au premier étage par la salle du conseil qui donne accès au cabinet de Jean Guiton situé dans le bâtiment des Échevins.

#### Stèle relative à la citation de la ville
Située sous la statue de La Loi dans la cour d'honneur de l'Hôtel de ville, cette stèle rappelle la citation de la ville de La Rochelle à l'ordre de l'Armée et la remise de la Croix de guerre avec palme, le 26 juin 1949. Cette décoration rappelle le rôle stratégique de la ville et surtout de son port de commerce lors de la Seconde Guerre mondiale. Abritant l'une des bases sous-marines allemandes de la façade atlantique, son port et ses quartiers environnants ont subi les bombardements alliés. Vers la fin de la guerre, la ville constituait l'une des dernières poches allemandes et a subi comme une partie de l'Aunis un siège de près dix mois, du mois d'août 1944 jusqu'au mois de mai 1945. L'acte de reddition est signé à l'aube du 9 mai, mais les Rochelais ne sont autorisés à revenir dans leur ville qu'à partir du 1er juin et sous certaines conditions.

#### Les statues ornant les façades

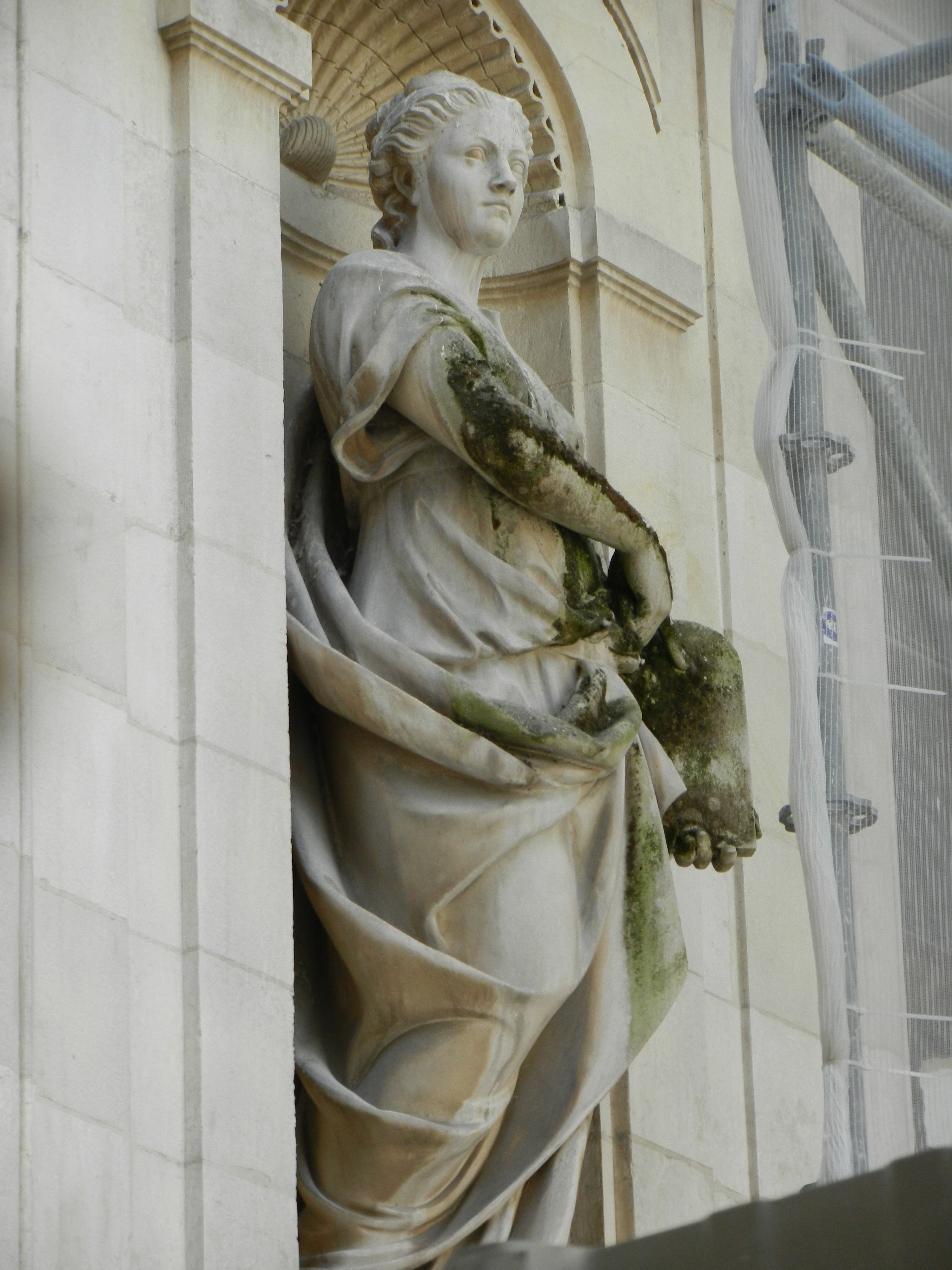
Statue allégorique de La Loi.

Les statues sont au nombre de cinq et sont des allégories. Elles furent choisies, sans consultation des Rochelais, par le directeur des Beaux-Arts de Paris qui a imposé sujets et sculpteurs. Le maire, Émile Delmas, s'étant rendu à Paris pour réceptionner les sculptures, fut très déçu. S'inquiétant de leurs bonnes incorporations dans le décor du nouveau bâtiment, il ne put refuser les statues qui furent envoyées à La Rochelle sans autre considération.
- La Loi avec l'attribut du livre. La statue est commencée en 1882 et achevée en 1886 par Adolphe Geoffroy (1844-1915), fils de Victor Geoffroy-Dechaume, à la suite d'une commande du Ministère des Beaux-Arts. La pierre, payée par la ville de La Rochelle, provient des carrières de Tercé (Vienne). La statue a figuré au salon de 1887[MFD 10]. Elle est mise en place, en 1888, dans la niche de la façade du pavillon sud donnant sur la cour intérieure[51].
- L’Agriculture (ou des Vendanges)[52]. La statue est l’œuvre d'Alfred Boucher[MFD 10]. Elle est installée dans l'une des deux niches de la façade, rue de l'hôtel de ville.
- La Navigation[53]. Voisine de la précédente, cette statue est l’œuvre de Auguste Suchetet[MFD 10]. Les statues sont commencées en 1882 et achevées en 1886 à la suite d'une commande du ministère des Beaux-Arts. Elles ont été mises en place en 1888. La pierre provient également des carrières de Tercé et est fournie par la ville.
- La Vigilance et La Sécurité[54]. Elles sont installées sur la façade de la rue des Gentilshommes et elles ont été commandées à Joseph-Michel Caillé en 1879[MFD 10].

Vues des statues ornant les façades de la rue de l'hôtel de ville et de la rue des gentilshommes
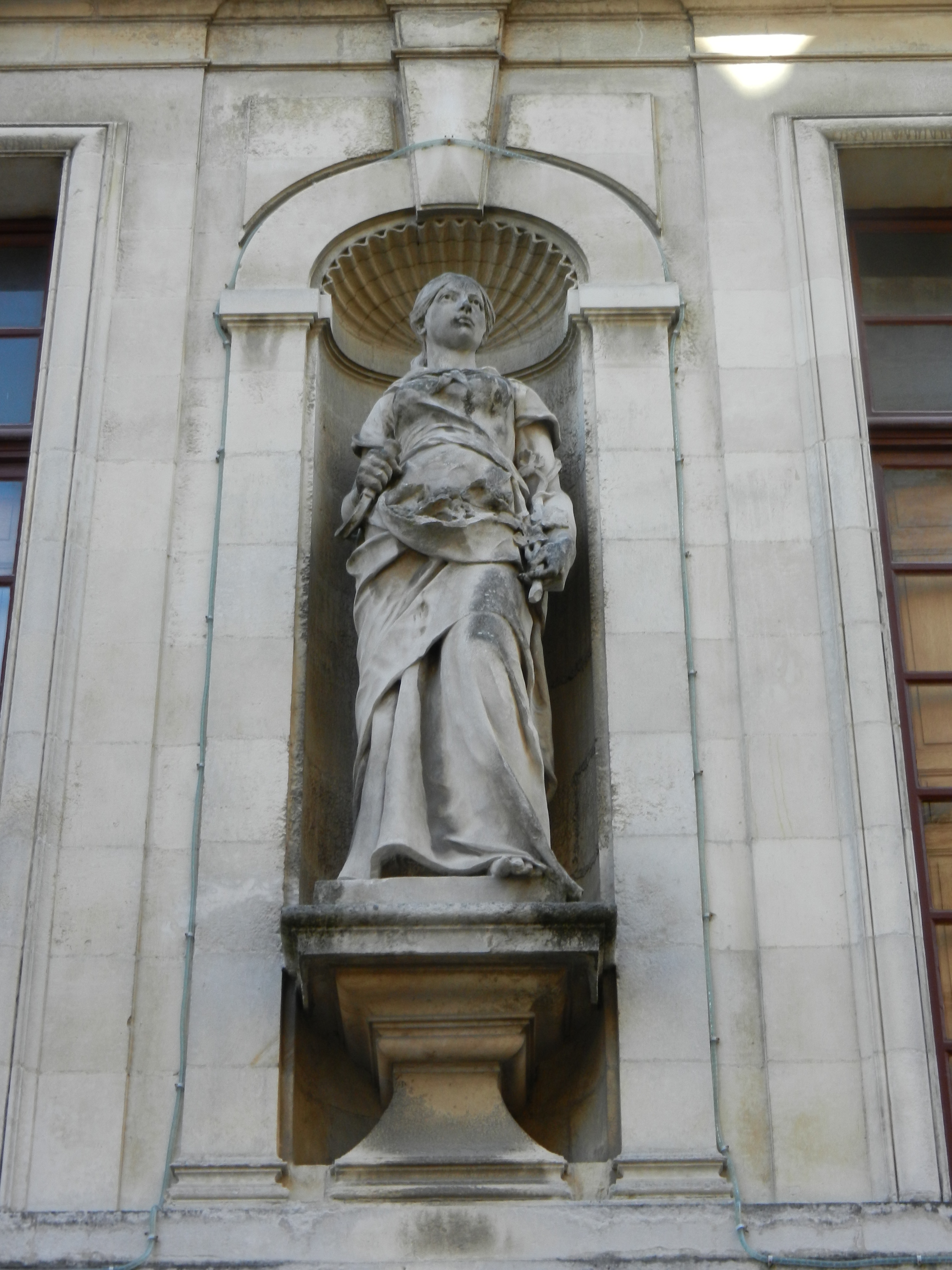
Statue allégorique de L’Agriculture.
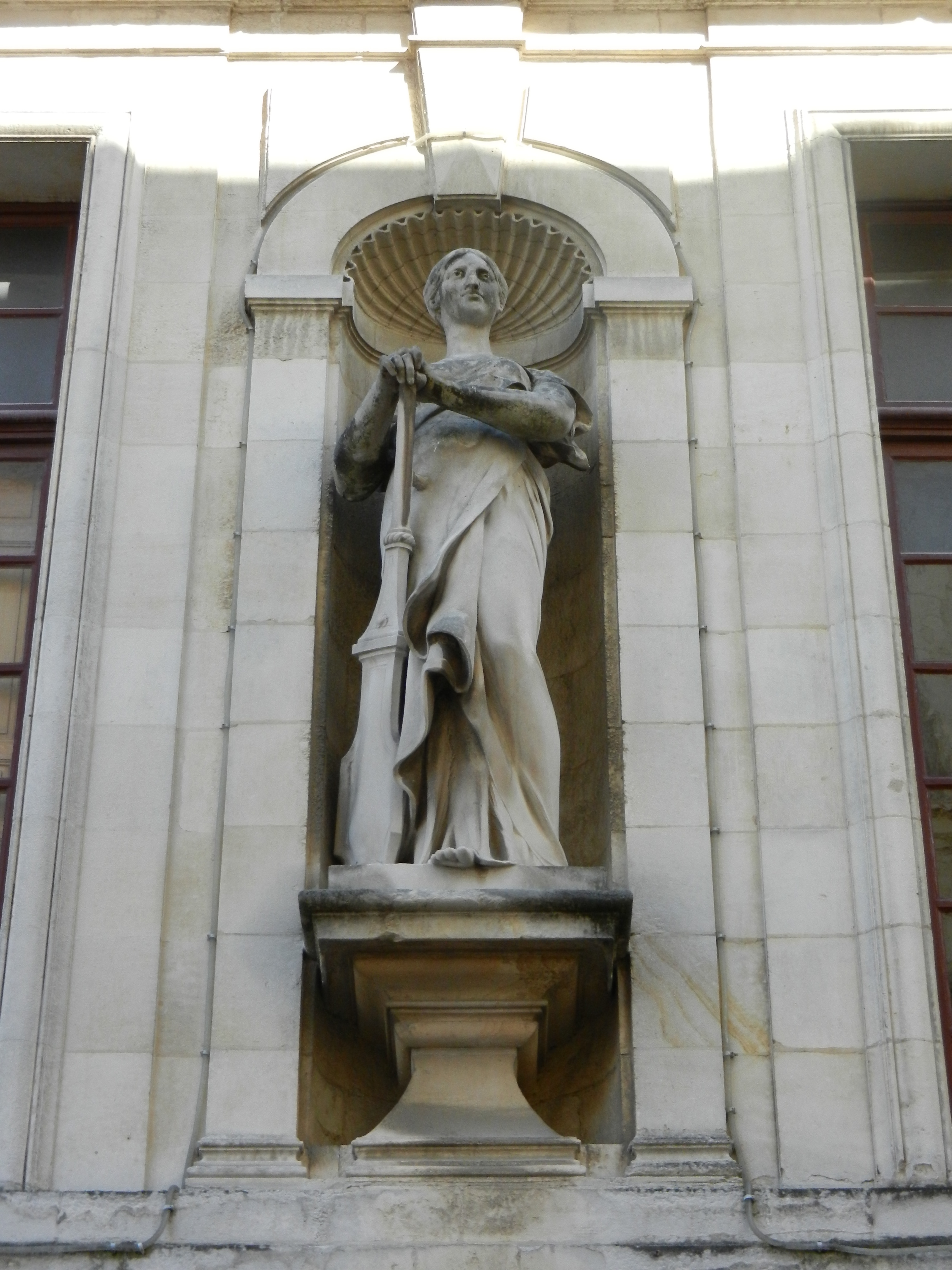
Statue allégorique de La Navigation.
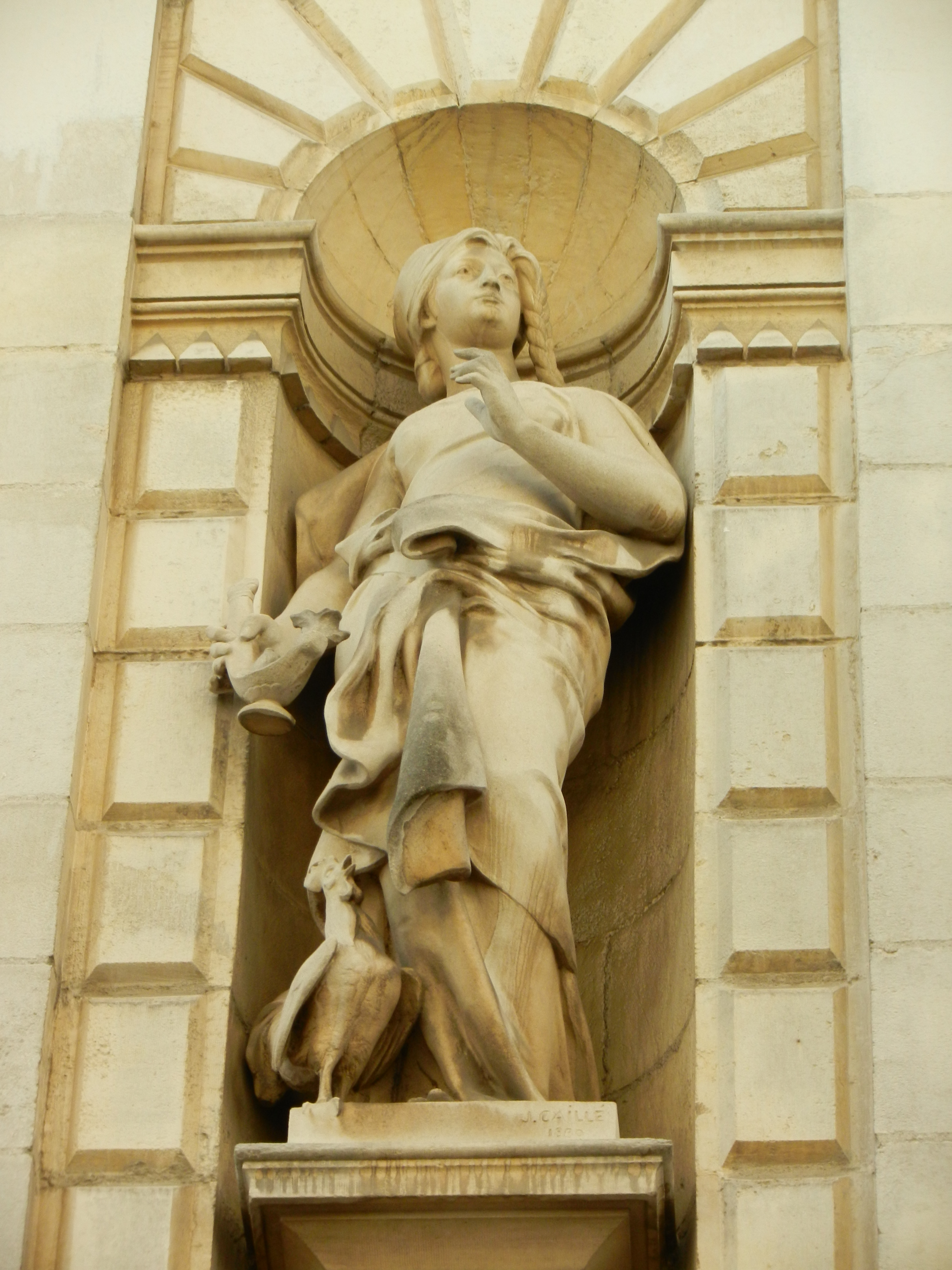
Statue allégorique de La Vigilance.
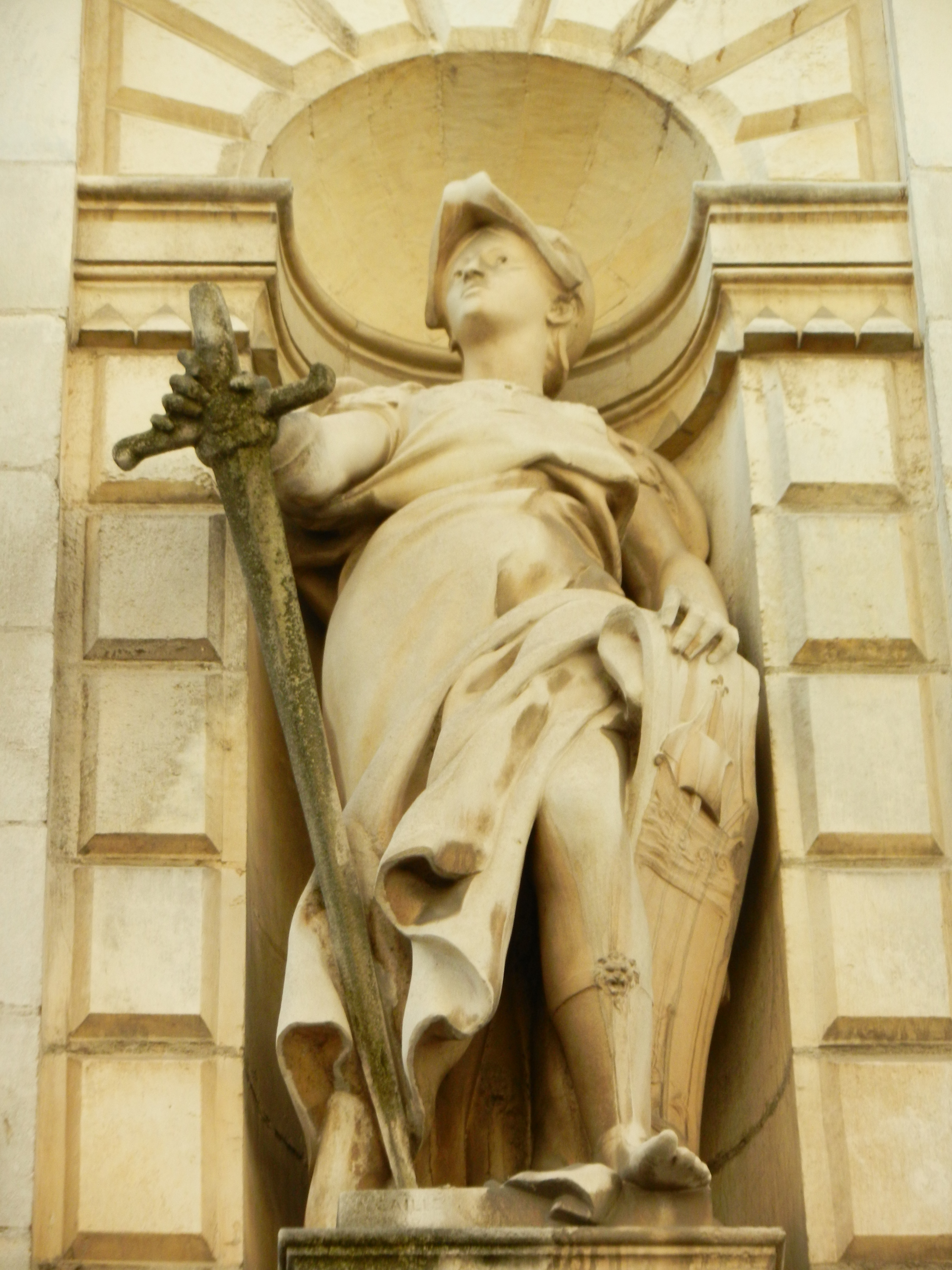
Statue allégorique de La Sécurité.

## L'intérieur de l'Hôtel de ville
L'intérieur de l'édifice a été entièrement remanié lors de la restauration du XIXe siècle, si bien que l'édifice n'a gardé aucun des décors et mobiliers plus anciens. À l’exception du mobilier du cabinet Jean Guiton qui date du XVIIe siècle, le reste du mobilier, y compris la cheminée ornée du portrait d'Henri IV, a été fabriqué à Paris pour la restauration du XIXe siècle. Au premier étage, se trouvent notamment la grande salle des fêtes ainsi que le cabinet du légendaire Jean Guiton. De nombreux souvenirs sont également exposés dans les salles de l'hôtel de ville, dont ceux ayant trait au siège de la ville en 1627-1628.

### La salle dite des échevins

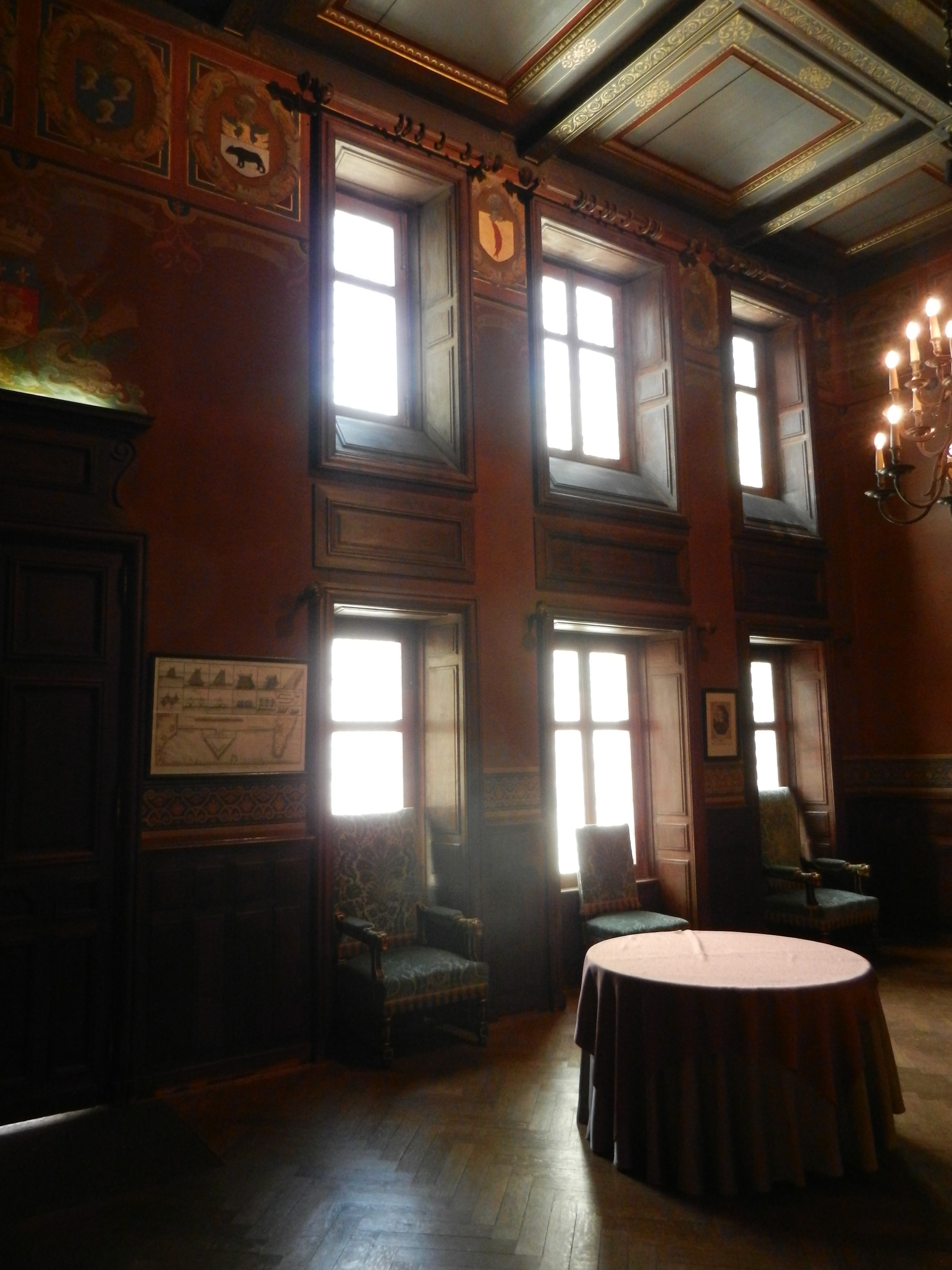
Salle des échevins (avant l'incendie de juin 2013).

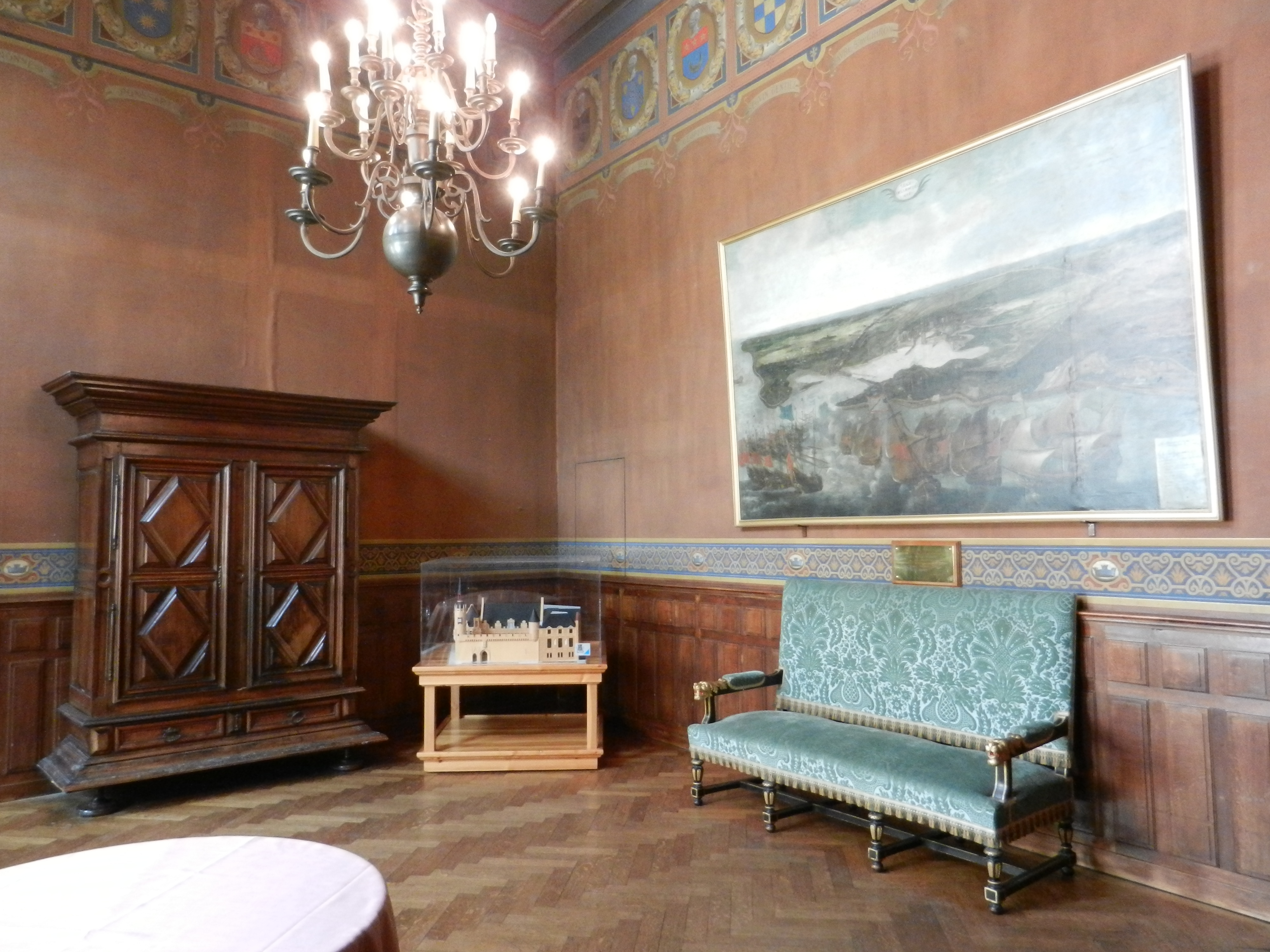
Salle des échevins (avant l'incendie de 2013).

Situé au premier étage du pavillon nord, on accède à cette salle par l'escalier d'honneur. Avant le siège de 1628, cette salle accueillait une partie des archives de la ville, l'autre partie était située dans la tour de Moureilles. À la chute de la ville, le roi ordonne le transfert de l'ensemble des archives vers Paris. Ce transfert dura trois ans et les huit ballots d'archives partirent pour la cour des comptes où ils furent détruits par l'incendie de 1737. Pendant la période de la maison du gouverneur, cette salle abritait la chambre à coucher du maître d'hôtel. Lors de la restauration de la fin du XIXe siècle, on décora le sommet des murs des blasons des plus célèbres échevins de la ville. De nos jours, cette salle est ornée de souvenirs du grand siège.

detail de la Salle des échevins
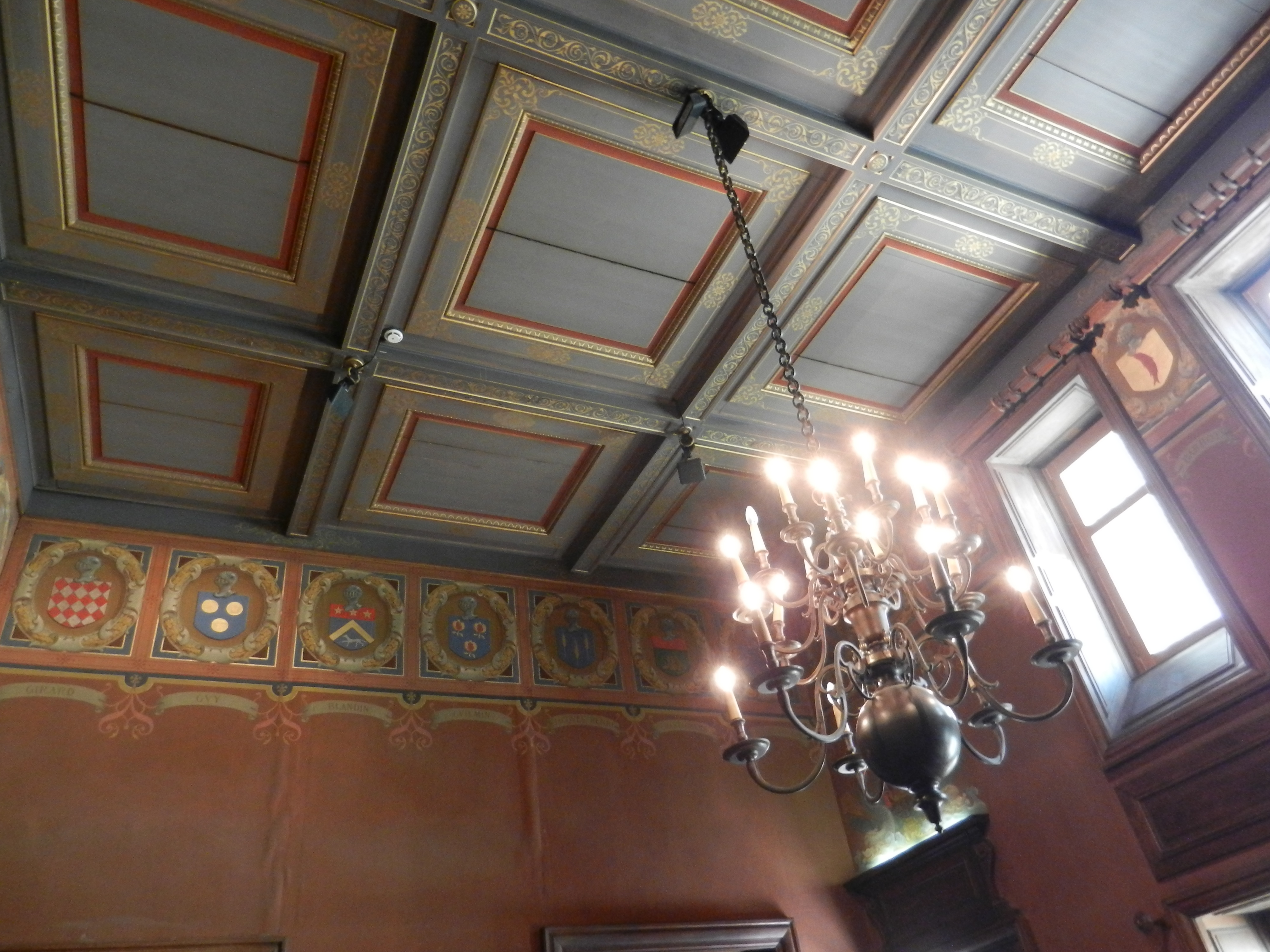
Plafond de la salle.
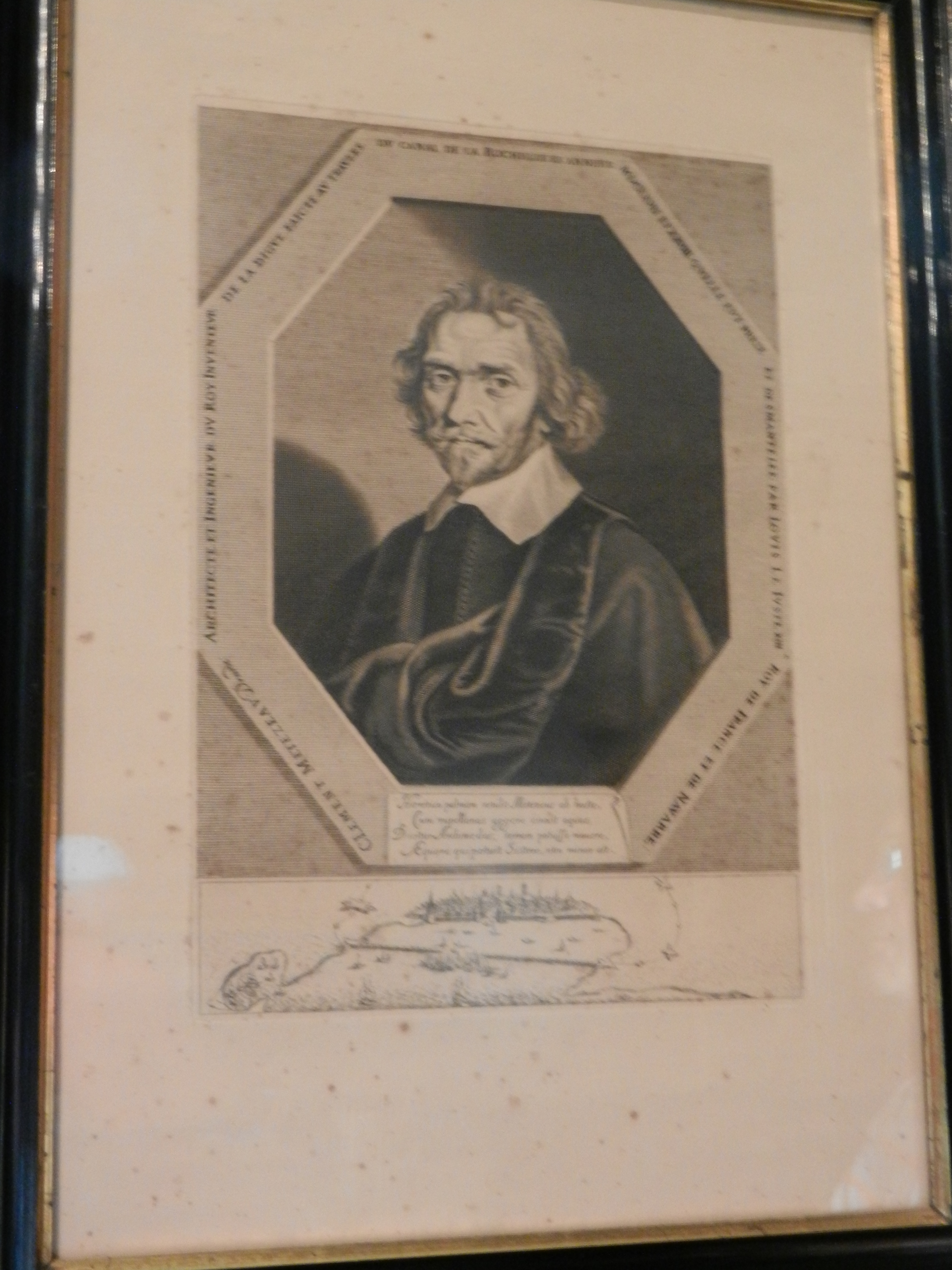
Estampe anonyme du XVIIe siècle figurant Clément Métezeau, architecte et ingénieur du roi qui fut envoyé à La Rochelle afin d'y élever la digue qui devait empêcher les protestants de recevoir des secours de l'extérieur[55].
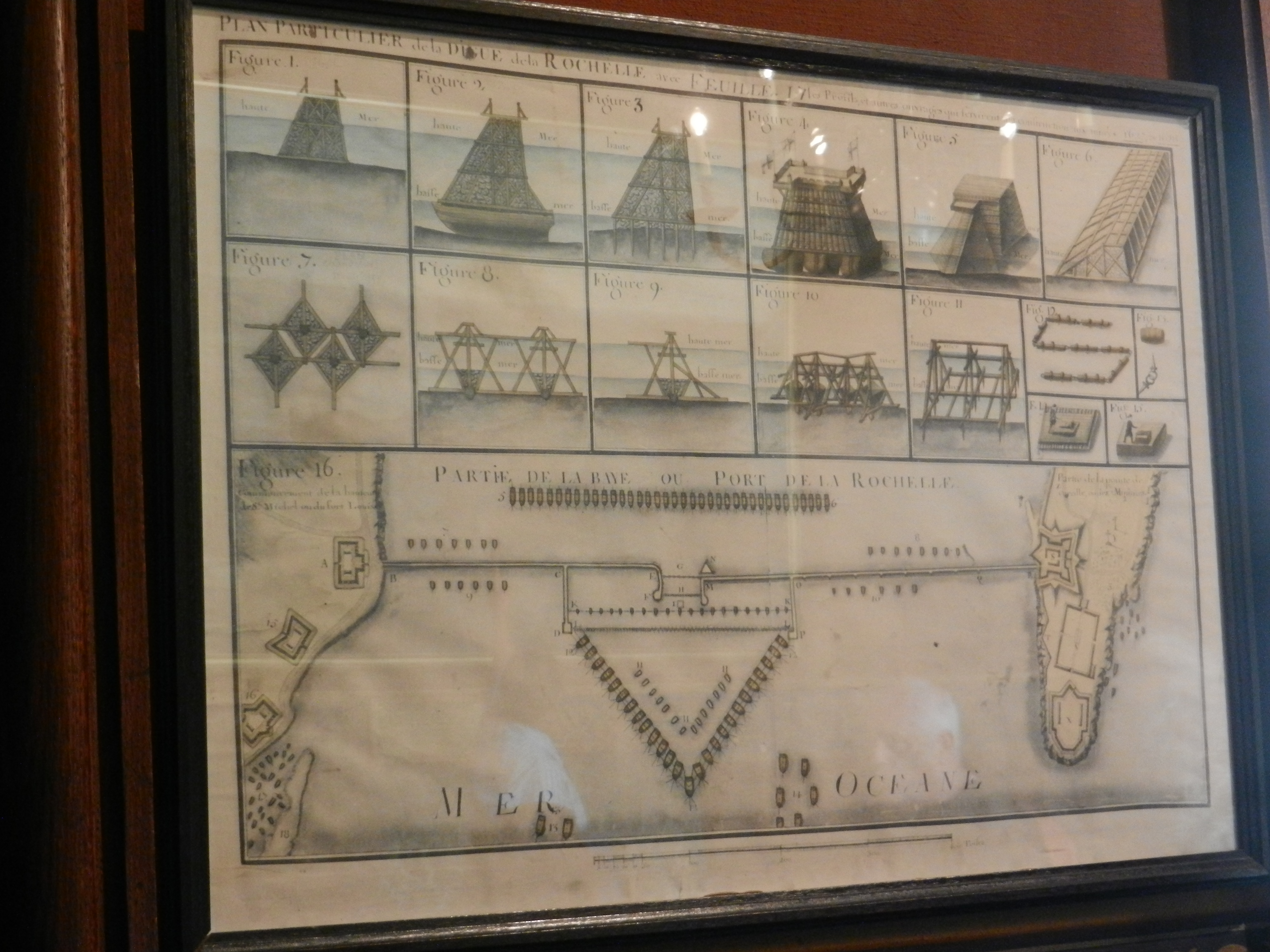
Plans de la digue de Richelieu.
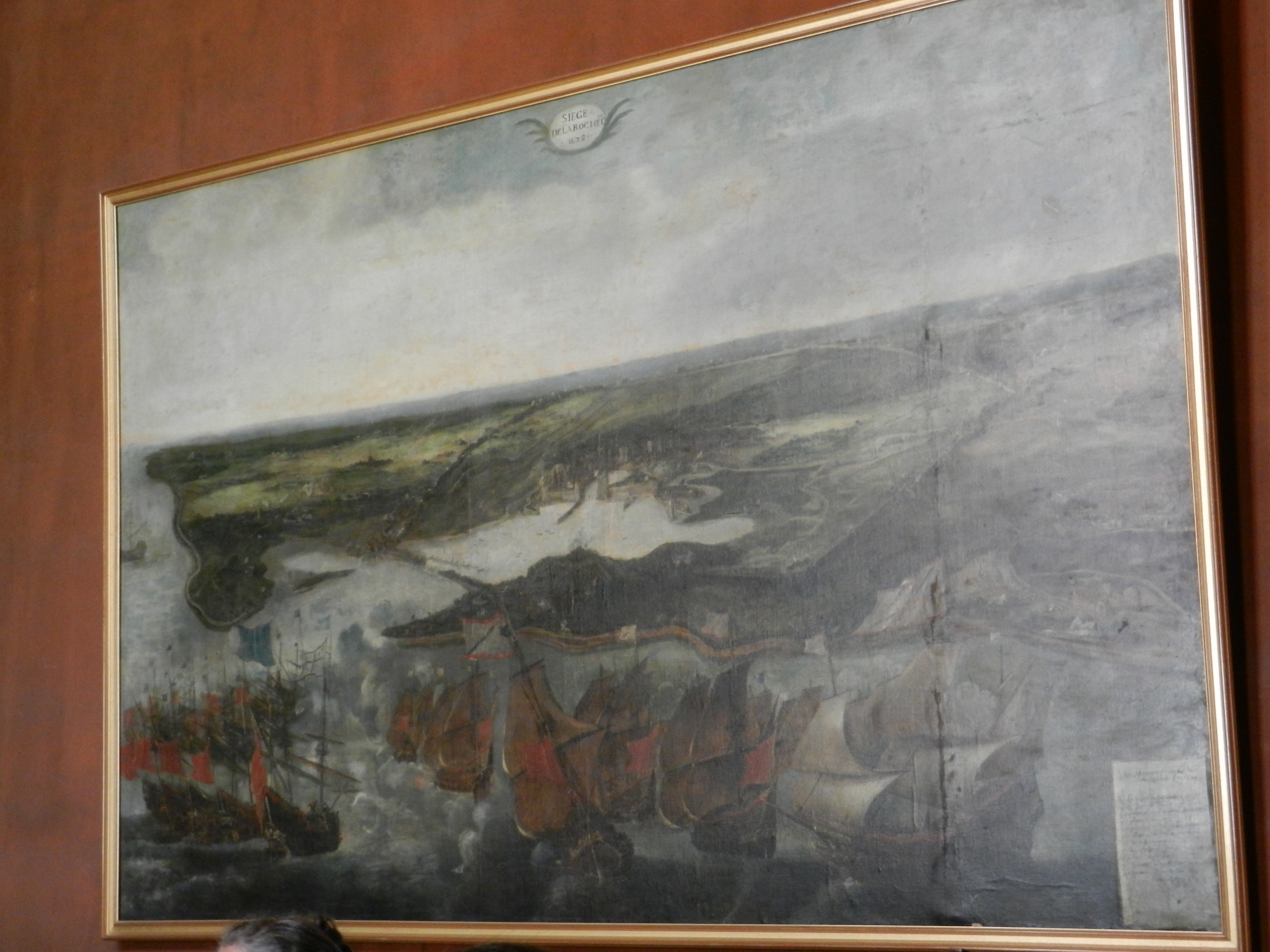
Tableau représentant le siège de 1628 de La Rochelle[56].
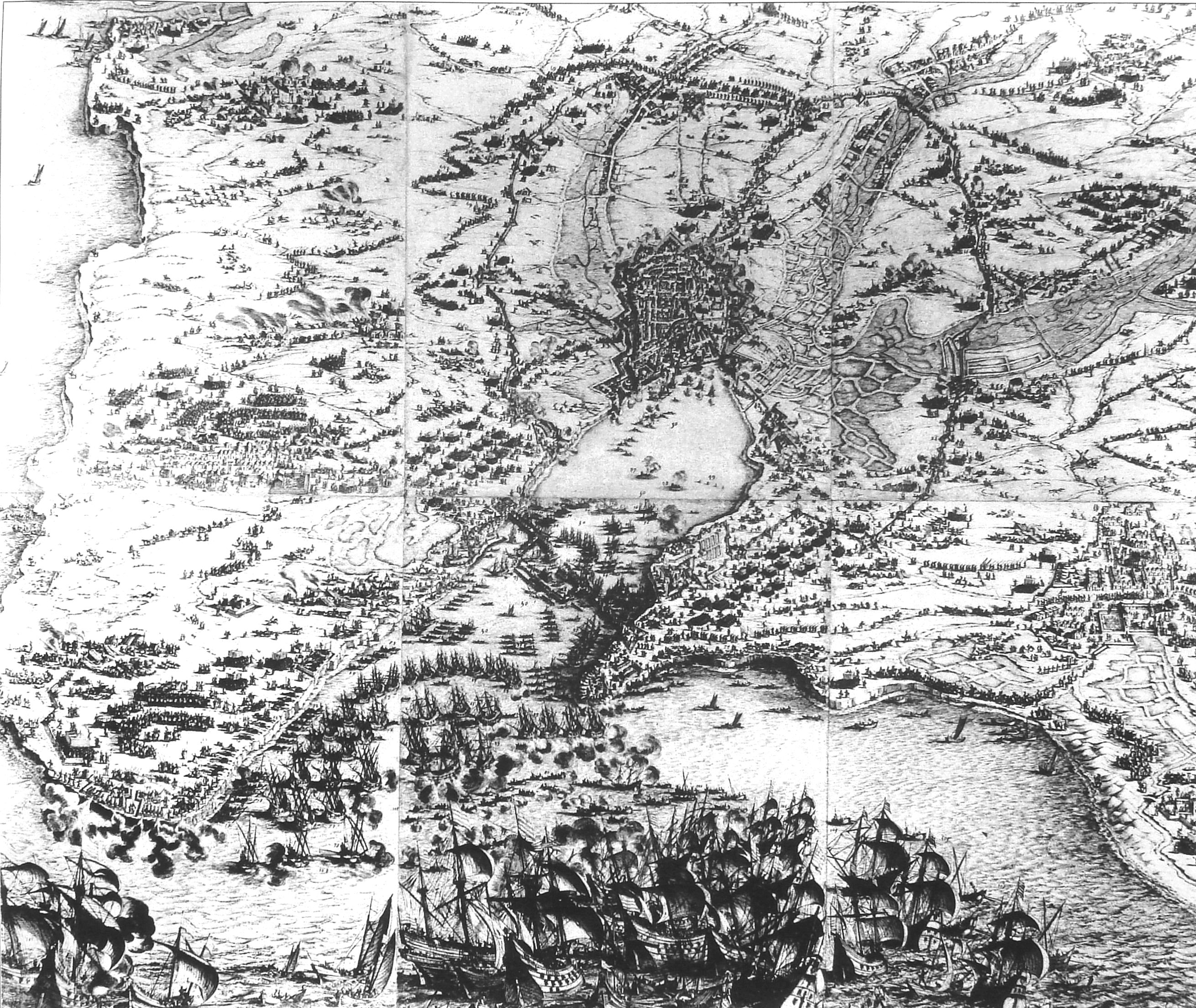
Copie du siège de La Rochelle par Jacques Callot, 1630.
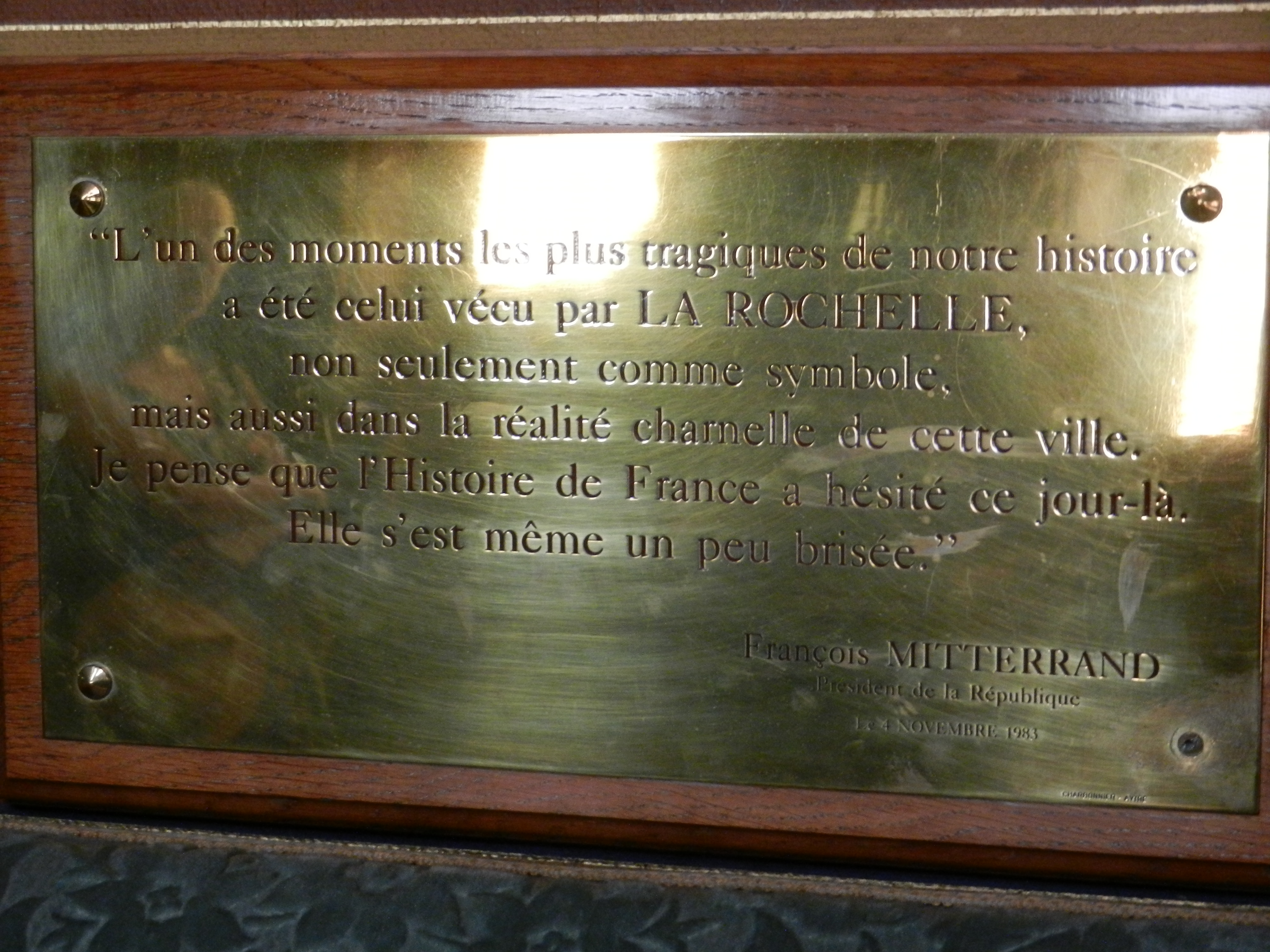
Plaque reprenant une citation de François Mitterrand, président de la République au sujet de la ville de la Rochelle, le 4 novembre 1983.

### La grande salle

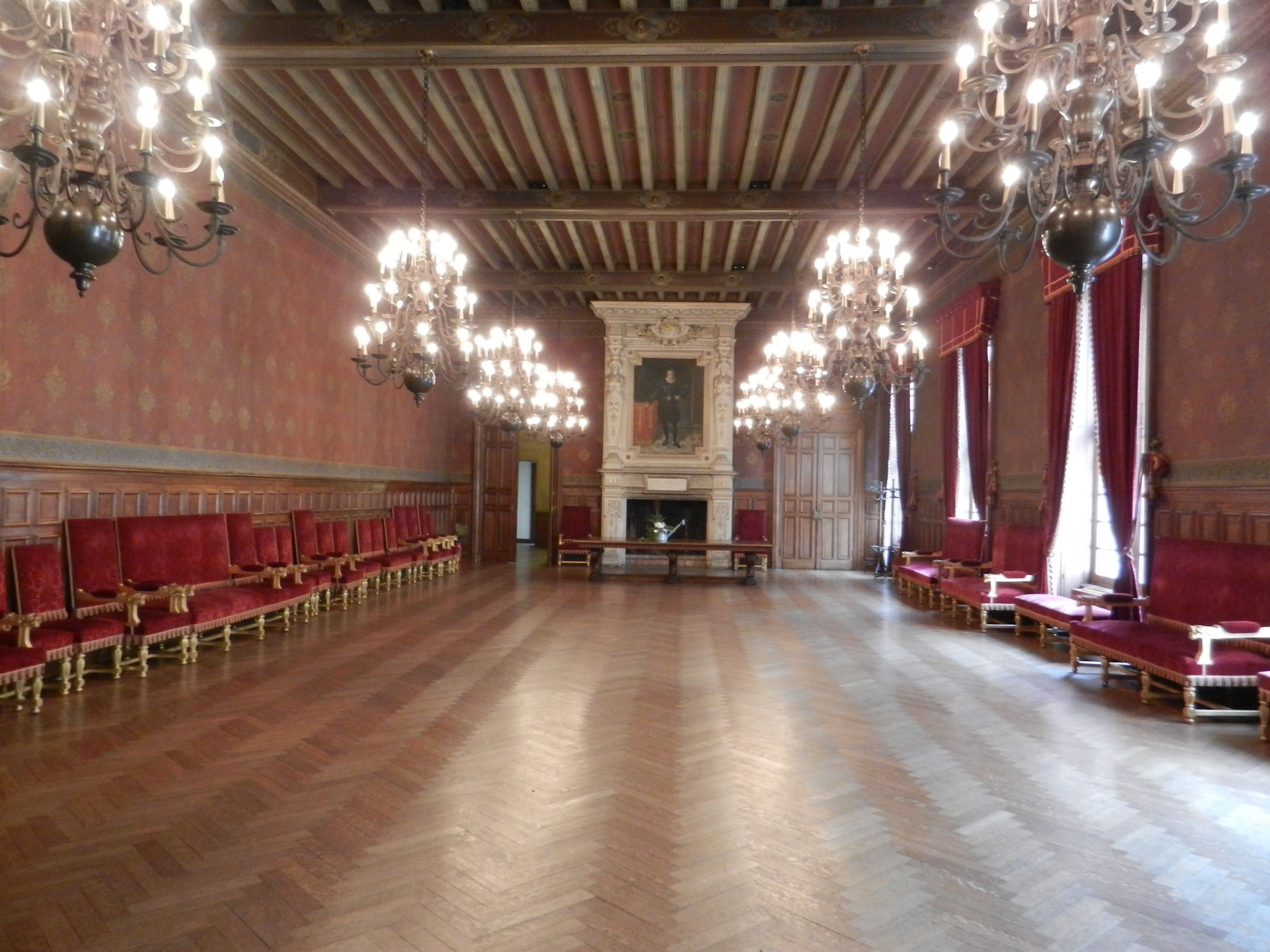
Salle des fêtes de l'hôtel de ville.

La grande salle se situe au premier étage du corps principal sur l'emprise de la galerie des statues. L'ancien décor est inconnu, comme pour le reste de l'édifice, l'ensemble des décorations ont été reprises et date des transformations de la fin du XIXe siècle. Comme pour le reste des salles d'apparat, la décoration se compose de lambris en partie basse, de lustres, de poutres de plancher apparentes et décorées, l'ensemble rappelant le style Renaissance. La salle comporte également une cheminée monumentale, œuvre exécuté vers 1875 par les sculpteurs parisiens Libersac et Dubourdieu sur les plans de l'architecte Juste Lisch. La cheminée est ornée d'un tableau du roi Henri IV, copie d'un tableau conservé au Louvre de Frans Pourbus le Jeune, l'œuvre exposée a été réalisé en 1882 par Charles Leneire. La cheminée comporte également une plaque de marbre rappelant la date de la construction et de la restauration de l'édifice.
La grande salle, aussi appelée salle des fêtes, accueille les grandes réceptions de la municipalité. Déjà pendant la période du gouvernement, la salle, divisée en deux parties, servait de salle à manger d'apparat. À une époque plus récente, l'événement le plus prestigieux se déroula le 22 mai 1992. Le sommet de La Rochelle, nom donné au 59e sommet franco-allemand où le chancelier Helmut Kohl et le président François Mitterrand ont signé l'acte de création d'un corps armée commun,.
Aujourd'hui, en plus des grandes manifestations, la salle peut accueillir les mariages et le conseil municipal pour les grandes séances.
Le 28 juin 2013, elle est gravement endommagée par un incendie.

Vues de la Grande Salle
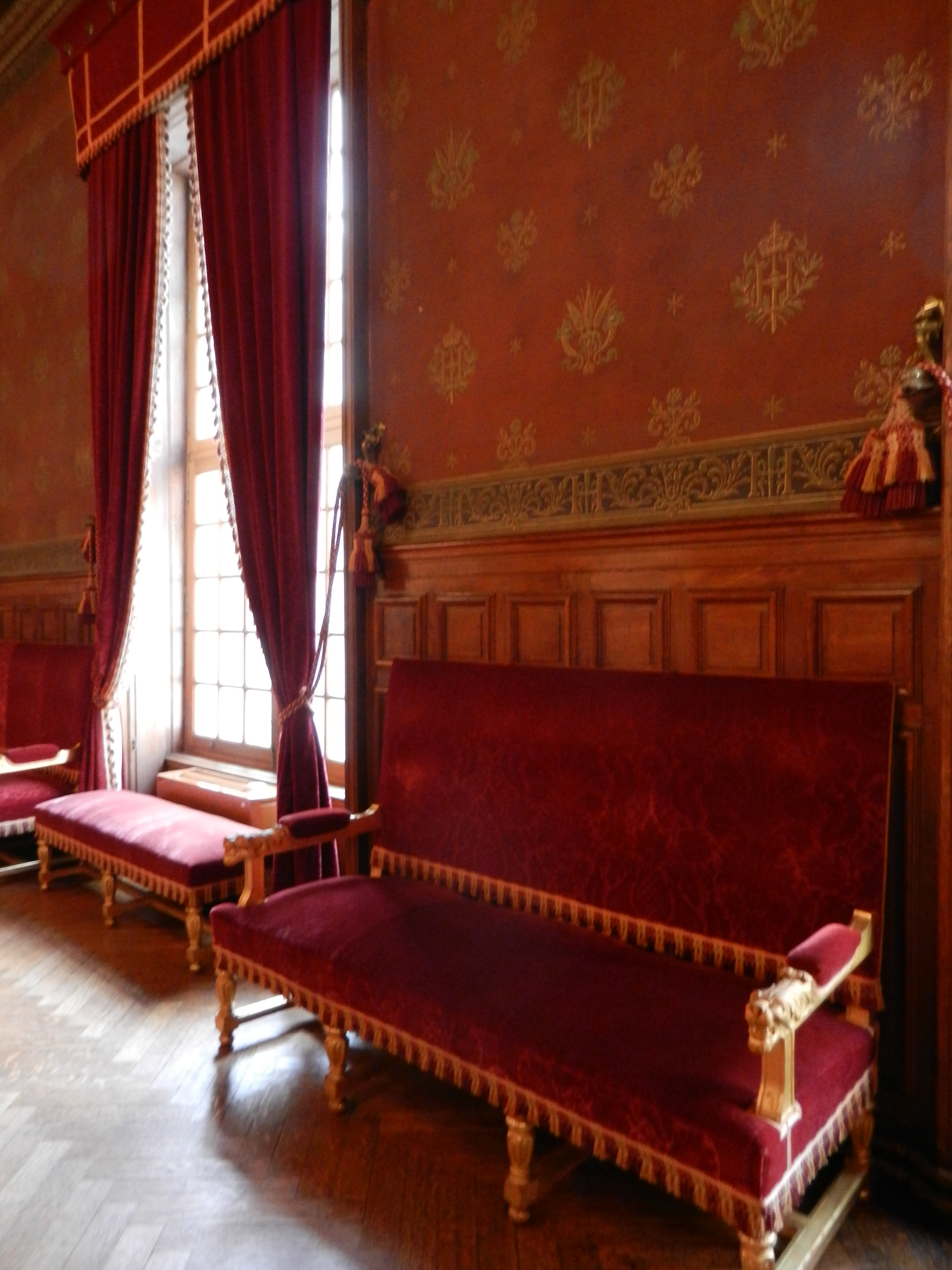
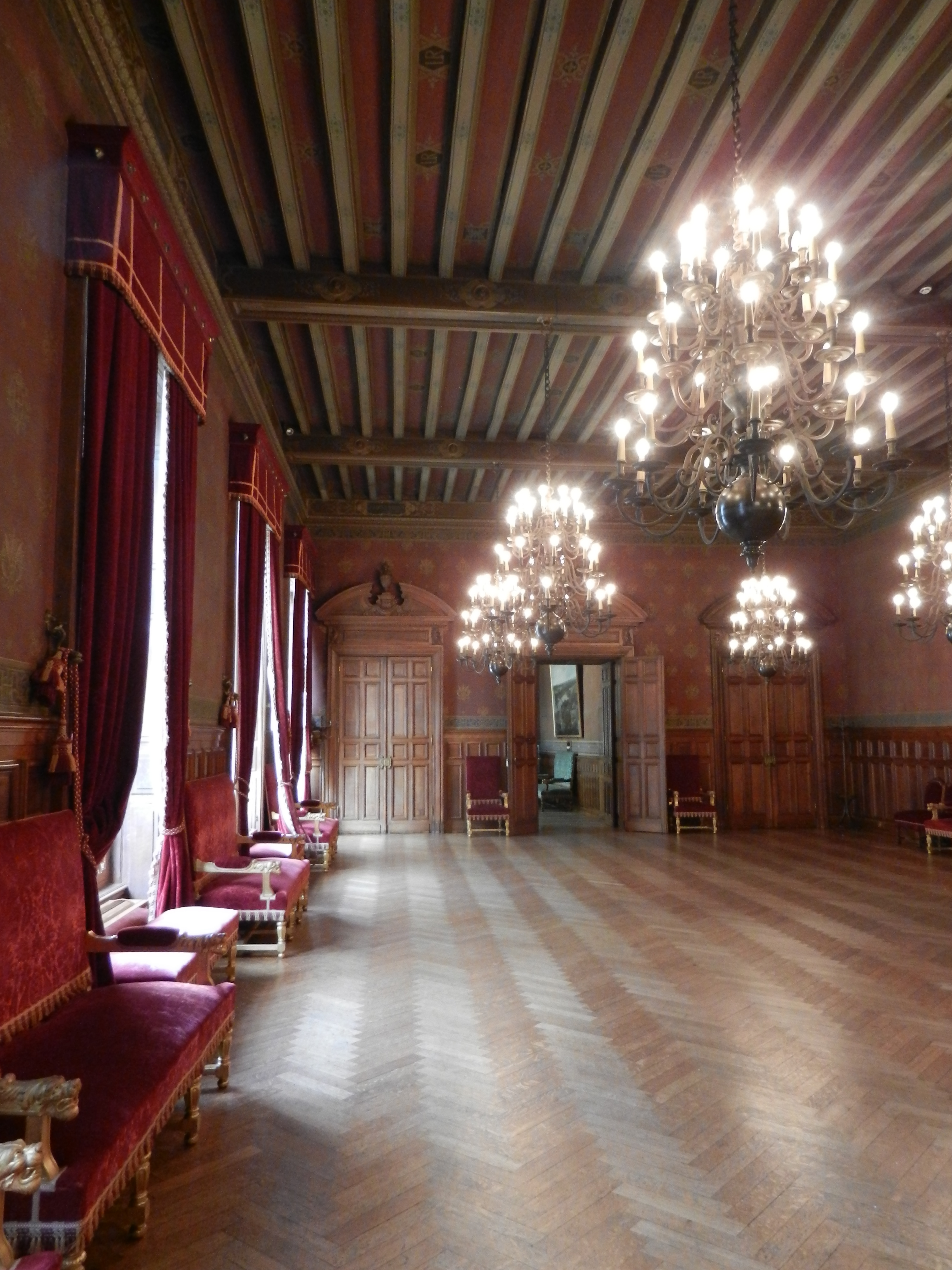
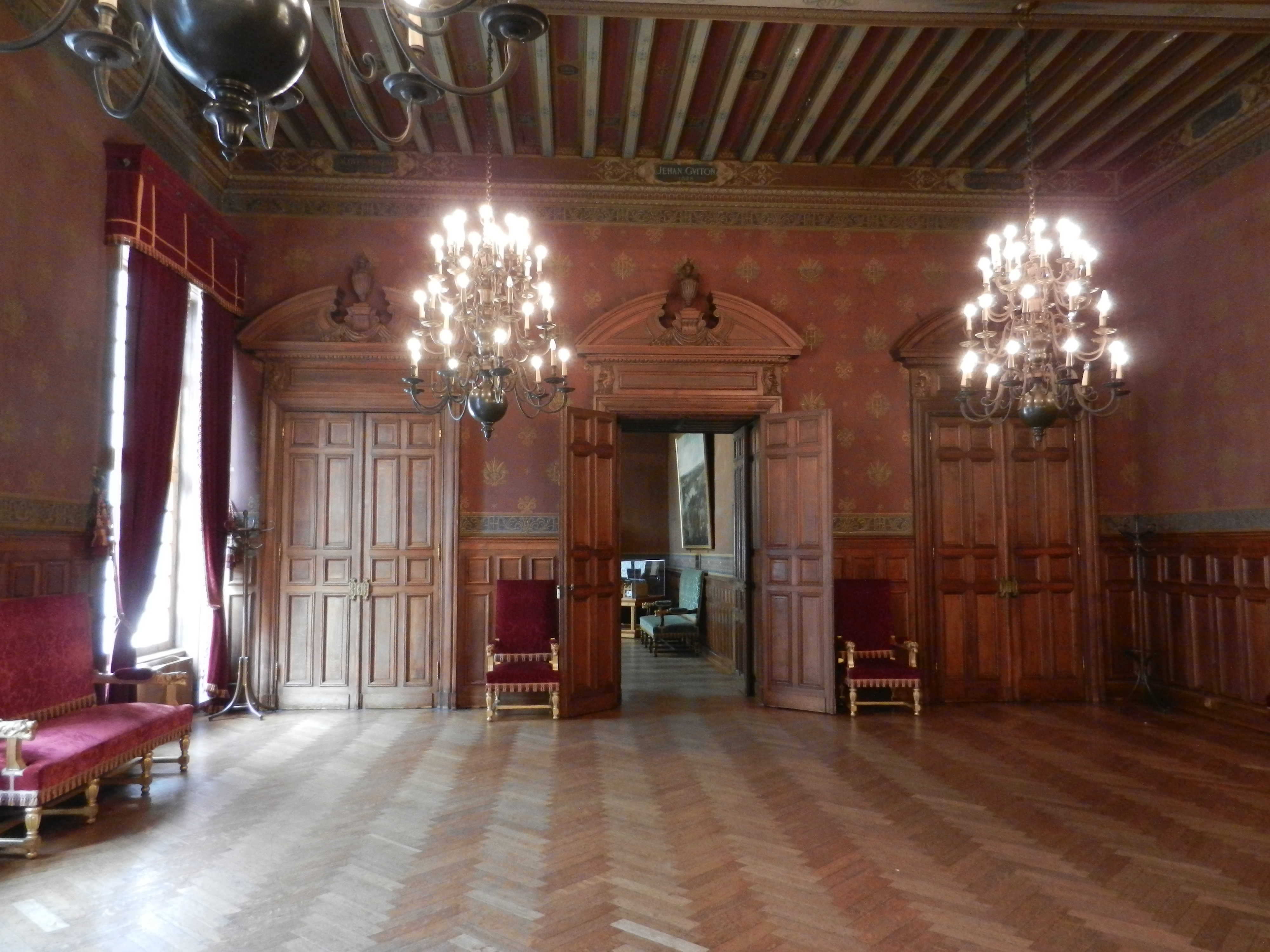
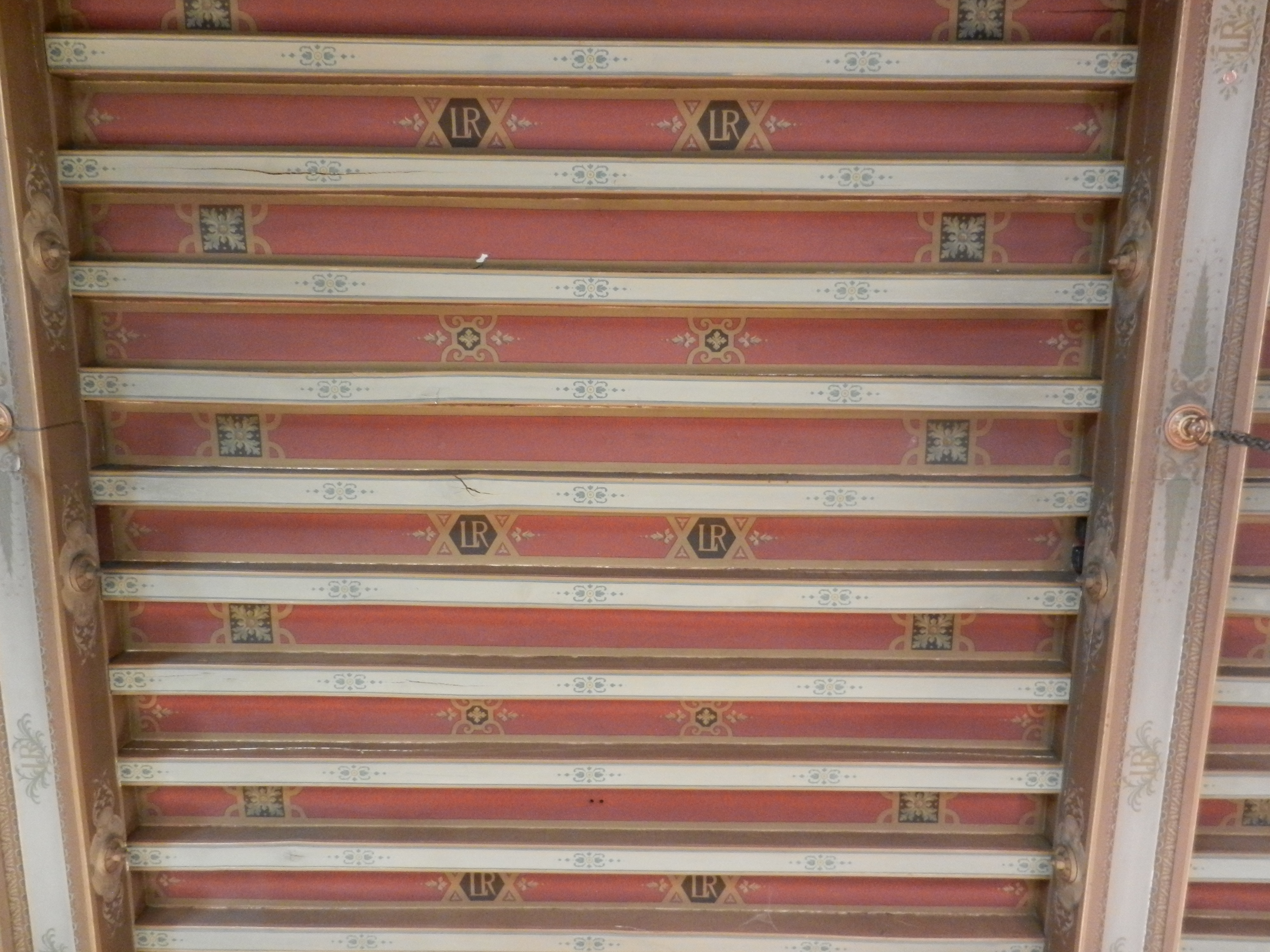
Détail du plafond de la grande salle

Détail de la cheminée
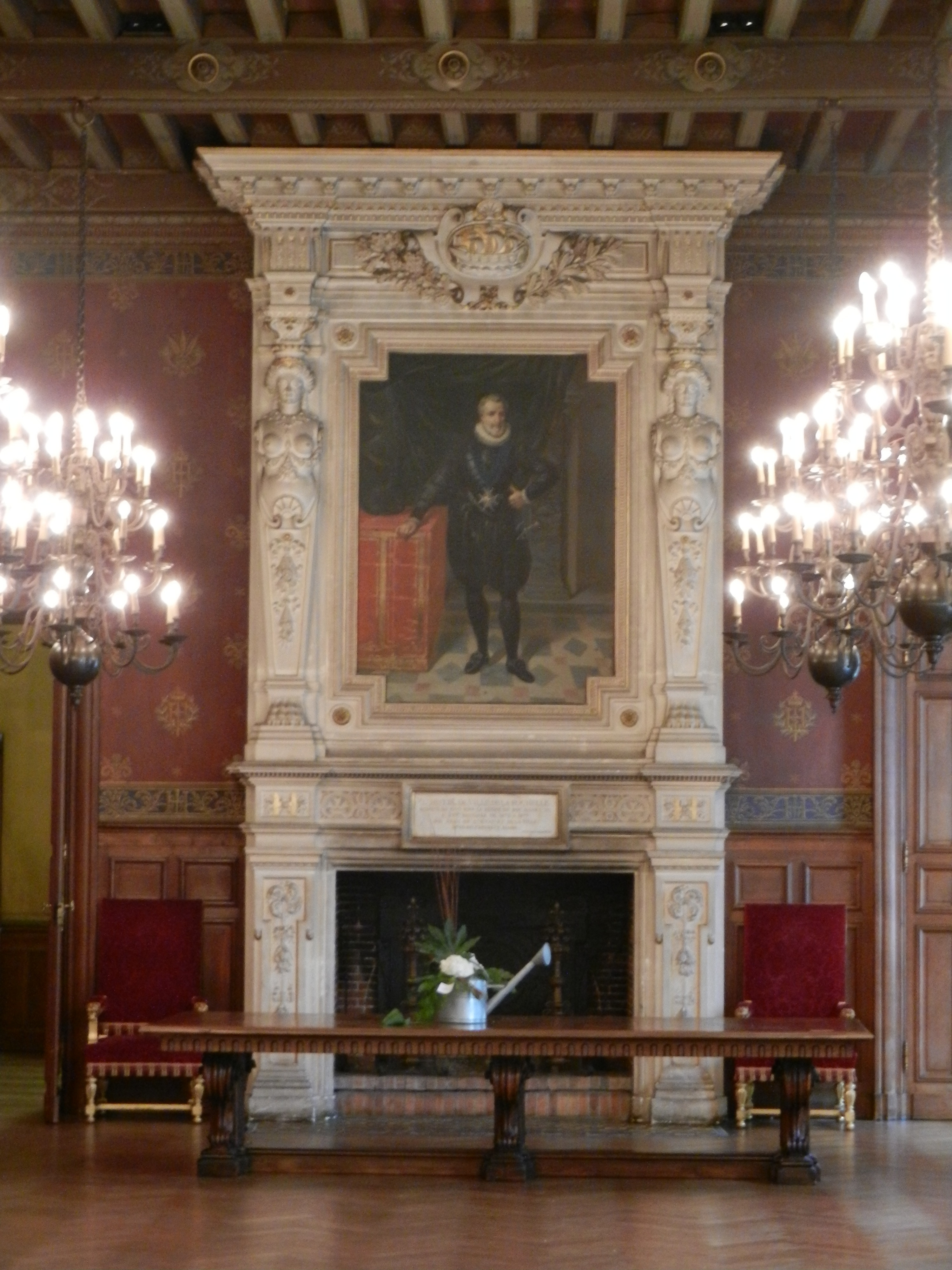
Chenimée de la grande salle[59].
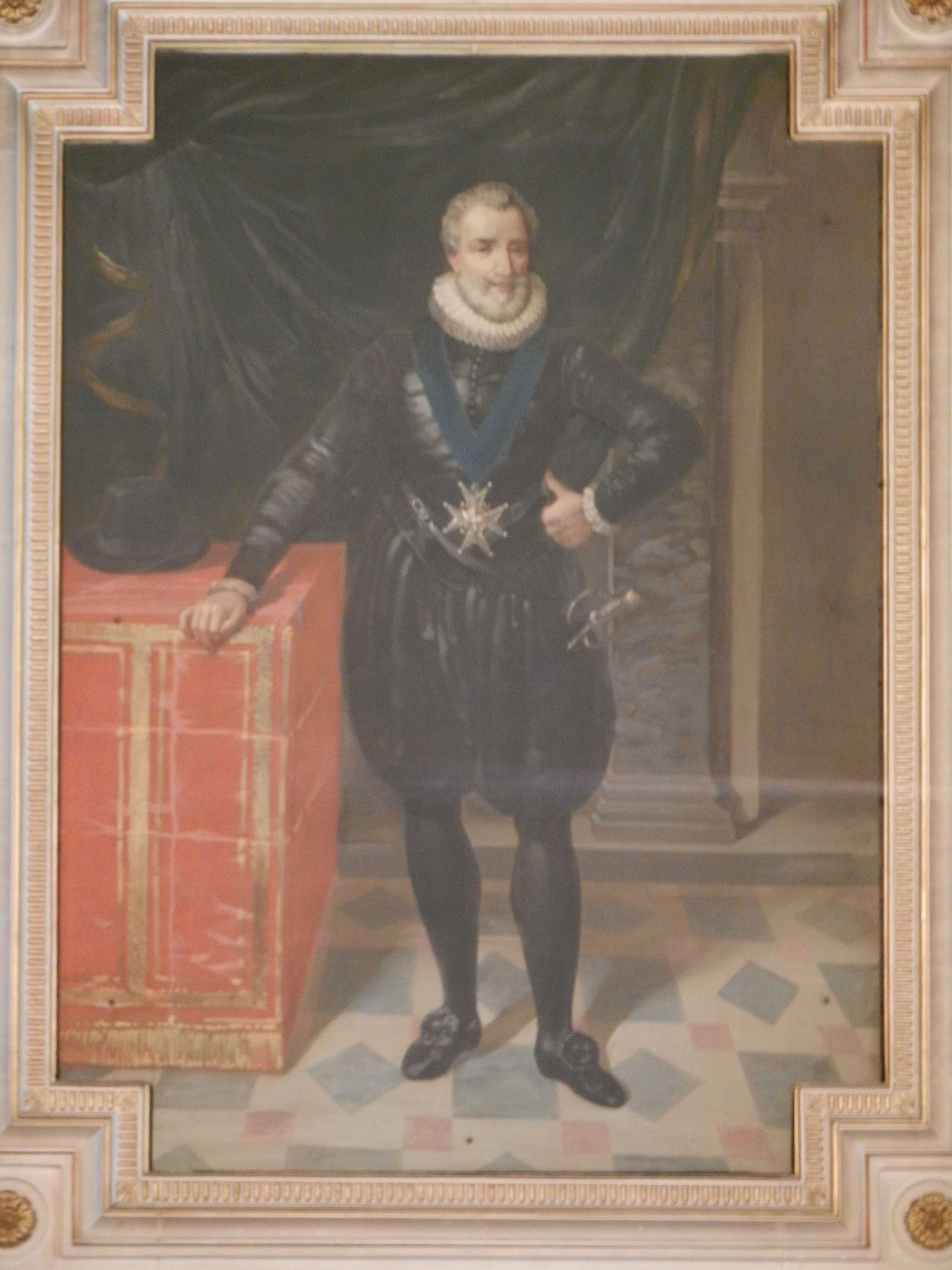
Tableau en pied de Henri IV ornant la cheminée de la grande salle[60].
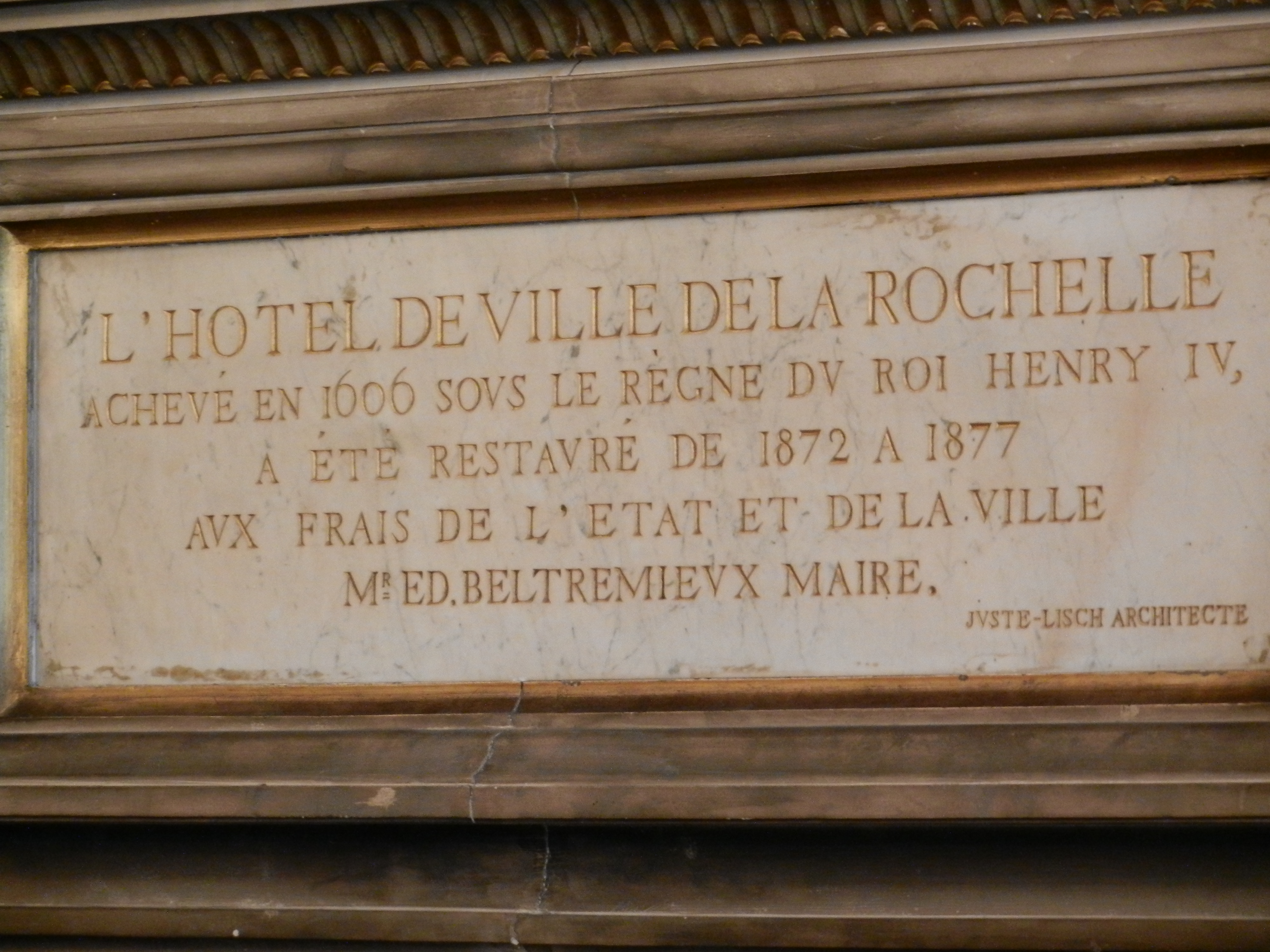
Plaque ornant la cheminée et qui rappelle la lourde restauration subit par l'édifice
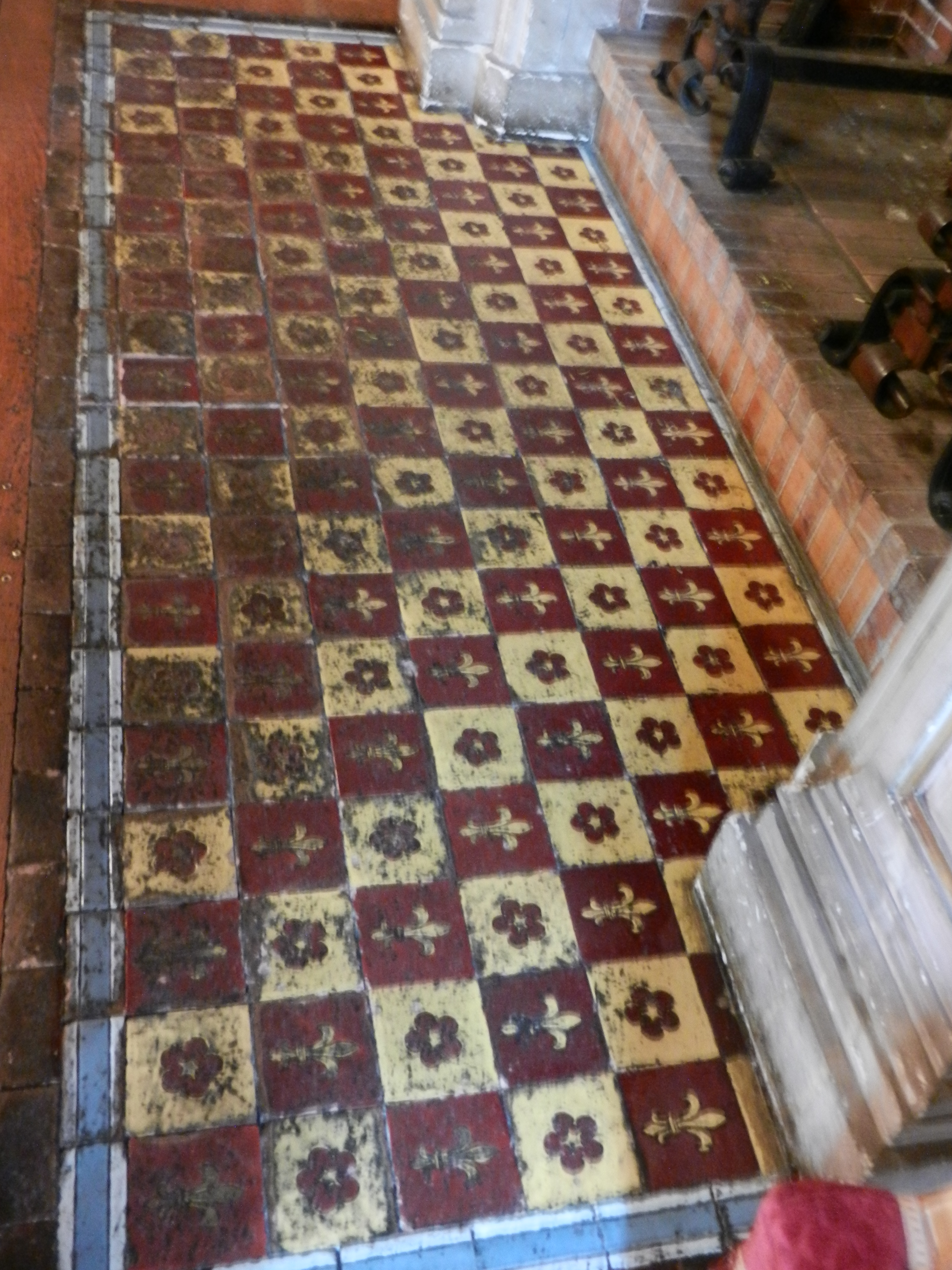
Sol de la cheminée

### La salle bleue

Vues de la salle bleue
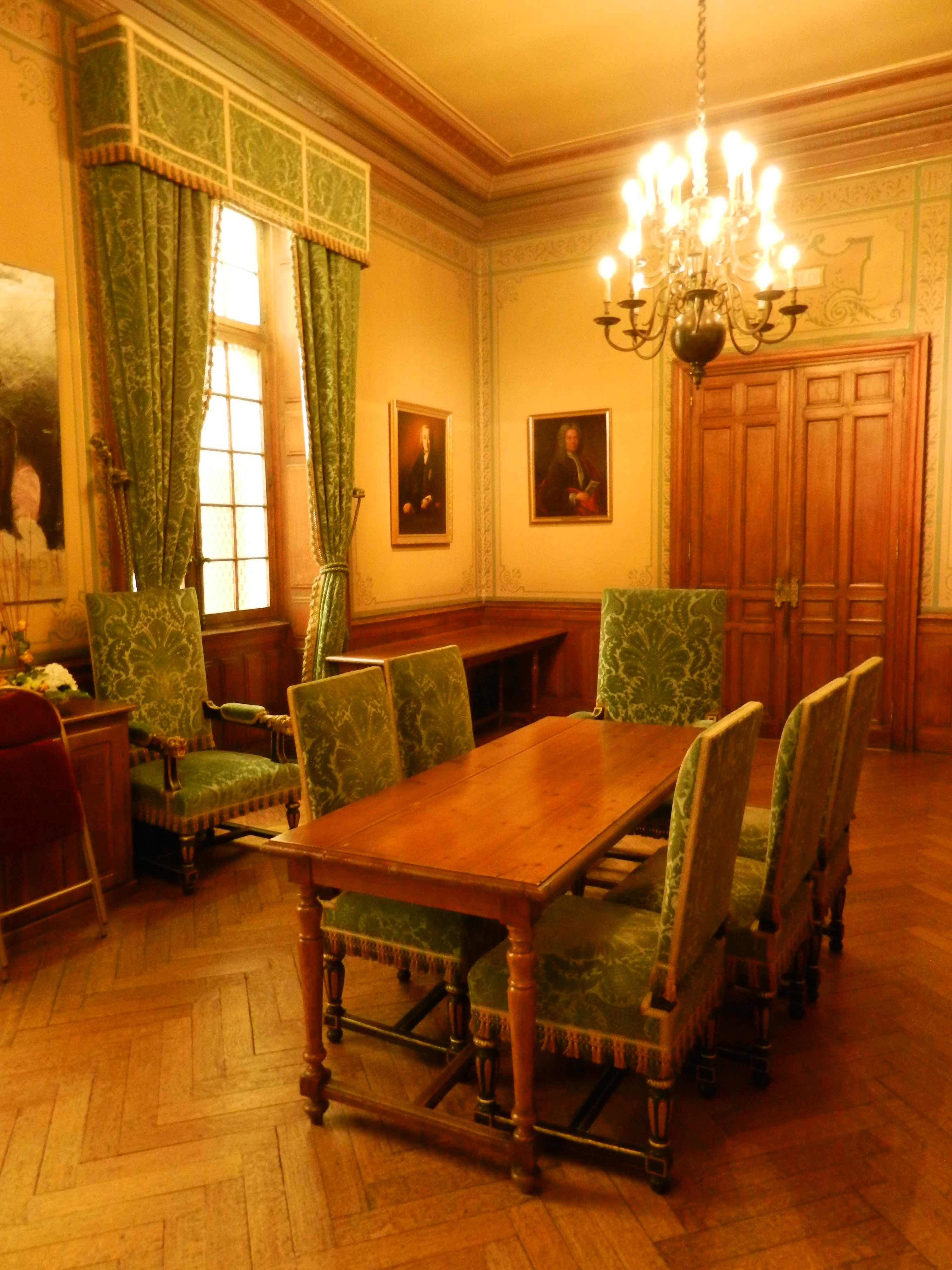
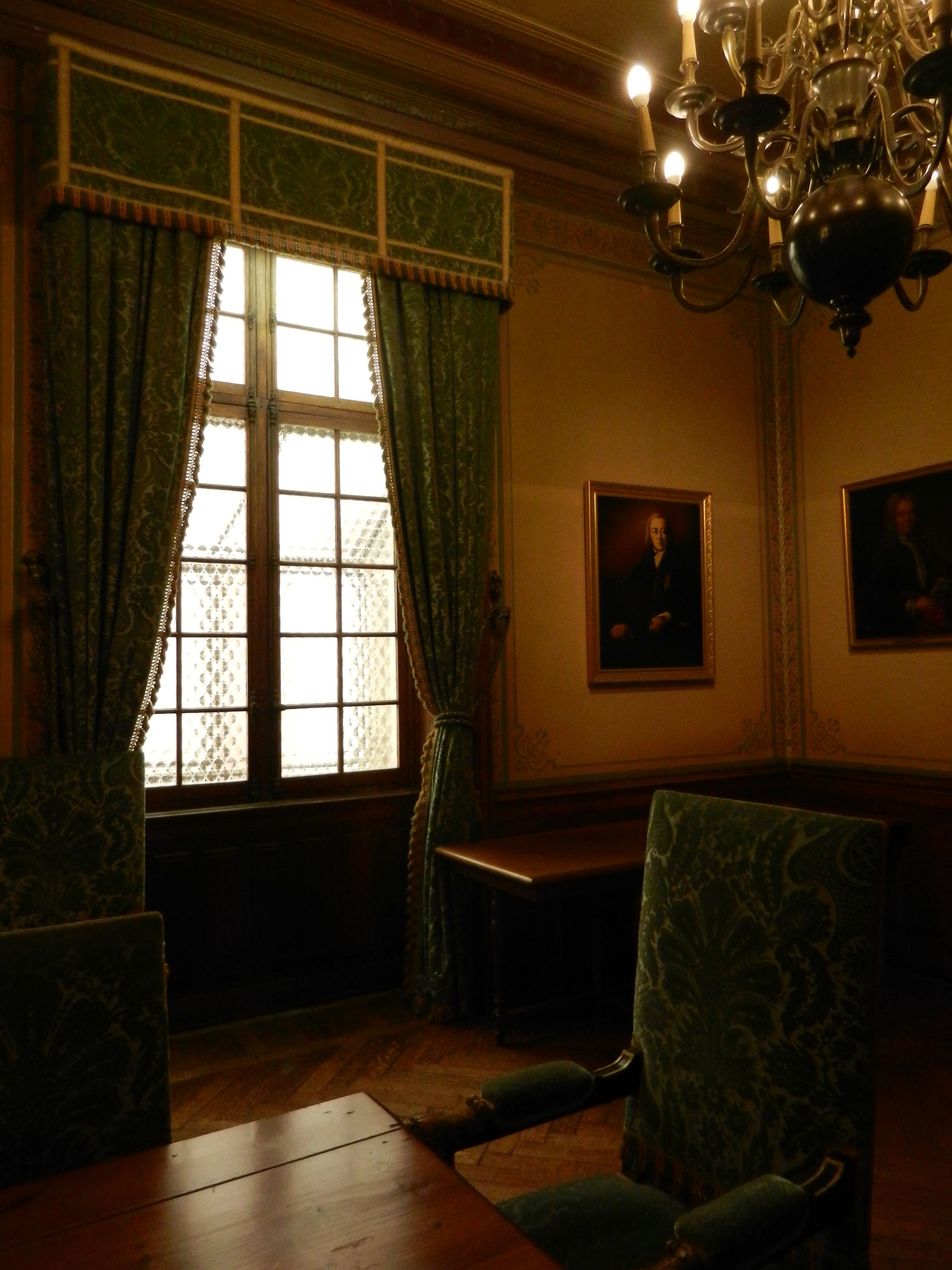
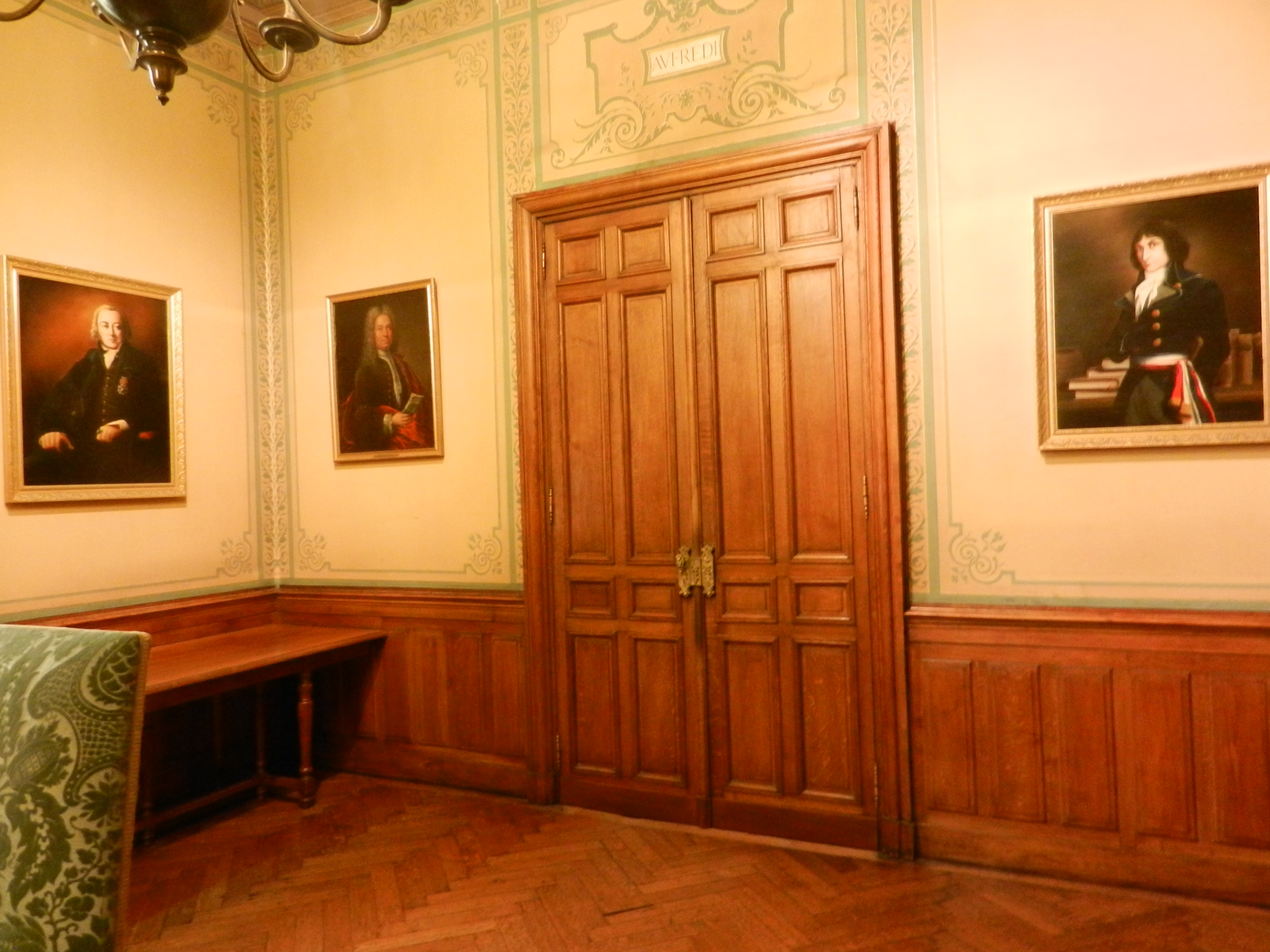
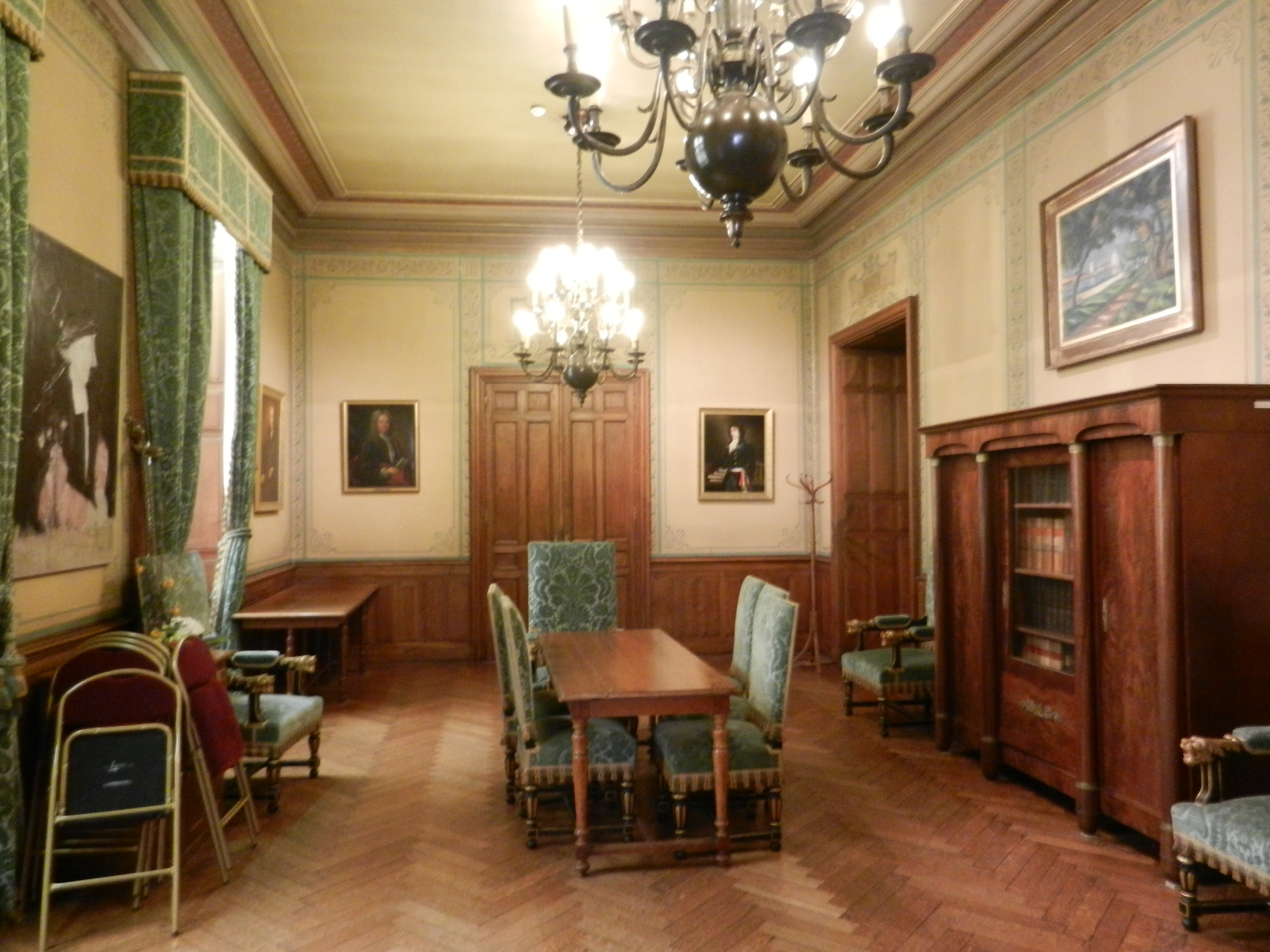

### La salle du conseil

Vues de la salle du conseil
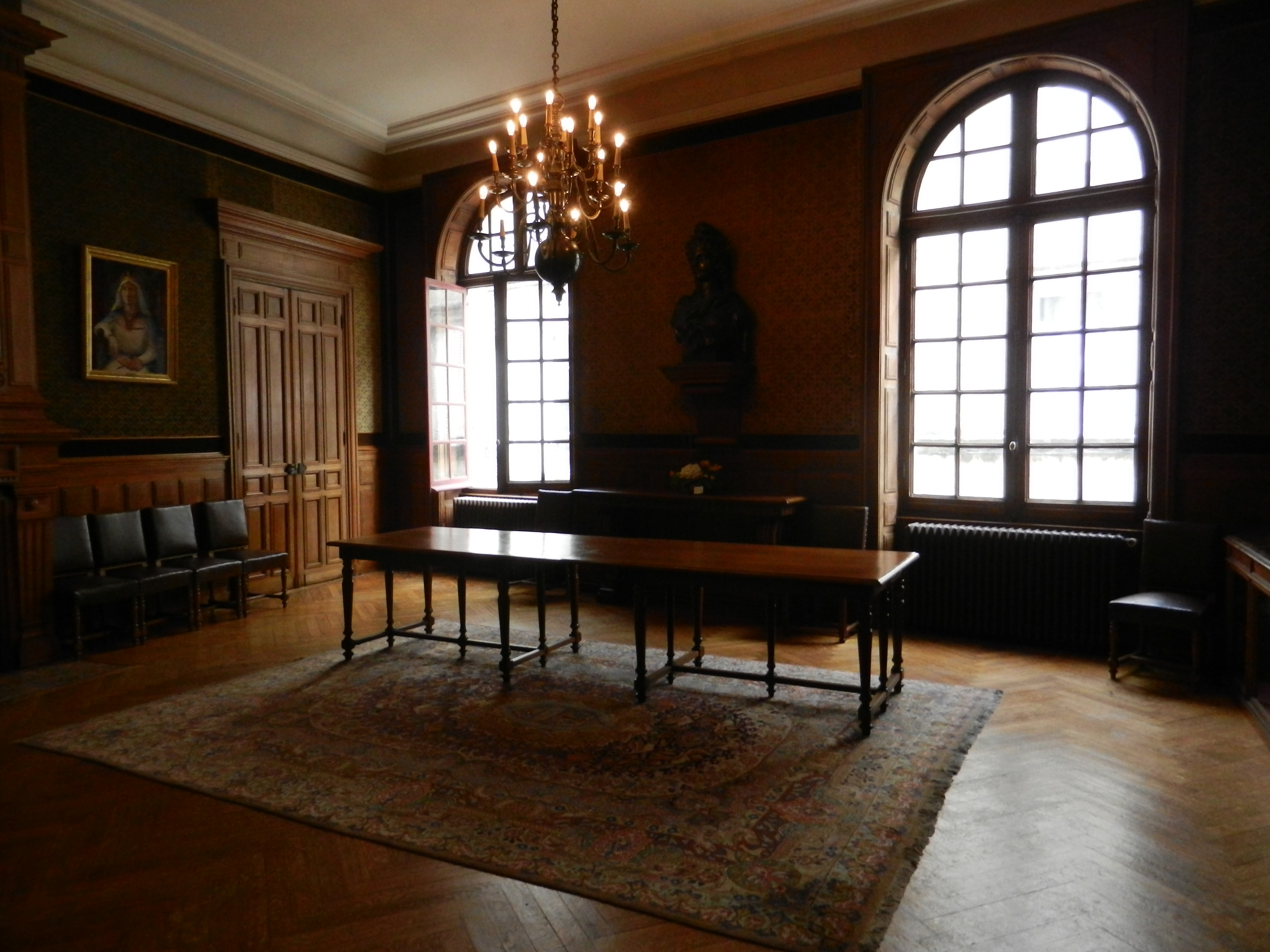
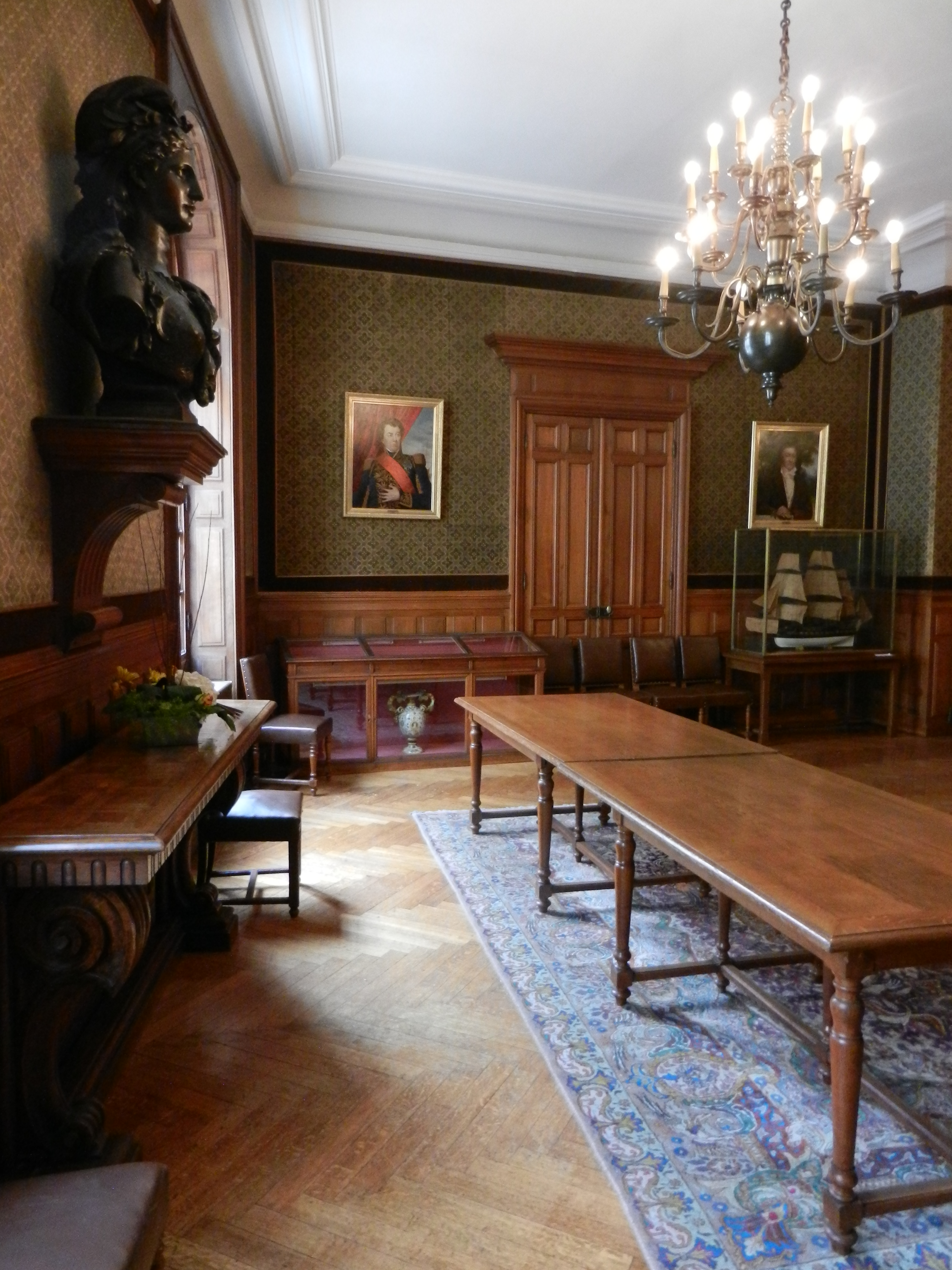
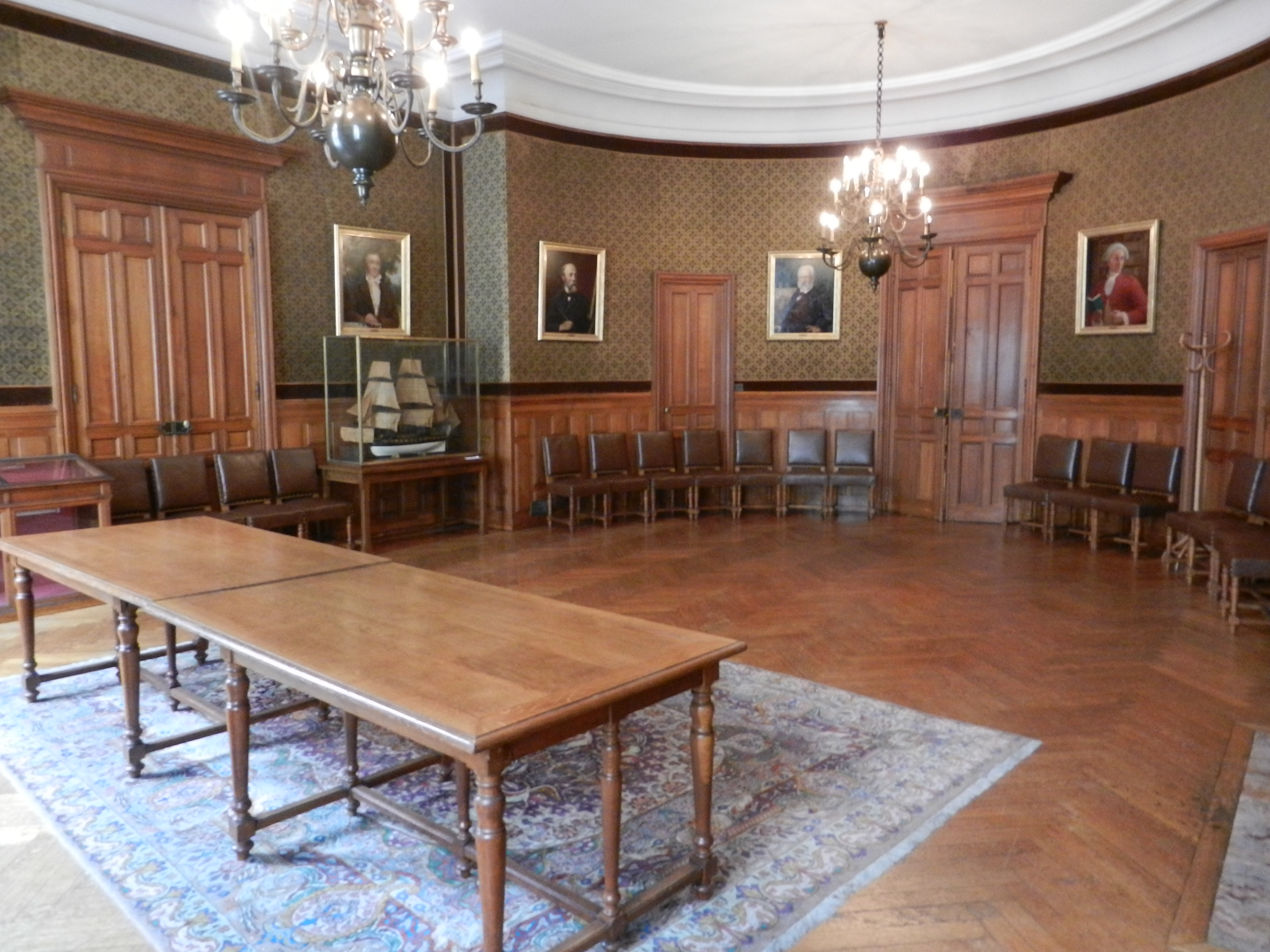

### Le cabinet de Jean Guiton

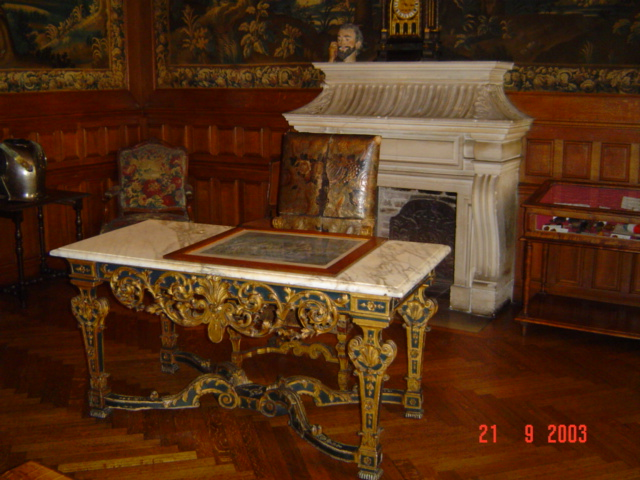
Cabinet dit de Jean Guiton.

Le cabinet, dont rien ne prouve qu'il fut celui de Jean Guiton, comporte une table, recouverte d'un marbre blanc, et un fauteuil et, qui sont attribués à Jean Guiton et dateraient du grand siège. En acceptant la magistrature municipale, le maire déclara « qu'il percerait le cœur du premier qui parlerait de se rendre » et la légende veut que, d'un coup de poignard, il ait fait sauter un éclat de marbre de sa table. La table, présentée comme appartenant à Jean Guiton, comporte deux encoches. Le fauteuil est en cuir de Cordoue d'époque Louis XIII.
Le cabinet comporte également une copie du masque funéraire, saisi en 1793 lors de la violation des tombeaux de Saint-Denis, du roi Henri IV. Cette copie a été exécutée sous la Restauration.

Objets et mobiliers du cabinet Jean Guiton
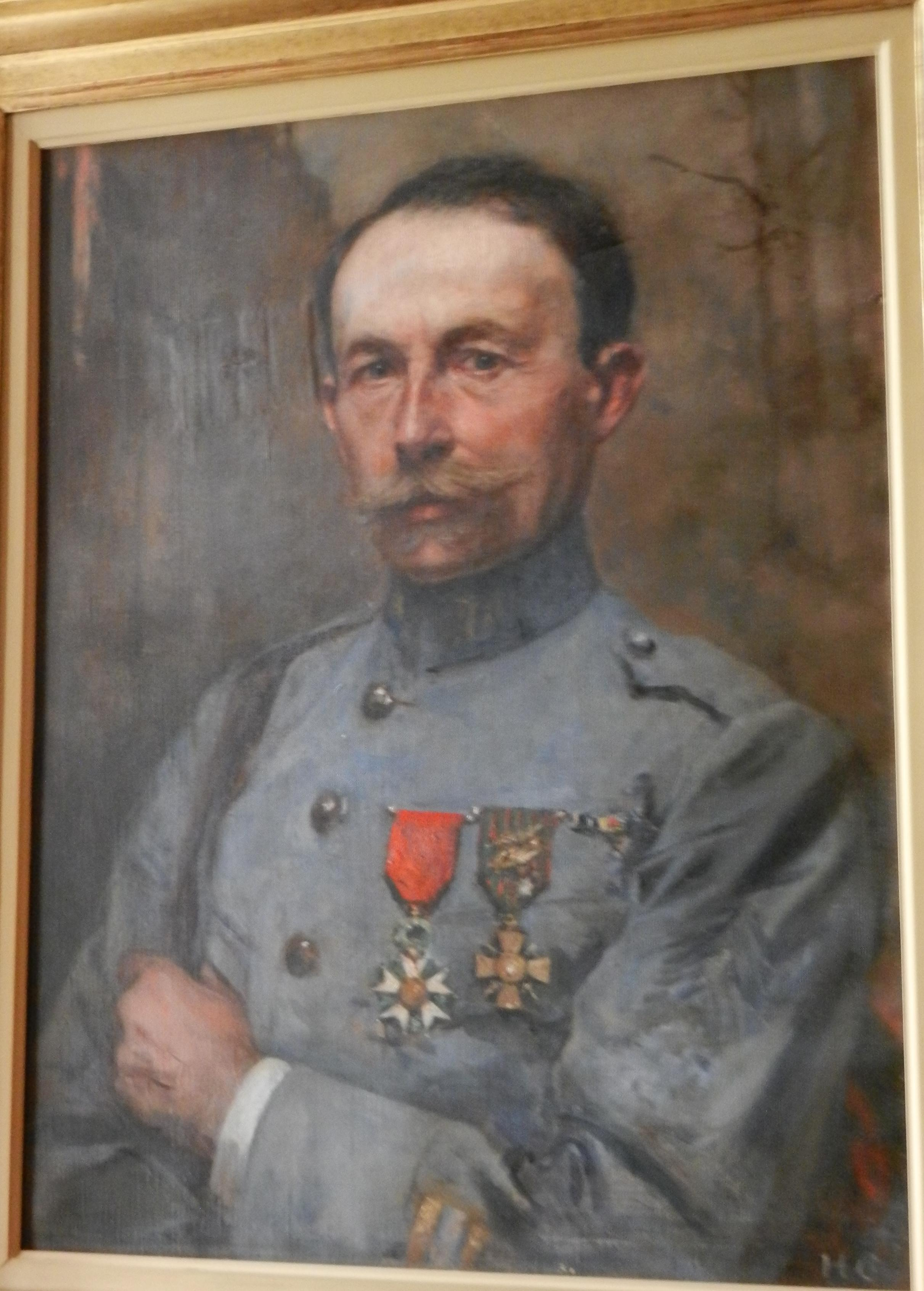
Tableau du Maire Léonce Vieljeux.
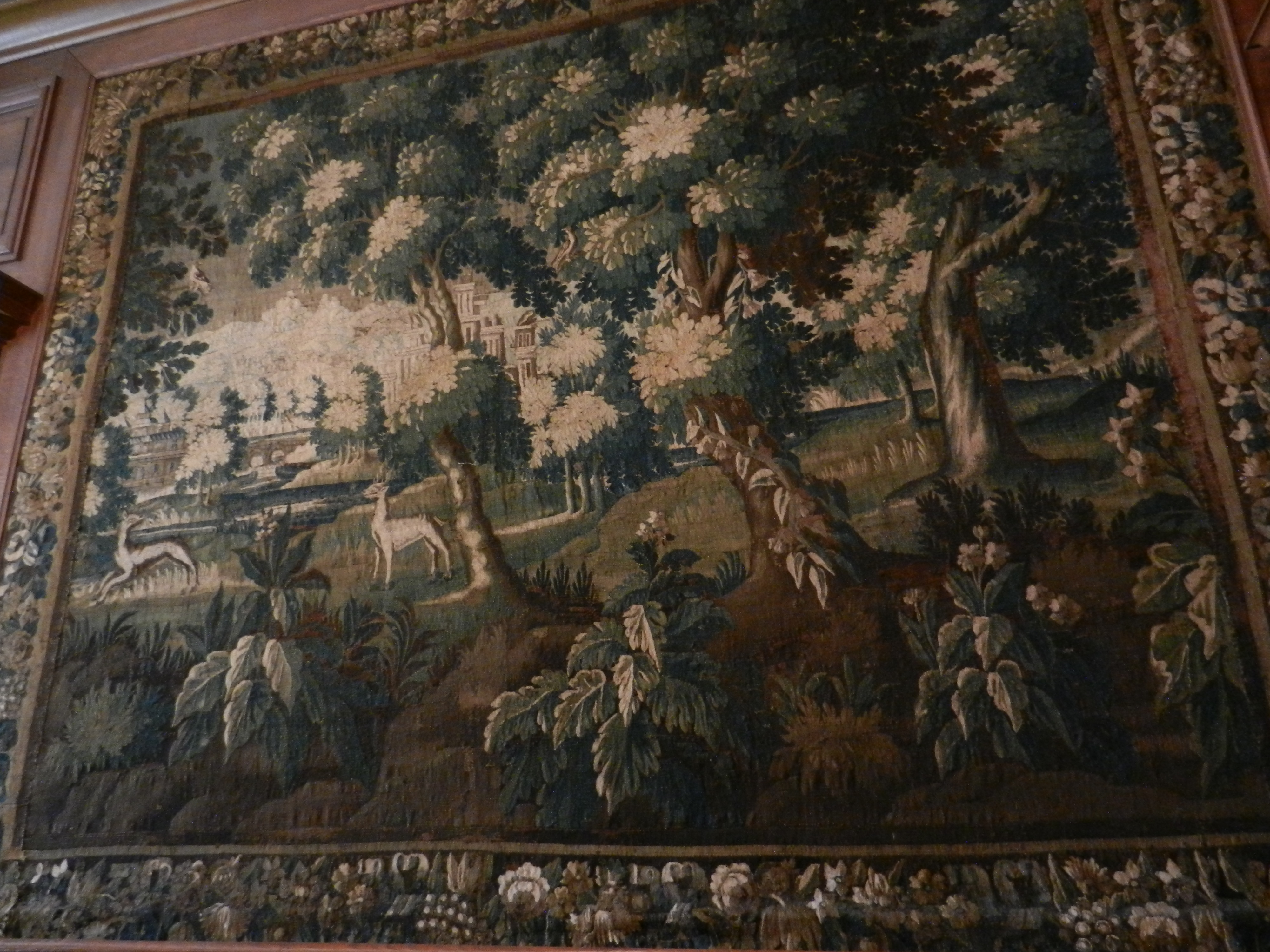
L'une des trois tapisseries du cabinet de Jean Guiton[65],[66].
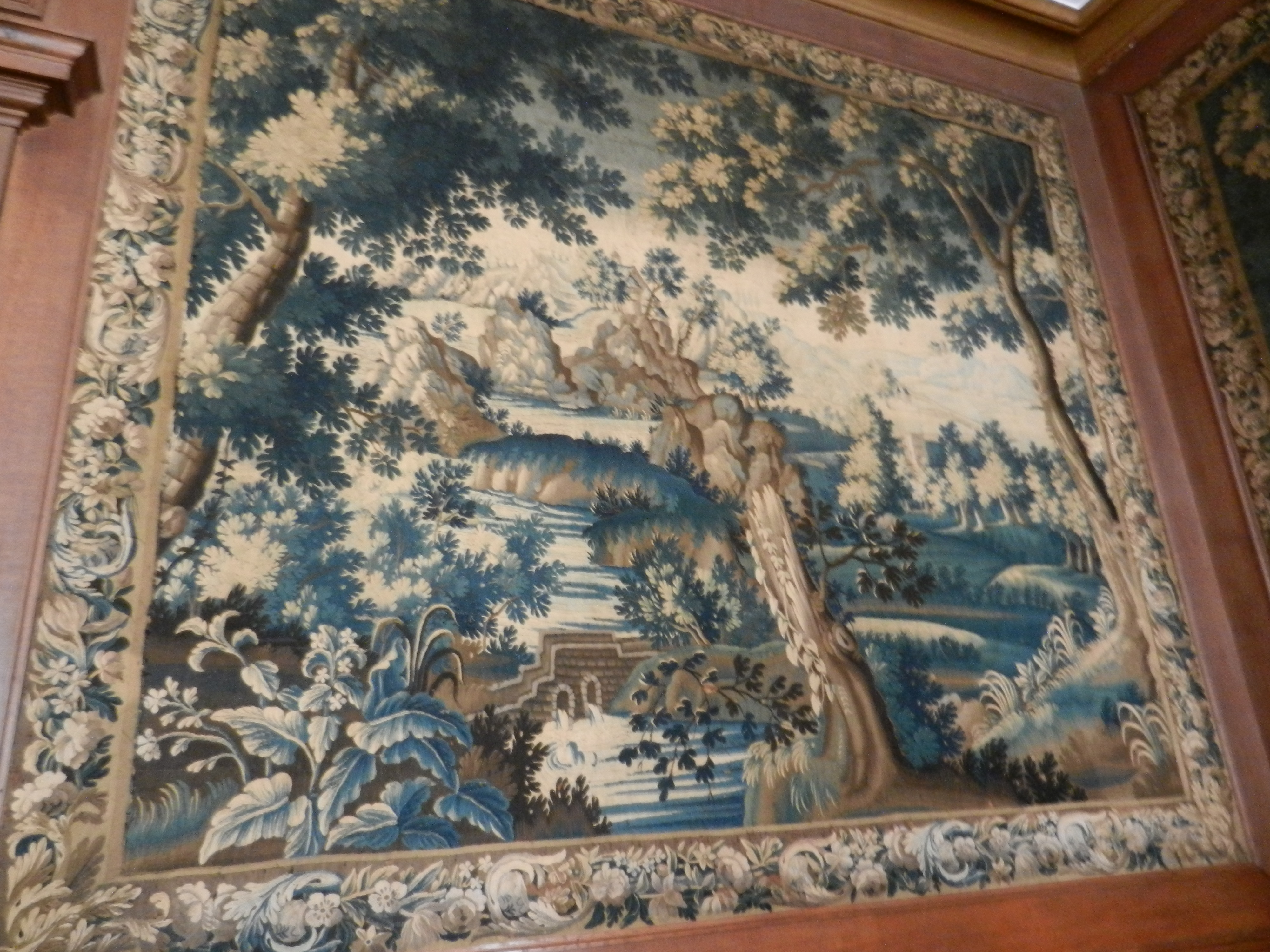
L'une des trois tapisseries du cabinet de Jean Guiton[67],[66].
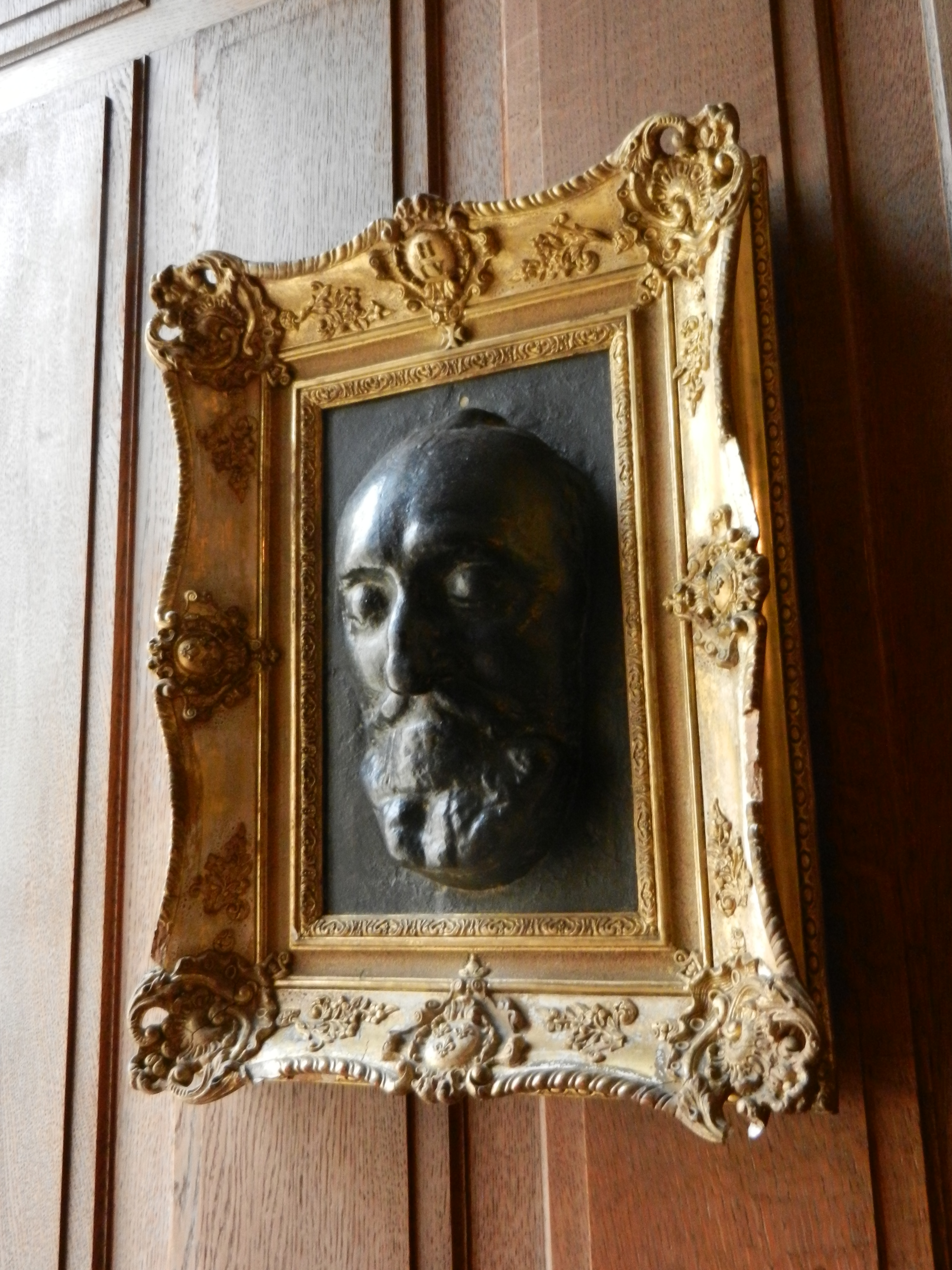
Masque Funéraire de Henri IV[PC 3].
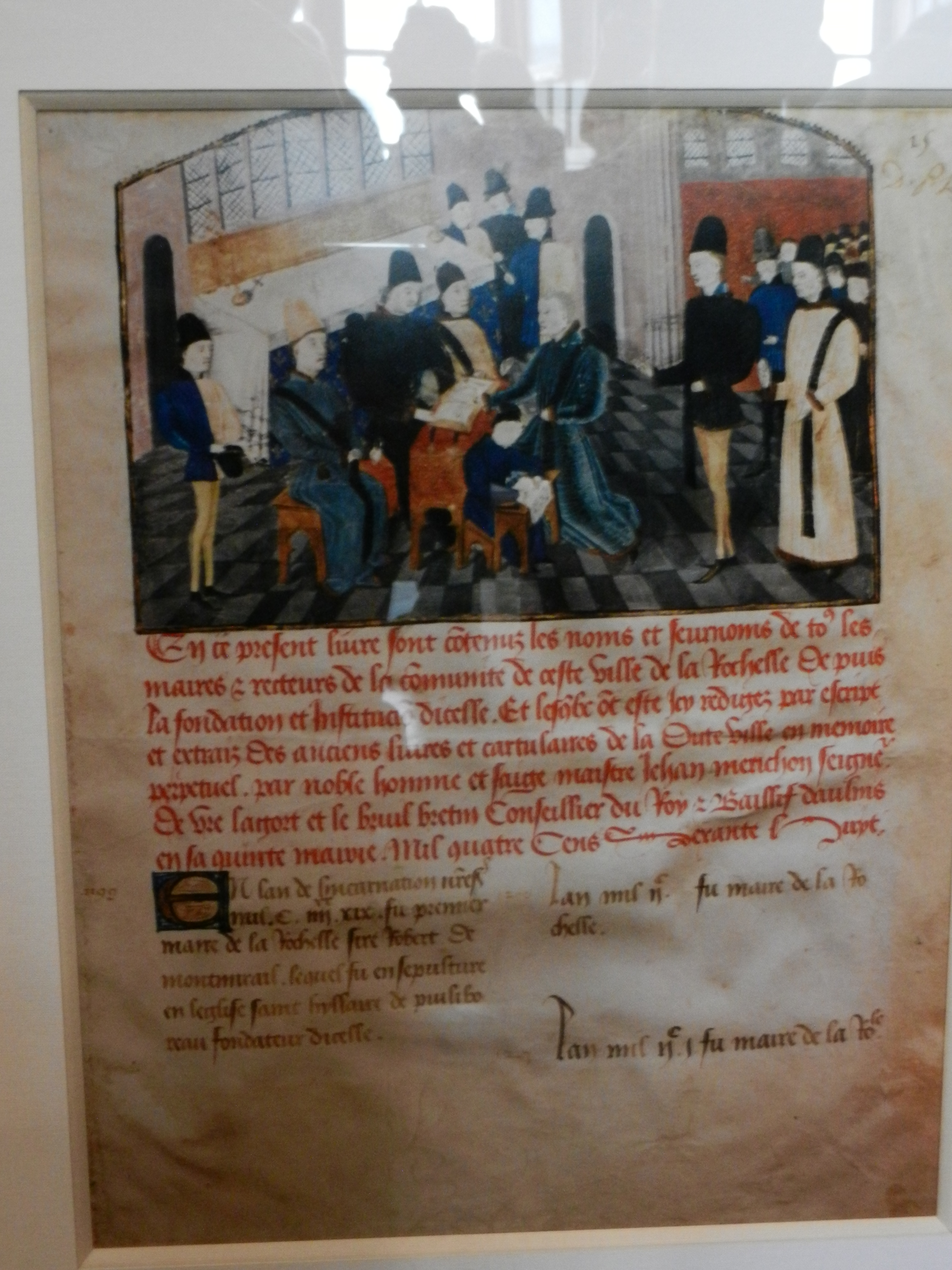
Le maire prête serment après son élection dans l'église Saint-Barthélemy. Miniature, XVe siècle.
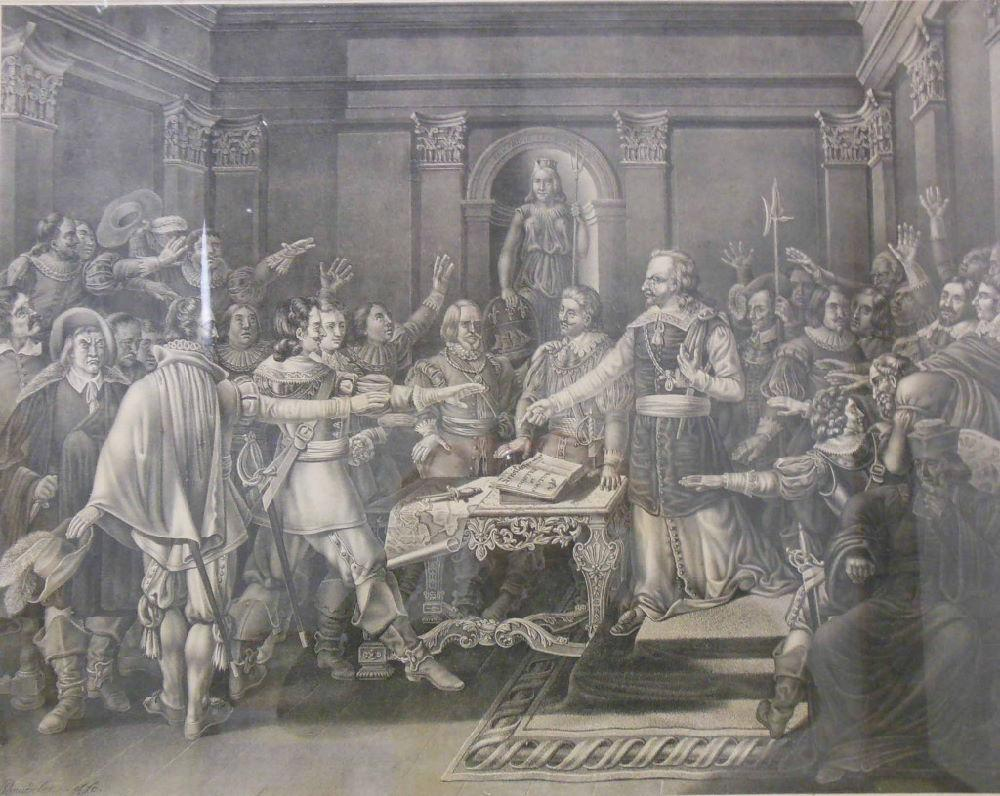
Jean Guiton à l'Hôtel de Ville de La Rochelle, jurant de défendre la ville jusqu'à la mort. Estampe, signée d'un graveur, Baudelot, XIXe siècle[68].

## Tourisme
La cour d'honneur est en accès libre tout au long de l'année aux heures d'ouvertures de la mairie et tout au long du weekend. La visite de l'intérieur de l'hôtel de ville est payante et donne accès aux salles d'apparat : la salle des échevins, la salle des fêtes, le salon bleu, la salle du conseil et le bureau de Jean Guiton. La visite est réalisée par une personne de l'office du tourisme de La Rochelle à 15h et à 16h, certains jours suivant la période de l'année.

## Place de l’Hôtel de ville

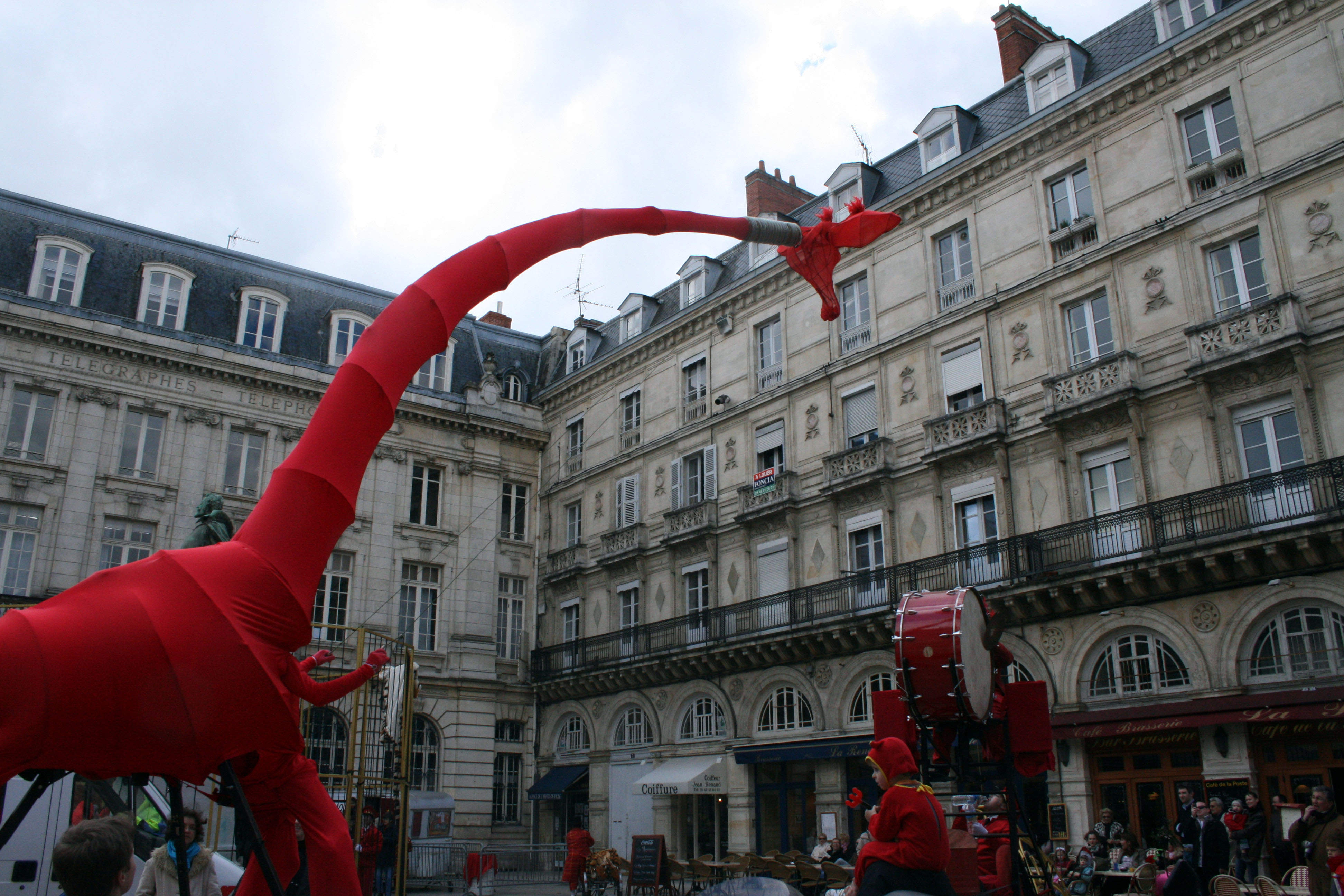
Place de l'Hôtel de ville un jour de carnaval.

Les maisons, situées devant le mur d'enceinte, sont rachetées puis détruites vers 1842. Le bâtiment face à l'hôtel de ville est reconstruit par Ernest Massiou au moment de l'aménagement de la place. La place de l'hôtel de ville est inaugurée en 1851.
En 1903, l'architecte de la ville, Pierre Corbineau, construit le bâtiment des postes et télégraphes et confie le décor des façades au sculpteur rochelais Monté. La poste fut inaugurée le 28 mai 1904 par le ministre du Commerce et de l'Industrie, Georges Trouillot. Le 8 octobre 1911, la statue de Jean Guiton est inaugurée.

### Monument à la mémoire de Jean Guiton

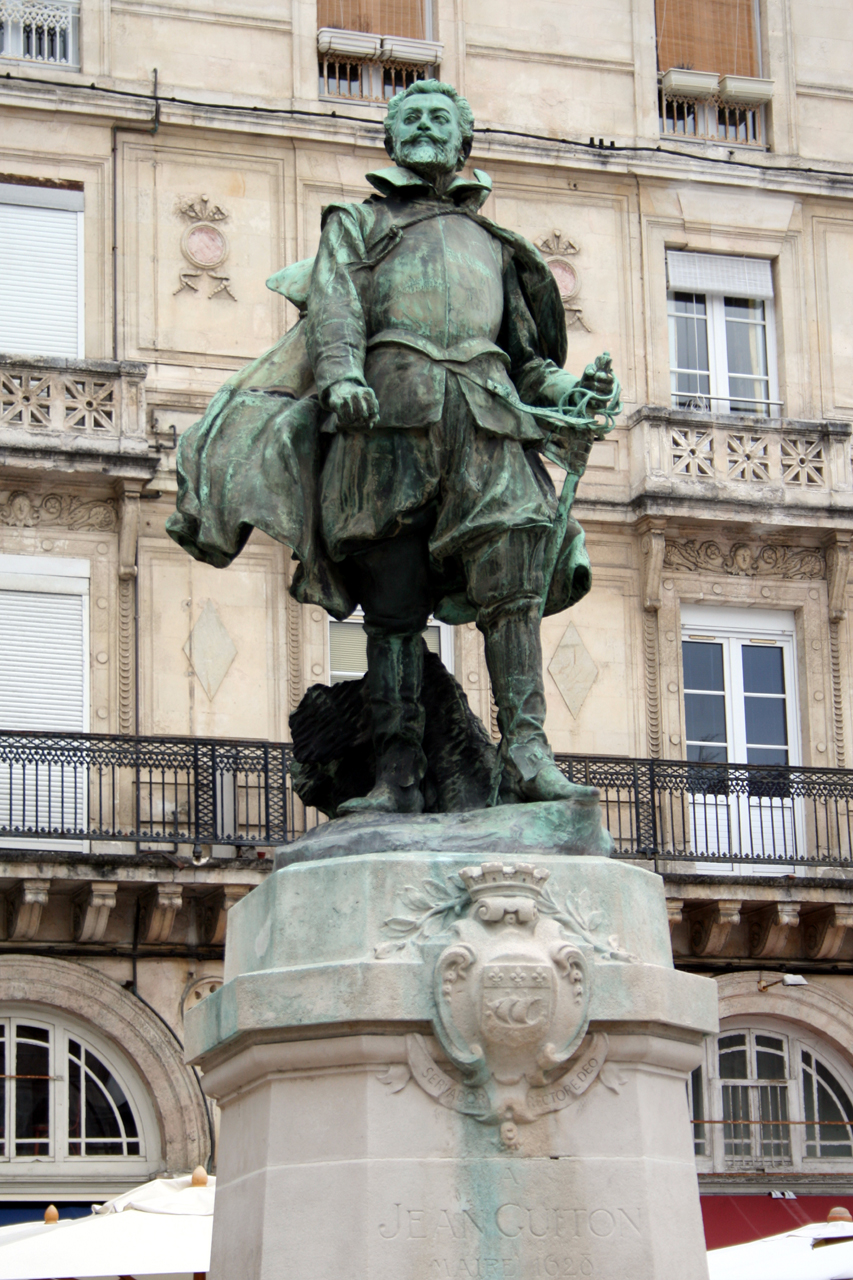
Statue trônant sur la place de l'hôtel de ville.

Le conseil municipal avait, en 1841, décidé l'érection d'une statue en mémoire de Jean Guiton, maire de La Rochelle lors du siège de 1628. Cette première tentative se heurta au gouvernement qui s'y opposa. Au début des années 1900, la réalisation d'un monument refait surface. Il est reporté au profit du monument d'Eugène Fromentin. La question ressurgit quelques années plus tard, mais une polémique vit le jour. L'élévation d'un monument en l'honneur de Jean Guiton, maire de la ville de La Rochelle, cité en révolte ouverte contre le pouvoir central et appelant l’étranger à leur aide, était un défi au bon sens patriotique à une époque où la perte de l'Alsace-Lorraine, lors de la guerre contre la Prusse, était vécu comme un drame national,.
Ce n'est qu'en avril 1909 qu'une souscription publique fut lancée par un comité dirigé par le maire Eugène Decout, souscription à laquelle participa la ville américaine de New Rochelle. Après deux ans de polémique, le monument est réalisé.
L'inauguration se déroula à l'image de la création du monument. La date du 8 octobre 1911 avait été fixée pour l'inauguration de la statue. La cérémonie devait recevoir une délégation des habitants de New Rochelle et le sous-secrétaire d'État aux Beaux-Arts, Étienne Dujardin-Beaumetz devait présider la cérémonie. Cependant, à la suite de la tragédie du cuirassé Liberté, le sous-secrétaire ne put se rendre à la cérémonie, qui dut être maintenue, car la délégation ne put prolonger leur séjour. Le 22 octobre, une deuxième inauguration eut lieu en présence cette fois du sous-secrétaire d’État,.
L'œuvre est due au sculpteur Ernest Dubois et à l'architecte Patouillard de Moriane. La statue en bronze s'élève sur la place de l'Hôtel-de-ville. La statue, comme les autres de la ville, a échappé de peu à la destruction pendant la Seconde Guerre mondiale,.

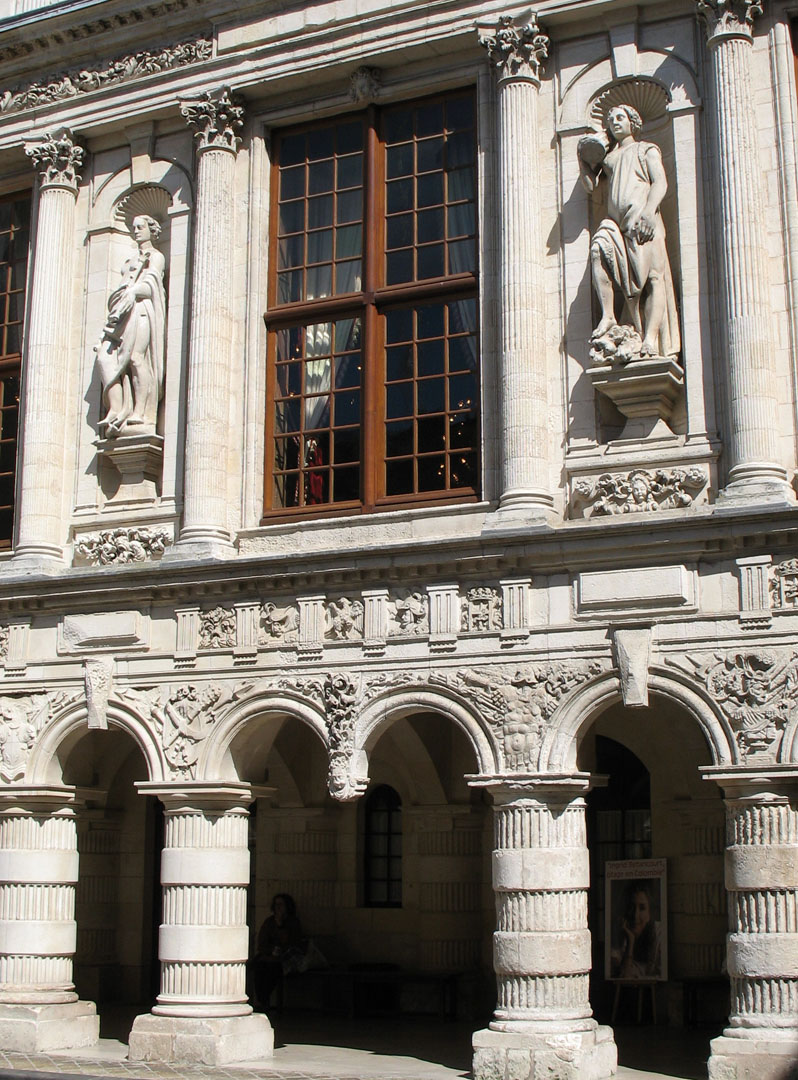
Colonnes et arc à double clé pendante dans la cour, surmontés des statues allégoriques de La Justice et La Force.
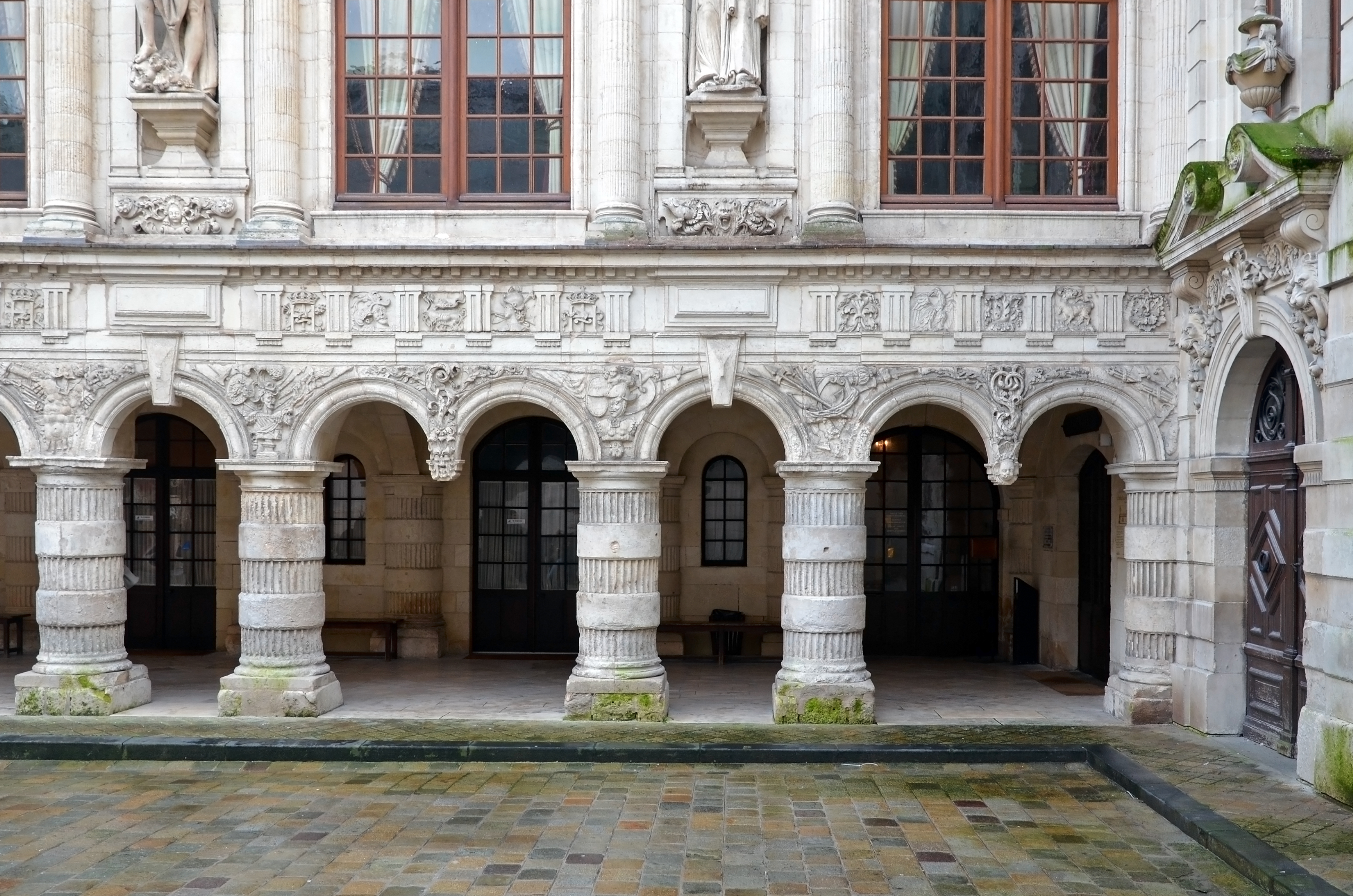
Rez-de-chaussée de la grande galerie
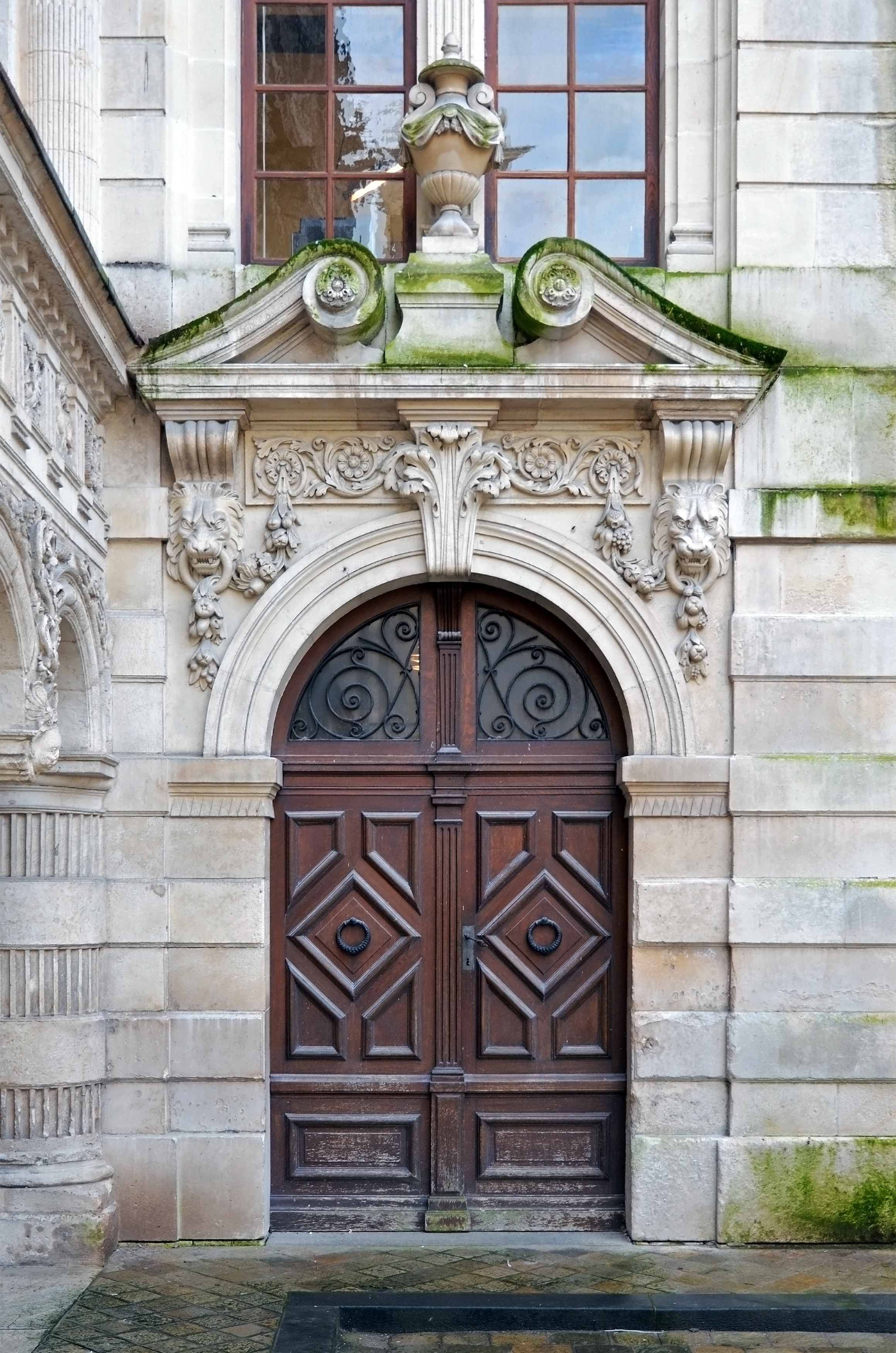
Porte du pavillon sud dans la cour intérieure
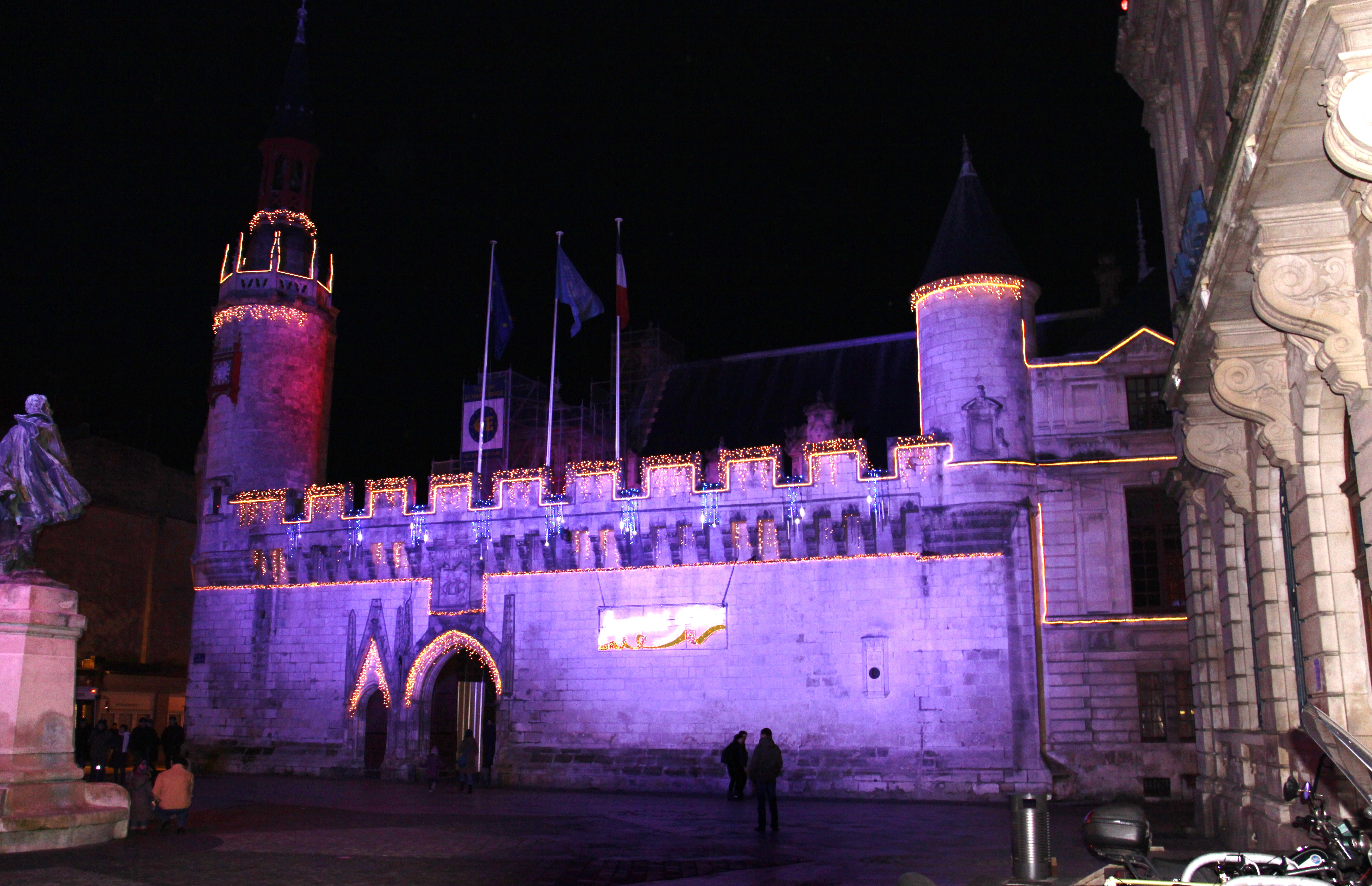
Illumination pendant la période des fêtes.
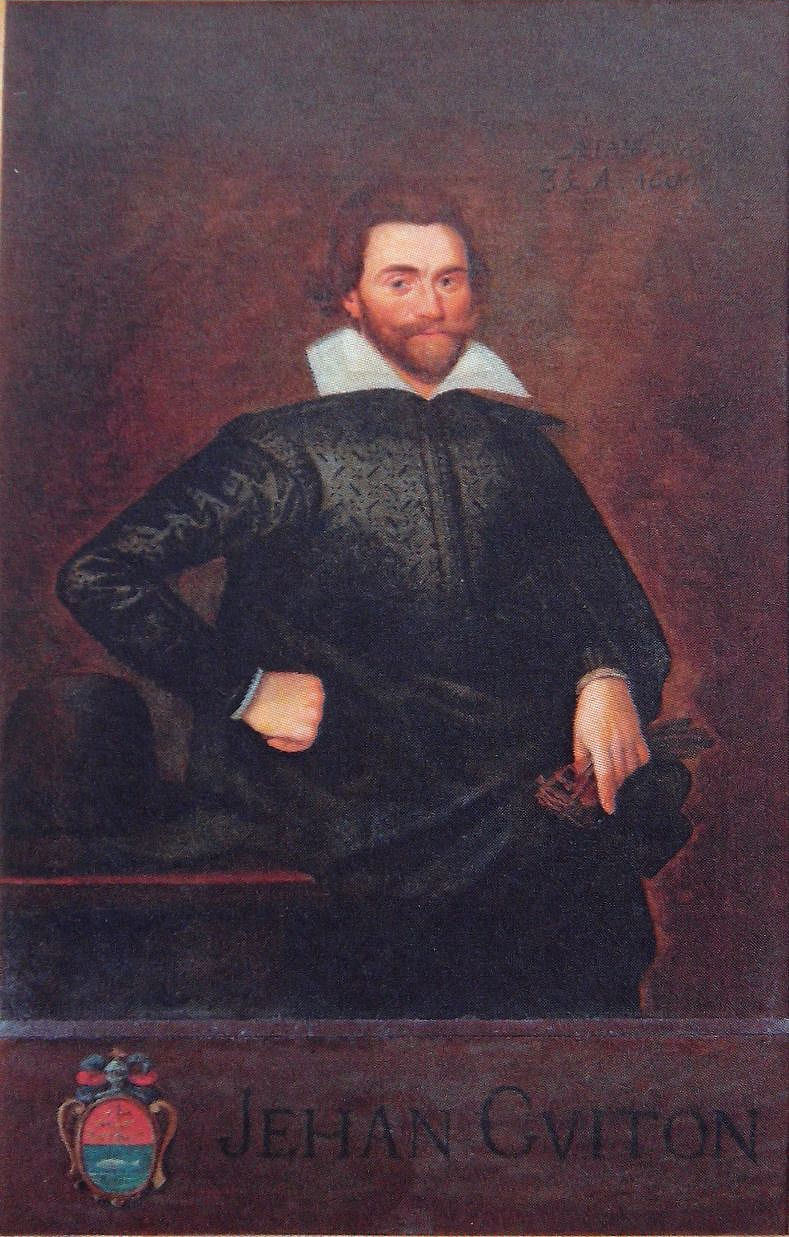
Portrait de Jean Guiton, placé sur la cheminée du bureau du maire[76],[77].
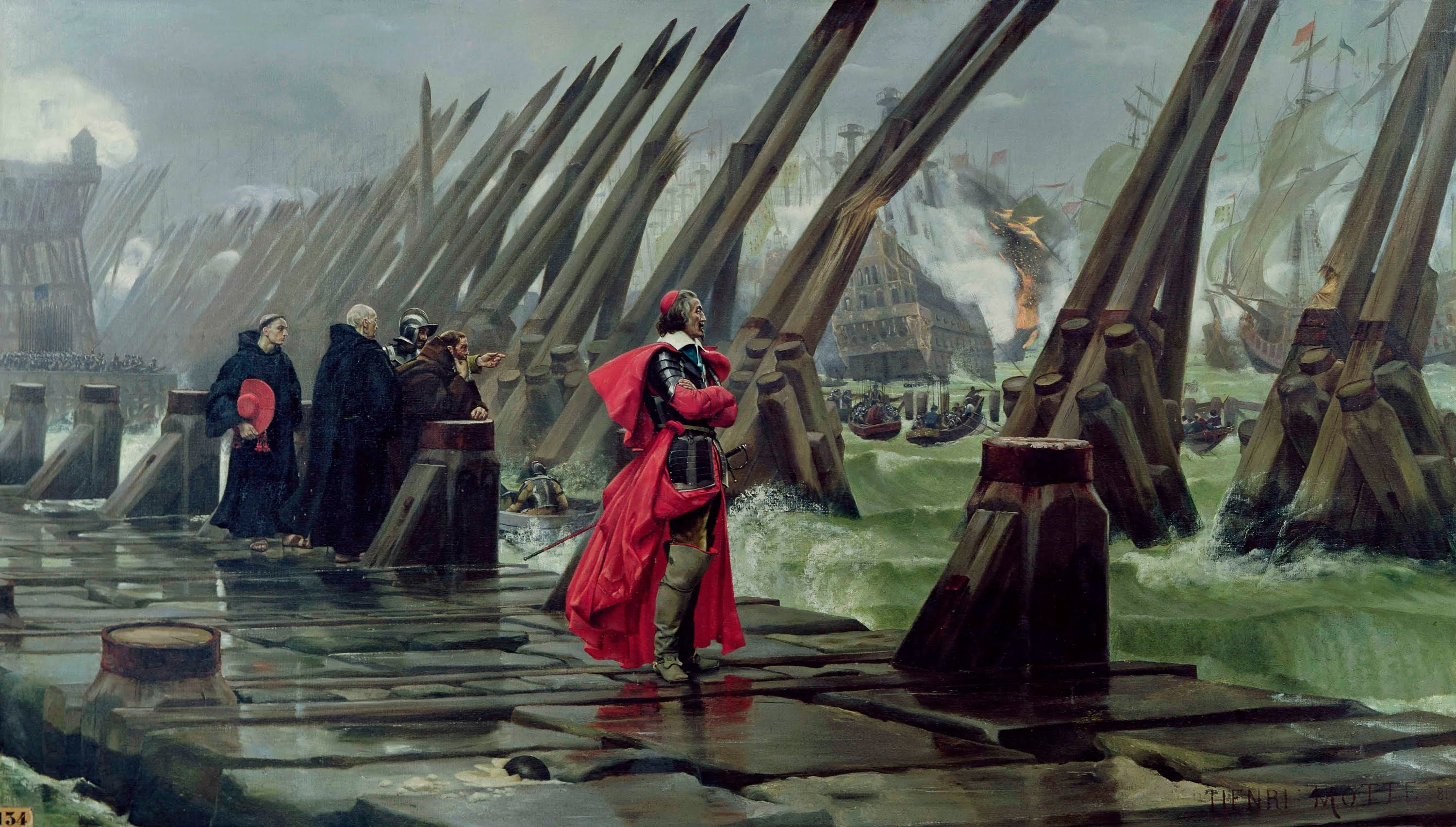
Richelieu sur la digue de La Rochelle, par Henri-Paul Motte, 1881, représentant le siège de La Rochelle avec Richelieu[78]. (en dépôt au Musée des Beaux-Arts de La Rochelle)